# شاهنشاهی ساسانی
شاهنشاهی ساسانی (به پارسی میانه: 𐭲𐭯𐭩𐭲𐭯𐭮𐭯𐭮) با نام رسمی ایران‌شهر (به پهلوی سنگ‌نوشته‌ای: 𐭠𐭩𐭫𐭠𐭭𐭱𐭲𐭥𐭩 به پهلوی کتابی: )، پایان دورهٔ ایران باستان و واپسین شاهنشاهی ایرانی پیش از حمله اعراب به ایران در سدهٔ ۷ و ۸ میلادی بود که از سال ۲۲۴ میلادی تا ۶۵۱ میلادی حکومت کرد؛ شاهنشاهان این دودمان از خاندان ساسان بودند. این شاهنشاهی یکپارچه و نیرومند را اردشیر بابکان با شکست اردوان چهارم، واپسین شاهنشاه اشکانی در نبرد هرمزدگان پایه‌گذاری کرد. شاهنشاهان ساسانی که ریشه شان از پارس بود، بر پهنهٔ بزرگی از غرب آسیا چیرگی یافته و در کنار امپراتوری روم-بیزانس، در گذر بازهٔ زمانی افزون بر ۴۰۰ سال، دو ابرقدرت جهان باستان شمرده می‌شدند. نخستین پایتخت سلسله ساسانیان اردشیرخوره یا شهر گور بوده است، اما پس از گسترش شاهنشاهی و برای ارتباط مناسب با همه نقاط جغرافیای این شاهنشاهی پهناور در این دوره، شهر تیسفون (پارسی میانه: 𐭲𐭩𐭮𐭯𐭥𐭭) در نزدیکی بغداد در عراق امروزی که از پیشرفته‌ترین و ثروتمندترین شهرهای زمانه خود و همچنین یک مرکز بزرگ فرهنگی و قلب سیاسی، هنری و فرهنگی ایرانشهر بود به عنوان پایتخت انتخاب شد. پرچم ایران باستان در این دوره، درفش کاویانی بود که پس از سرنگونی ساسانیان از میان رفت.
دورهٔ ساسانی یکی از مهم‌ترین و سرنوشت‌سازترین دوره‌های تاریخ ایران شناخته می‌شود. در دورهٔ ساسانی، تمدن ایرانی در بسیاری از جَهات به نهایت شکوفایی و پویایی خود رسید. همچنین، ایران در دورهٔ ساسانیان، تأثیر فراوانی بر فرهنگ روم گذاشت. تأثیرات ساسانیان تنها محدود به مرزهای ایران نبود، بلکه تاثیراتش به هند، چین، اروپای غربی و آفریقا هم می‌رسد. ساسانیان نقشی برجسته در پدیداری هنر اروپایی و آسیایی در دوره‌های میانه داشتند. بخش بیشینهٔ چیزی که امروزه به نام دوران طلایی اسلام در زمینهٔ هنر، معماری، موسیقی و دیگر زمینه‌ها شناخته می‌شود، از ساسانیان به جهان اسلام منتقل و برده شده است.
جامعهٔ ساسانی به گونهٔ طبقاتی و لایه‌ای اداره و گردانده می‌شد. جامعه به چهار طبقهٔ موبدان، جنگاوران، دبیران و پیشه‌وران بخش‌بندی می‌شد. دین رسمی شاهنشاهی ساسانی، کیش زرتشتی بود و اوستا و زند بُن‌مایهٔ بنیادین دادستانی و دینی فرمانروایی ساسانی شمرده می‌شدند. دورهٔ شاهنشاهی ساسانیان در سال ۶۵۱ م، پس از کشته شدن یزدگرد سوم درگذر یورش اعراب به ایران، به پایان رسید و ایران‌شهر بجز تپورستان و دیلمستان زیر تصرف اعراب مسلمان درآمد.
شاهنشاهی ساسانی در زمان فرمانروایی پادشهان برجسته ای چون شاپور یکم، شاپور دوم و خسرو یکم از دید گستردگی سرزمینی و دستاوردهای فرهنگی به اوج خود رسید. این امپراتوری به دلیل سیستم اداری پیچیده، سازماندهی نظامی توانمند و پیشرفت در هنر، معماری و علم مشهور بود. یکی از جنبه‌های کلیدی پادشاهی ساسانی، رقابت آن با امپراتوری روم، به ویژه جانشینش امپراتوری بیزانس در غرب بود. این رقابت اغلب منجر به درگیری‌ها و جنگ‌هایی از جمله نبرد شناخته شده دارا شد. ساسانیان همچنین به دلیل ترویج دین زرتشتی به عنوان دین دولتی شناخته شده بودند، اگرچه آنها تنوع مذهبی را در امپراتوری خود مجاز می‌دانستند. دین زرتشت در شکل‌گیری فرهنگ و سیاست‌های امپراتوری نقش بسزایی داشت. امپراتوری ساسانی علیرغم نقاط قوت خود با چالش‌های ناشی از شورش‌های داخلی، فشارهای اقتصادی و تهاجمات خارجی قبایل عرب در جنوب روبرو بود. این عوامل، همراه با فرسودگی منابع به دلیل جنگ طولانی با بیزانس، در نهایت به سقوط شاهنشاهی کمک کرد.
در سال ۶۵۱ پس از میلاد، شاهنشاهی ساسانی با فتوحات عرب‌های مسلمان به رهبری خلیفه عمر به پایان رسید، اما میراث هنری و فرهنگی ساسانیان در فرهنگ ایرانی و مردمان ایرانی‌تبار تا به امروز پابرجای مانده است.

## نام
به‌طور رسمی، این شاهنشاهی به‌عنوان امپراتوری ایرانیان شناخته می‌شد (زبان پارسی میانه: ایران‌شهر (Ērānšahr)، در زبان پارتی اشکانیان آریان‌شهر (aryānrahr): این اصطلاح برای نخستین بار در سنگ‌نوشتهٔ شاپور یکم بر کعبه زرتشت آمده است جایی که شاپور یکم می‌گوید: «من شاه ایران‌شهر (کشور ایران) هستم.»
درواقع به‌این دلیل که خاندان ساسان به نام ساسان نامگذاری شده است، این شاهنشاهی در منابع تاریخی و دانشگاهی به عنوان شاهنشاهی ساسانی شناخته می‌شود. در زبان انگلیسی نیز به‌عنوان امپراتوری ساسانیان یاد می‌شود، مورخان نیز از شاهنشاهی ساسانی به‌عنوان امپراتوری نئو پارسی (Neo-Persian Empire) یاد کرده‌اند زیرا که پس از شاهنشاهی هخامنشی این دومین امپراتوری ایران بود که از پارس (Perse) برخاست.

## تاریخچه

### شکل‌گیری و تاریخ دوره آغازین (۲۰۵–۳۱۰)

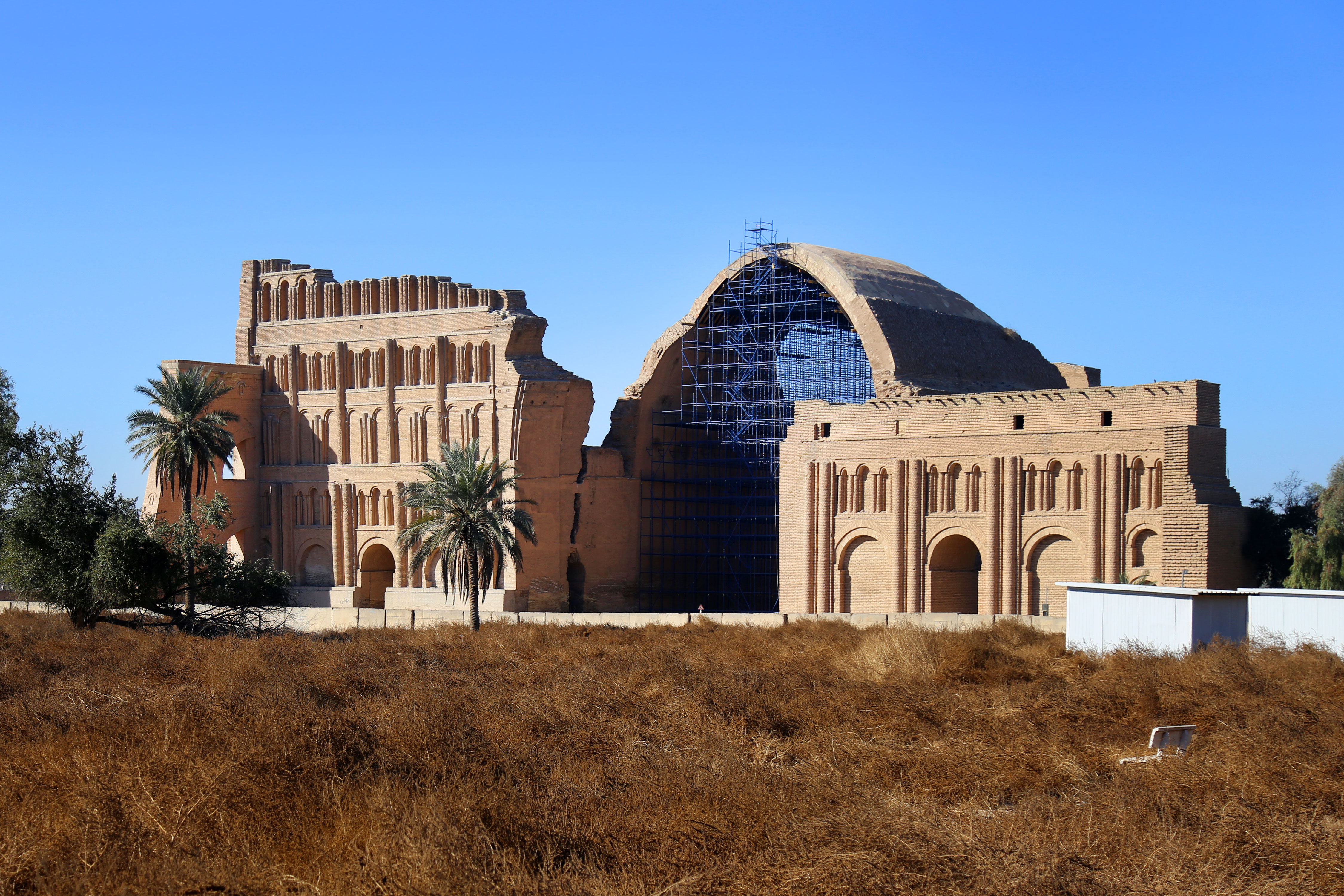
ایوان خسرو، برجسته‌ترین یادگار ساسانیان، در تیسفون

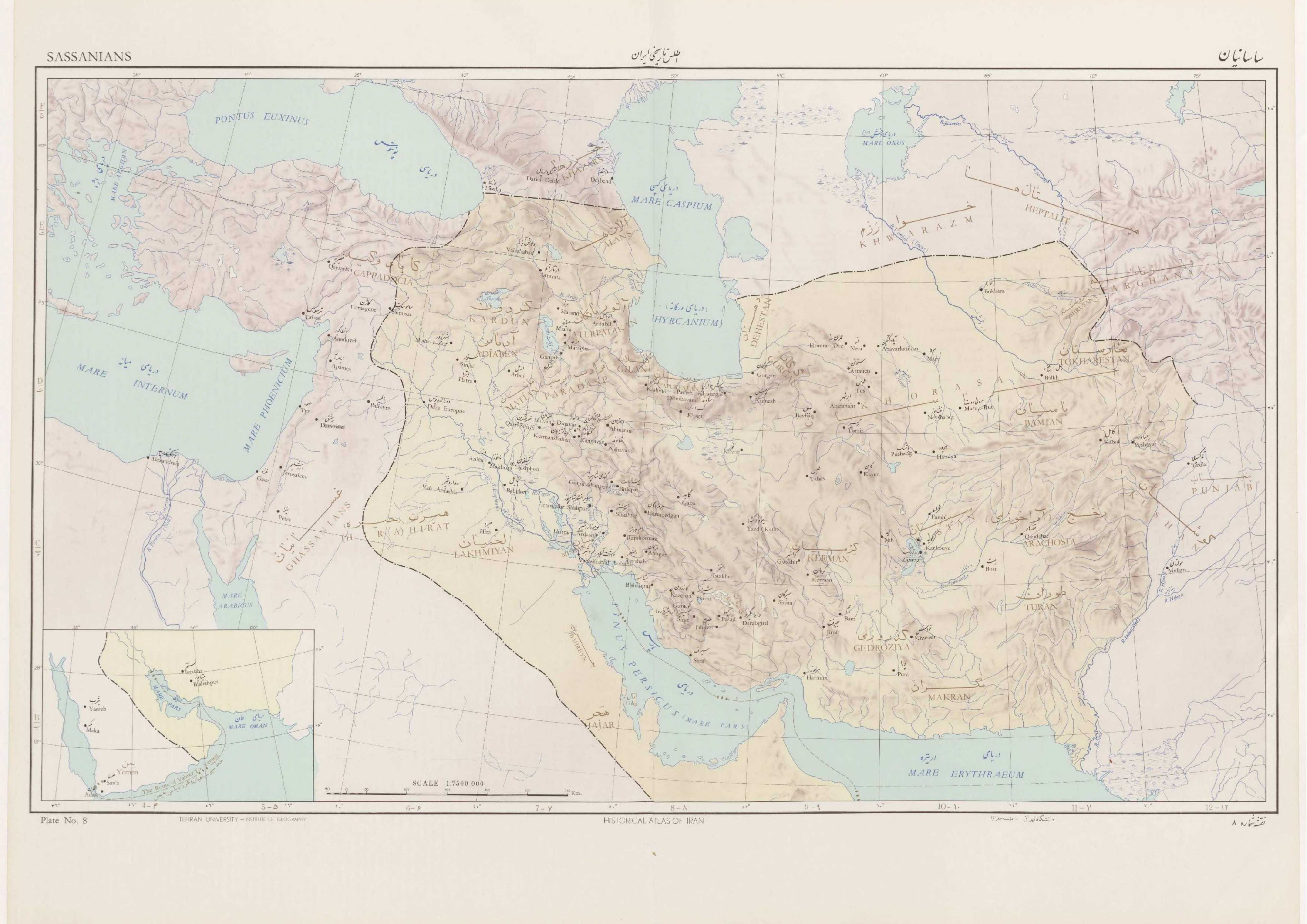
نقشهٔ ساسانیان از کتاب اطلس تاریخی ایران، نشر دانشگاه تهران

روایت‌های متناقضی از سقوط امپراتوری اشکانی و در پی آن خیزش شاهنشاهی ساسانی وجود دارد که جزئیات این دوره را در هاله‌ای از ابهام قرار داده است. شاهنشاهی ساسانی توسط اردشیر اول (اردشیر بابکان) در شهر استخر بنیان نهاده شد.
پاپک در آغاز حکمران ناحیه‌ای بود که به آن «خیر» می‌گفتند. با این حال، در سال ۲۰۰ (بر طبق تورج دریایی ۲۰۵–۲۰۶)، او موفق به سرنگون کردن «گوچهر» از خاندان «بازرنگیان» شد. پاپک و بزرگ‌ترین پسرش شاپور، موفق شدند تا قدرت خود را به سرتاسر پارس گسترش دهند. به خاطر طبیعت گیج‌کننده منابع، رویدادهای بعدی ناواضح و گنگ است. با این وجود، با اطمینان می‌توان گفت که پس از مرگ پاپک، اردشیر که در آن هنگام حکمران دارابگرد بود، در نزاعی برای به قدرت رسیدن، وارد جنگی با برادر بزرگ‌ترش شاپور شد. منابع نشان می‌دهند که شاپور، که برای ملاقات کردن با برادرش رفته بود، بر اثر فروپاشی سقف بر سرش کشته شد. در سال ۲۰۸، اردشیر با خاموش کردن شورش‌هایی از طرف دیگر برادرهایش که اعدام شدند، خود را حکمران تمام پارس خواند.

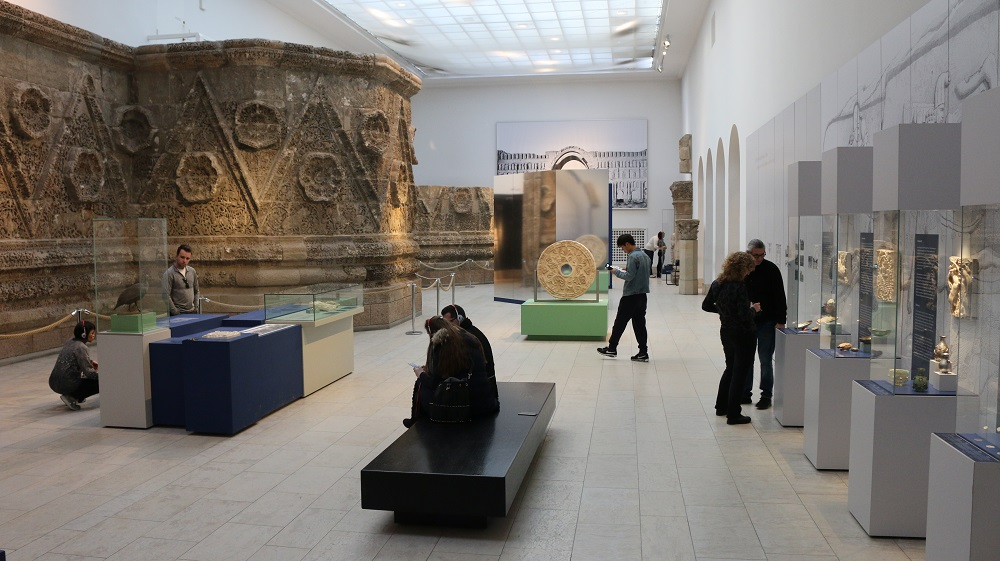
نمایشگاه تیسفون و هنر ساسانیان در موزهٔ ملی آلمان در برلین.

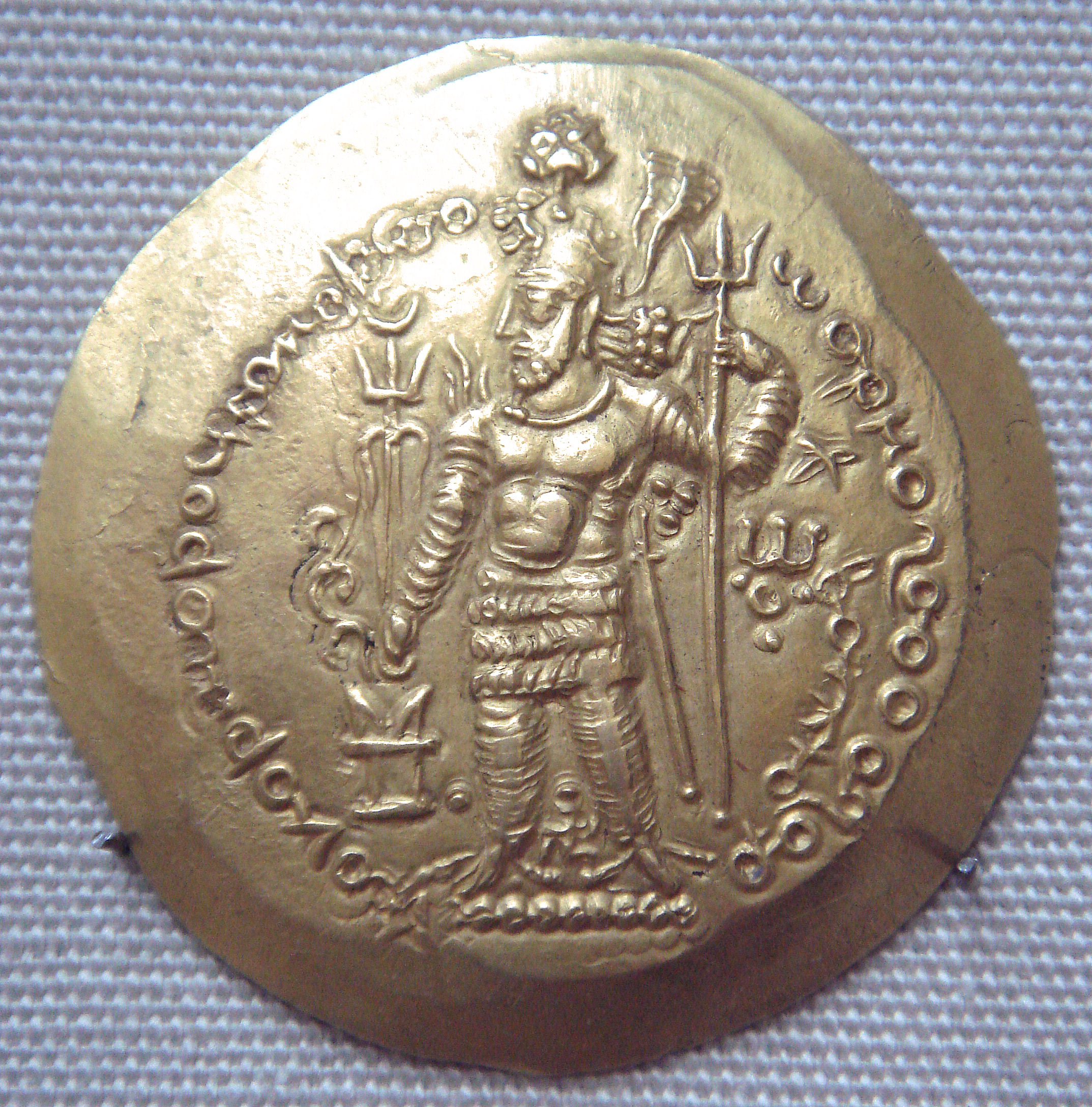
سکه مربوط به هرمز یکم کوشانشاه صادر شده درخراسان در طرح کوشانه

وقتی که اردشیر خود را شاهنشاه خواند، پایتخت خود را به بخش‌های جنوبی پارس منتقل کرد و شهر اردشیرخوره (سابقاً گور، امروزه در فیروزآباد) را برپا کرد. این شهر که کوه‌های بلند از آن نگهداری می‌کردند و به آسانی از طریق گردنه‌های باریک قابل دفاع بود، تبدیل به مرکز قدرت‌گیری بیشتر اردشیر شد. این شهر توسط یک دیوار دایره‌ای‌شکل بلند احاطه شده بود که احتمالاً از روی دیوار مشابهی در دارابگرد نمونه‌برداری شده بود و بر بخش شمالی آن کاخ بزرگی بود که بقیه آن هنوز پابرجاست. اردشیر پس از اینکه قدرت خود را در پارس پابرجا کرد، به سرعت قلمرو خود را گسترش داد، از شاهان محلی پارس خواست تا سوگند بخورند با او وفادار باشند و استان‌های مجاور خود از جمله کرمان، اصفهان، شوش و میشان را تحت کنترل خود درآورد. توجه اردوان پنجم، شاه اشکانی، خیلی زود معطوف به قدرت‌گیری اردشیر شد. او در ابتدا در سال ۲۲۴ به حکمران خوزستان دستور داده بود وارد جنگی علیه اردشیر شود، اما اردشیر در این جنگ پیروز شد. اردوان پنجم در دومین تلاش برای شکست دادن اردشیر، او را در جنگی در هرمزگان ملاقات کرد، که اردوان پنجم در این جنگ شکست خورد و کشته شد. پس از کشته شدن شاهنشاه اشکانی، اردشیر به استان‌های غربی حکومتِ اکنون-سرنگون شدهٔ اشکانی هجوم برد و آن‌ها را تصاحب کرد.
در آن هنگام دودمان اشکانی بین طرفداران اردوان پنجم و بلاش ششم تقسیم شده بود، که احتمالاً اردشیر را قادر ساخت تا اقتدار خود در جنوب را با کمترین مداخله یا اصلاً بدون مداخله اشکانیان، یکپارچه و مستحکم کند.
جغرافیای استان فارس که از دیگر بخش‌های ایران جدا بود، به اردشیر یاری رساند. اردشیر که در سال ۲۲۴ میلادی در تیسپون به عنوان یگانه حکمران فارس تاجگذاری کرد، عنوان شاهنشاه یا «شاه شاهان» را برای خود برگزید (کتیبه‌ها از آذر-آناهید به عنوان Banebshenan banebshen یا ملکه ملکه‌ها ذکر به میان می‌آورند، اما پیوند او با اردشیر ثابت نشده است)، به امپراتوری اشکانی که ۴۰۰ ساله بود پایان داد و چهار قرن پادشاهی ساسانیان بر ایران آغاز گشت.
در چند سال بعدی، شورشیان محلی گرداگرد امپراتوری سربرآوردند. با این وجود، اردشیر بابکان امپراتوری نوین خود را بیش از پیش به سمت شرق و شمال غربی گسترش داد، استان‌های سیستان، گرگان، خراسان، مرو (واقع در ترکمنستان امروزی)، بلخ و خوارزم را به تصاحب خود درآورد. او همچنین بحرین و موصل را هم به قلمرو ساسانی ضمیمه کرد. بعدها در سنگ‌نبشته‌های ساسانی ادعا شده است که شاهان کوشانی، تورانی و مکرانی سلطه‌پذیر اردشیر شده‌اند، هرچند که بر طبق شواهد سکه‌شناسی، به احتمال زیاد آن‌ها سلطه‌پذیر فرزند اردشیر، شاپور اول، پادشاه آینده شده‌اند.
از سوی غرب، یورش‌هایی علیه هترا، ارمنستان، آدیابن، با موفقیت کمتری روبرو بود. در سال ۲۳۰، او تا ژرفای قلمروهای روم نیز پیش رفت که این حمله دو سال بعد در طی یک ضدحمله از طرف رومیان، بدون داشتن نتیجه قطعی پایان یافت، هرچند که امپراتور روم، الکساندر سوروس، در روم پیروزی خود را جشن گرفت. پس از مرگ سوروس در ۲۳۵، میان‌رودان، دورا-اروپوس، حران، نصیبین و در نهایت هترا به‌دست ساسانیان افتاد. سپس اردشیر خودش را بازنشسته کرد و باقی عمرش را در پارس گذراند و پسرش جنگ‌های او را ادامه داد.
پسر اردشیر بابکان، شاپور یکم، که مدتی با پدرش به‌طور مشترک پادشاهی کرد، گسترش دادن شاهنشاهی ساسانیان را ادامه داد، باختر را تصاحب کرد و بخش غربی امپراتوری کوشان را هم به تصاحب خود درآورد، همچنین چندین لشگرکشی علیه امپراتوری روم را هم ترتیب داد. شاپور نخست در حمله به میان‌رودان روم، حران و نصیبین را تصاحب کرد، اما در سال ۲۴۳، سردار رومی Timesitheus، ایرانی‌ها را در نبرد راسائنا شکست داد و سرزمین‌های از دست رفته را پس گرفت. پیشروی‌های متعاقب امپراتور گردیان سوم (۲۳۸–۲۴۴) در پایین رود فرات در نبرد مسیخه شکست خورد (۲۴۴)، که منجر به قتل رسیدن گوردیان توسط نیروهای خودش شد و شاپور را قادر ساخت تا یک صلح‌نامه بسیار مقرون‌به‌صرفه‌تر را با امپراتور تازه، فیلیپ عرب منعقد کند، که به سبب آن او ۵۰۰٬۰۰۰ دیناری غرامت دریافت کرد و خراجی را هم به صورت سالانه بر دوش رومی‌ها گذاشت.
شاپور خیلی زود جنگ را از سر گرفت، رومی‌ها را در نبرد باربالیسوس شکست داد (۲۵۳) و سپس احتمالاً انطاکیه را گرفت و تاراج کرد. نتیجه ضدحمله‌های رومی‌ها تحت امپراتوری والرین با مصیبت و فاجعه همراه بود که ارتش روم در ادسا محاصره و درهم شکسته شد و والرین توسط شاپور به اسارت گرفته شد و تا پایان عمرش زندانی شاپور باقی ماند. شاپور پیروزی خود را با کنده‌کاری کردن یک نقش برجسته شکوهمند در نقش رستم و بیشاپور جشن گرفت و همچنین در نزدیکی تخت جمشید هم یک سنگ‌نبشته یادبود به زبان‌های فارسی و یونانی حکاکی کرد. او از موفقیت خود برای پیشروی در آناتولی بهره برد (۲۶۰)، اما پس از شکست خوردن از رومی‌ها و هم‌پیمانان‌شان اذینه پالمیرایی، با آشفتگی عقب‌نشینی کرد و حرم‌سرای خود و تمامی قلمروهای رومی که اشغال کرده بود را از دست داد.
مرزهای ایران و روم بر طبق موفقیت‌های نظامی یک طرف، دائماً بین دجله و فرات در تغییر بود. رفت‌وآمد بین مرزها آزاد بود و بازرگانی و ازدواج و حتی جاسوسی را ممکن می‌ساخت. در این برهه از زمان، میان‌رودان در دست ایران بود، اما باید فکری به حال ارمنستان می‌شد که در مقابل اردشیر مقاوت کرده و دشمنش را شکست داده بود. ارمنستان همیشه یکی از نکات مورد اختلاف بین ساسانی‌ها و رومی‌ها بوده است. این منطقه برای هر دو مهم بوده، چرا که اهمیت استراتژیک و اقتصادی داشته و به عنوان سرزمین حایل بین ایران و روم بوده. از آنجا که یک شاخه از سلسله اشکانیان در ارمنستان حکومت می‌کردند و ساسانیان با اشکانیان دشمنی داشتند، برای شاپور مهم بود تا مشکل ارمنستان را حل و فصل کند. او ترتیب قتل خسرو را داد و شاهی وفادار به خودش، تیرداد را بر آنجا نشاند که از ۲۵۲–۲۶۲ فرمان‌روایی کرد.

گسترهٔ شاهنشاهی ساسانی در زمان شاپور یکم

شاپور برنامه‌های آبادانی پرشماری داشت. او دستور به ساخت نخستین پل سدی در ایران را داد و شهرهای بسیاری را هم بنیان نهاد، که برخی از آن‌ها توسط مهاجرینی از قلمروهای روم اسکان داده شدند که از جمله این مهاجرین، مسیحیانی بودند که می‌توانستند تحت لوای شاهنشاهی ساسانی، آزادانه دین خورد را پرستش کنند. دو شهر، بیشاپور و نیشابور از روی او نامگذاری شده‌اند. او خصوصاً کیش مانوی‌گری را مورد لطف خود قرار داد و از مانی (که یکی از کتاب‌هایش، شاپورگان را به او هدیه کرده) محافظت کرد و بسیاری از مبلغین مانوی‌گری را به خارج از مرزهای ایران به جهت تبلیغ دین خود فرستاد. او همچنین با یک خاخام بابلی به نام ساموئل دوستی برقرار کرد. این دوستی برای جامعه یهودیان پُرسود بود و به آن‌ها مهلتی داد تا وضع قوانین طاقت‌فرسا علیه آن‌ها را به تعویق بیفتد. شاهان بعدی سیاست تحمل دینی شاپور را لغو کردند. بهرام اول تحت فشار مغ‌های زرتشتی و تأثیرگذاری‌های موبدموبدان، کرتیر، مانی را کشت و پیروان او را مورد آزار و اذیت قرار داد. بهرام دوم، همانند پدرش، تحت تأثیر خواسته‌های موبدان زرتشتی بود. در حیت پادشاهی او، پایتخت ساسانیان، تیسپون، مورد چپاول رومی‌ها، تحت امپراتوری کاروس قرار گرفت و بخش‌های عمدهٔ از ارمنستان، پس از نیم‌قرن استیلای ایرانیان بر آن، به دیوکلتیان واگذار شد.
امپراتور پروباس (Probus) برای حمله به قلمرو ساسانیان طرح‌ریزی کرد، اما خودش مرد و کاروس (Carus) جنگ را شروع و به بین‌النهرین حمله کرد و تیسفون را محاصره کرد. در این زمان بهرام دوم در شرق بود. اما کاروس در بین‌النهرین درگذشت و امپراتور بعدی، دیوکلتیان، می‌بایست مشغول به حل مشکلات داخلی می‌شد و با بهرام دوم صلح کرد، که بر طبق آن ارمنستان بین دو کشور تقسیم شد و بخش غربی در دست تیرداد ماند و نرسه بخش بزرگ‌تر را گرفت (که از آن پس ارمنستان ایران نام گرفت). در ۲۹۳ بهرام دوم درگذشت و بهرام سوم که شاه سیستان بود بر تخت نشست، اما نرسه، برادر بهرام دوم، که در شرق بود، به میان‌رودان آمد و مورد استقبال جمعی از اشراف قرار گرفت و در نهایت شاه شد.
نرسه، جانشین بهرام سوم (که مدت کوتاهی از سال ۲۹۳ فرمان راند)، جنگ دیگری را علیه رومی‌ها به راه انداخت. نرسه پس از موفقیت‌های اولیه علیه امپراتور گالریوس در رقه سوریه در فرات در سال ۲۹۶، محتمل شکست بزرگی شد. گالریوس نیروهای خود را احتمالاً در بهار ۲۹۸، با دسته‌ای جمع‌آوری‌شده از زمین‌های اجاره‌ای دانوبی امپراتوری، تقویت کرد. نرسه از ارمنستان و میان‌رودان آن طرف‌تر نرفت، که به گالریوس اجازه داد تا در ۲۹۸ تعرضی را در شمال میان‌رودان از طریق ارمنستان انجام دهد. نرسه به ارمنستان عقب‌نشینی کرد تا با نیروهای گالریوس بجنگد، که عواملی به ضرر او بود، زمین‌های پر از پستی و بلندی ارمنستان به نفع پیاده‌نظام روم بود، اما نه به نفع سواره‌نظام ساسانی. کمک‌های محلی به گالریوس او را قادر ساختند تا بتواند نیروهای ایرانی را غافلگیر کند و در دو نبرد پیاپی، گالریوس بر نرسه پیروز شد.
در حین دومین جنگ، نیروهای رومی کمپ نرسه، خزانه او، حرم‌سرای او و همسرش را محاصره کردند. گالریوس به سمت سرزمین ماد و آدیبانه پیشروی کرد و پیروزی‌های پیاپی‌ای به‌دست‌آورد، که مهم‌ترین آن‌ها در نزدیکی ارزروم بود، قبل از اول اکتبر ۲۹۸ امنیت را در نصیبین برقرار کرد. از دجله به طرف پایین رفت، تیسپون را گرفت.

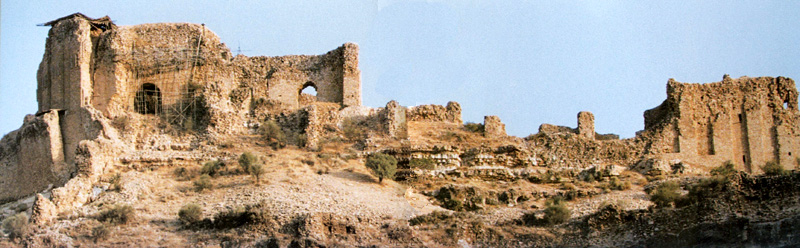
قلعه دختر در فیروز آباد استان فارس که در سال ۲۰۹ توسط اردشیر ساخته شد.

نرسه قبلاً یک سفیر برای گالریوس فرستاد تا درخواست کند فرزندان و همسرانش را برگرداند. گفتگو برای صلح در بهار ۲۹۹ آغاز شد، که هم دیوکلتیان و هم گالریوس عهده‌دار آن شدند.
شرایط صلح سنگین بودند: ایران قلمروهایی به روم تسلیم می‌کرد، به‌طوری‌که دجله مرز بین دو امپراتوری می‌شد. مفاد دیگری هم نوشته شده بود مبنی بر اینکه ارمنستان به روم برگردد و دژ Ziatha هم‌مرز آن باشد. ایبری قفقاز تحت یک گماشتهٔ رومی، به روم وفادار بماند، نصیبین که حالا تحت فرمان روم بود، تبدیل به تنها آب‌گذر برای تجارت بین ایران و روم شود، و روم که کنترل پنج ساتراپی بین دجله و ارمنستان را به دست می‌گرفت: Ingilene, Sophanene (Sophene), Arzanene (Aghdznik), کردوئنه، و Zabdicene (در نزدیکی حکاری در ترکیه امروزی).
ساسانی‌ها پنج استان غربی دجله را واگذار کردند و موافقت کردند که در امورات ارمنستان و گرجستان مداخله نکنند. در پیامد این شکست، نرسه تخت را تسلیم کرد و یک سال بعد از دنیا رفت و تخت ساسانی را برای پسرش، هرمز دوم بر جای گذاشت. آشوب در سرتاسر کشور برپا گشت، و در هنگامی که هرمز شورش‌هایی را در سیستان و کوشان سرکوب می‌کرد، در کنترل اشراف‌زادگان ناتوان بود و در نهایت در سال ۳۰۹ توسط بادیه‌نشینان عرب در یک مسافرت شکارچی‌گری به قتل رسید.

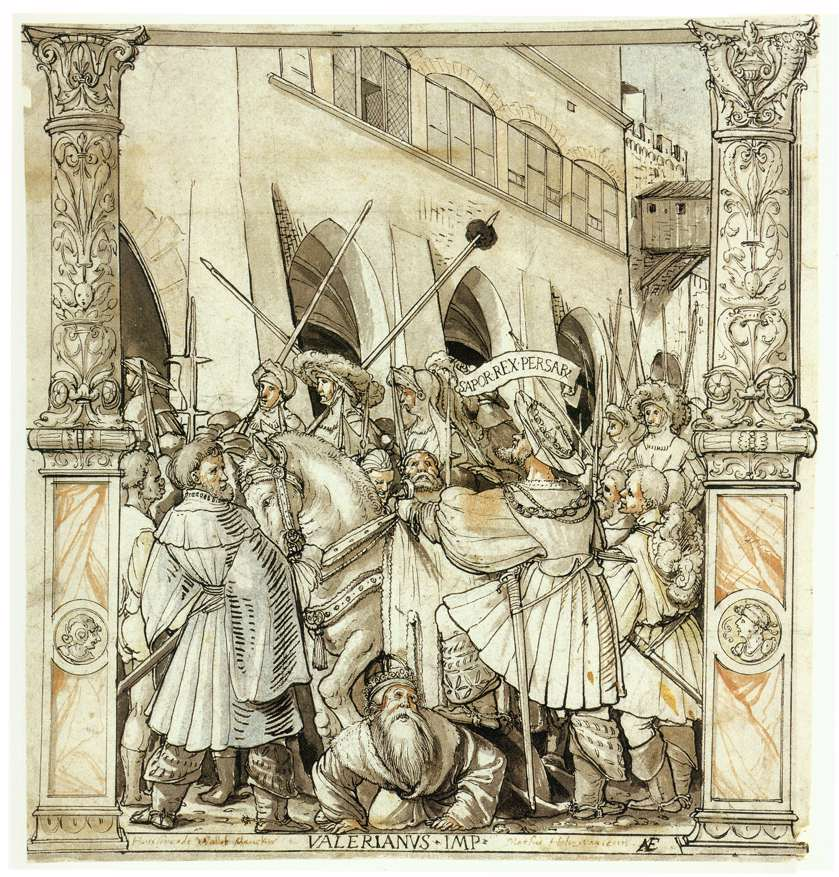
تحقیر والریان توسط شاپور (هانس هولبین جوان ،۱۵۱۱، قلم و جوهر سیاه بر روی طرح گچ

این شکست نفوذ ساسانیان در ایبری (گرجستان) را کم کرد، چرا که شاه گرجستان و اشراف در ۳۳۰ به مسیحیت گرویدند. این ضعف شاهنشاهی را می‌توان با افتادن واژه «انیران» از عناوین و سکه‌ها دید

### نخستین دوره شکوفایی (۳۰۹–۳۷۹)

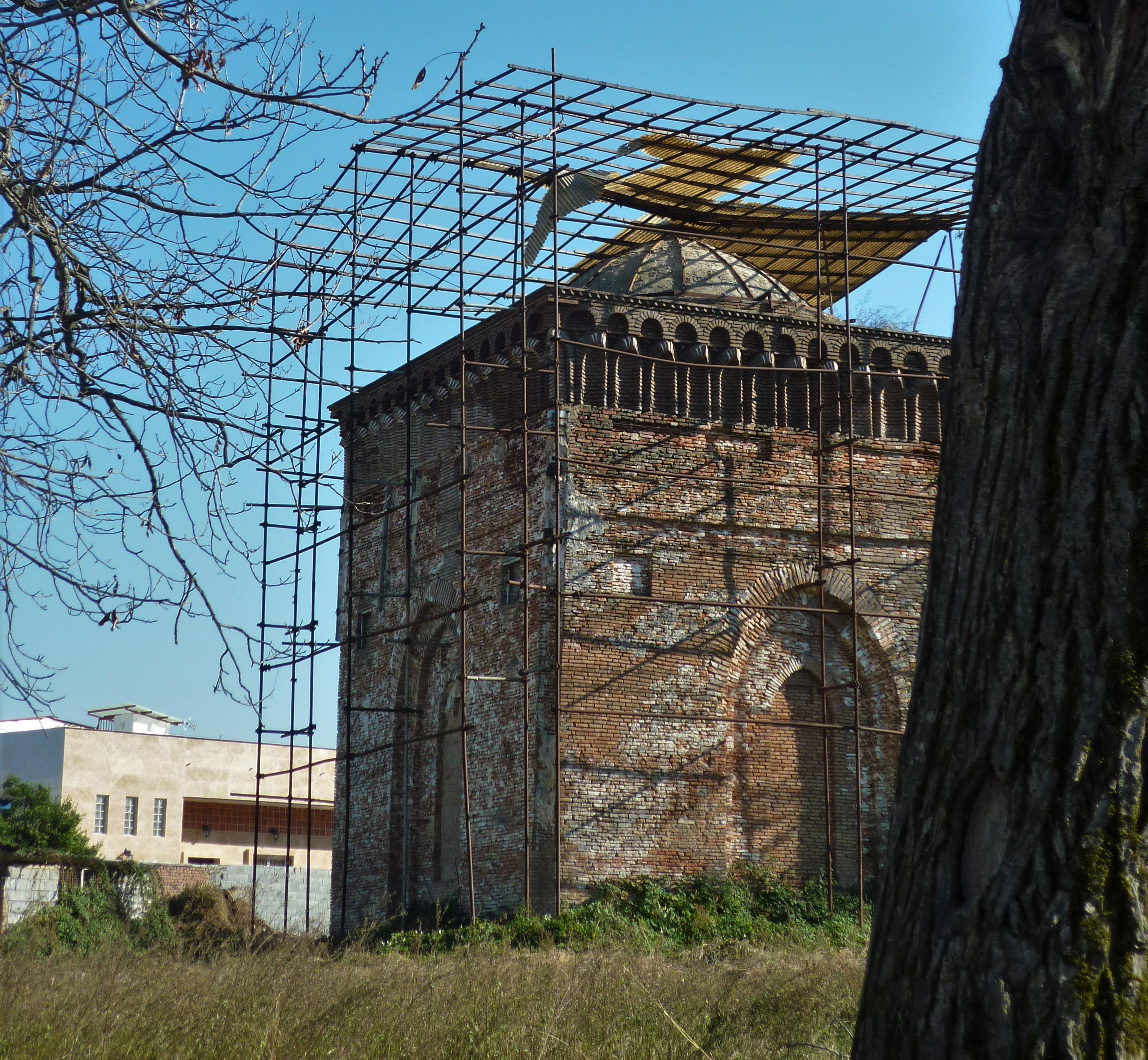
آتشکدهٔ آمل

پس از مرگ هرمز، عرب‌ها از سوی شمال آغاز به ویران‌گری و به تاراج بردن شهرهای مرکزی شاهنشاهی کردند، حتی به ایالت پارس هم حمله کردند که زادگاه شاهان ساسانی بود. در همین اوقات، اشراف‌زادگان ایرانی فرزند ارشد هرمز دوم را کشتند، دومین فرزند او را کور کردند و سومین را به زندان افکندند (که بعدها به قلمرو رومی‌ها پناهنده شد). تخت پادشاهی برای شاپور دوم به ودیعه گذاشته شد. شاپور دوم فرزند نازاده شده یکی از زن‌های هرمز دوم بود که «در زهدان» مادر خود تاجگذاری کرد: تاج پادشاهی بر روی شکم مادرش گذارده شد. در حین جوانی او، مادرش و اشراف‌زادگان کشور را اداره می‌کردند. پیرو پا به سن گذاشتن شاپور دوم، او قدرت را به‌طور ظاهری در دست گرفت و خیلی زود ثابت کرد که یک حاکم فعال و کارا است.
شاپور دوم در ابتدا ارتش کوچک اما منظم و کارآزمودهٔ خود را به طرف جنوب برای مبارزه با اعراب برد، که آن‌ها را شکست داد، امنیت را در نواحی جنوبی امپراتوری برقرار کرد. او همچنین دیواری برای جلوگیری از حمله اعراب ساخت (واری تازیگان) که به نظر می‌رسد نزدیک شهر حیره بوده است و بعدها به خورنق شاپور معروف گشت شاپور همچنین قبایلی از اعراب را در داخل مرزهای ایران اسکان داد. او سپس شروع به اولین لشگرکشی خود علیه روم در غرب کرد، که در آنجا نیروهای ایرانی یک سری جنگ‌ها را بردند، اما در تصاحب قلمرو ناتوان بودند، چرا که محاصره‌های مکرر شهر حساس و مرزی نصیبین با شکست مواجه می‌شد و روم در بازپس‌گیری شهرهای سنجار و آمیدا (آمِد) که به دست ایرانی‌ها افتاده بودند هم موفق بود.

نقشهٔ شاهنشاهی ساسانی از آغاز تا پایان (از سقوط اشکانیان تا سقوط ساسانیان)

این لشگرکشی‌ها با حملات ناگهانی قبایل بیابان‌گرد در مرزهای شرقی امپراتوری متوقف شدند، که فرارود را تهدید می‌کرد، ناحیه‌ای بسیار حیاتی از نظر استراتژیکی برای کنترل کردن جاده ابریشم. از این رو شاپور در شرق به طرف فرارود رفت تا با قبایل بیابان‌گرد شرقی روبرو شود، ولی فرماندهان محلی او توانستند یورش‌های گرفتارکننده‌ای را بر رومی‌ها وارد کنند. او قبایل آسیای مرکزی را در هم شکست، و آن ناحیه را به عنوان یک استان جدید به کشور ضمیمه کرد. او سپس سرزمینی را تصاحب کرد که امروزه به نام افغانستان شناخته می‌شود.

به دنبال این پیروزی، گسترش فرهنگی هم نائل شد و هنر ساسانی در ترکستان نفوذ کرد، تا به چین هم رسید. شاپور در کنار پادشاه بیابان‌گردها، گرومبات، شروع به دومین لشگرکشی خود ضد رومی‌ها در ۳۵۹ کرد و خیلی زود موفق شد سینگارا (Singara) و آمیدا را دوباره تصاحب کند. امپراتور روم ژولیان، در پاسخ، تا عمق قلمروهای ایران پیش رفت و نیروهای شاپور را در نبرد تیسپون شکست داد. با این حال او درگرفتن پایتخت ایران ناتوان بود، و وقتی که سعی می‌کرد تا به قلمروهای روم عقب‌نشینی کند، به قتل رسید. ژولیان ناوگان خود را نابود کرده بود تا نیروهایش نتوانند از حمله دست بکشند، و در مقابل شاپور دوم سیاست زمین سوخته را در میان‌رودان در پیش گرفت که باعث گرسنگی نیروهای وی شد. در ژوئن ۳۶۳ ایرانی‌ها که به فیل مجهز بودند رومی‌ها را شکست داده و ژولیان به سختی زخمی شد و درگذشت. جانشین او ژوویان، در ساحل رود شرقی دجله به دام افتاد، و مجبور شد تمام استان‌هایی که ایرانی‌ها در ۲۹۸ به روم واگذار کرده بودند را پس دهد، همین‌طور نصیبین و سینگارا هم به ایران واگذار کرد، تا در مقابل بتواند ارتشش را از ایران بیرون ببرد.
شاپور دوم یک سیاست دینی بی‌رحمانه را پی گرفت. در طی دوران پادشاهی او، جمع‌آوری اوستا، متون مقدس زرتشتی، به اتمام رسید، بد دین‌ها و از دین برگشتگان مجازات شدند و مسیحیان هم مورد آزاد و اذیت قرار گرفتند. آزار و اذیت مسیحیان واکنشی بود به مسیحی‌سازی امپراتور روم توسط کنستانتین بزرگ. شاپور دوم، همانند شاپور اول، با یهودی‌ها با دوستی رفتار کرد، که در دوره او در آزادی نسبی زندگی می‌کردند و از امتیازات فراوانی هم برخوردار بودند. در هنگام مرگ شاپور، امپراتوری ایران از همیشه قوی‌تر بود، با دشمنان شرقی در صلح و آرامش بود و ارمنستان هم تحت کنترل ایران قرار داشت.

### دوره میانی (۳۷۹–۴۹۸)
از مرگ شاپور دوم تا نخستین تاجگذاری قباد اول، یک دوره عمدتاً همراه با صلح و آرامش بین ایران و روم برقرار بود (که در این هنگام به نام روم شرقی یا امپراتوری بیزانس شناخته می‌شد). تنها دو جنگ کوچک بین آن‌ها درگرفت که اولی طی سال‌های ۴۲۱ تا ۴۲۲ و دومی هم در سال ۴۴۰ بود. در تمام این دوره، سیاست دینی ساسانیان از یک پادشاه به پادشاه دیگر به‌طور قابل توجهی تغییر می‌کرد. باوجود یک سری حاکمان ضعیف، سیستم اداری که در دوران شاپور دوم مقرر شده بود، پابرجا باقی ماند و امپراتوری به شکل رضایت‌بخشی عمل می‌کرد.

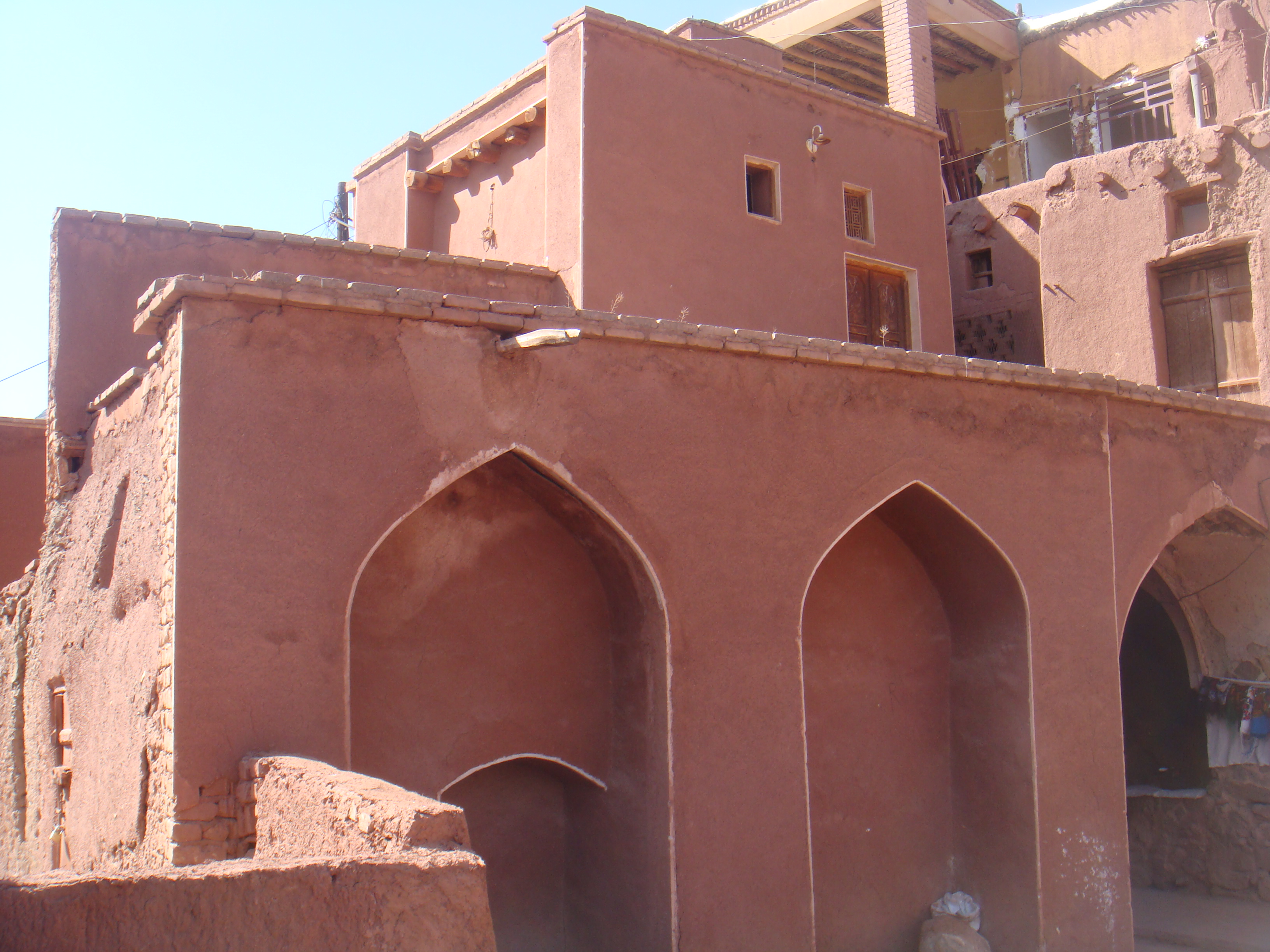
آتشکدهٔ هارپاک

پس از اینکه شاپور دوم در سال ۳۷۹ از دنیا رفت، او یک امپراتوری قدرتمند را برای نابرادری خود اردشیر دوم (۳۷۹–۳۸۳ پسر هرمز دوم) و همین‌طور پسر خود شاپور سوم (۳۸۳–۳۸۸) برجا گذاشت، که هیچ‌کدام از آن‌ها استعداد نیای خود را نشان ندادند. اردشیر دوم که به عنوان نابرادری پادشاه رشد کرده بود، نتوانست جانشین خوبی برای برادر خود شود و شاپور سوم که یک شخصیت اندوهگین بود تا بتواند به چیزی برسد. بهرام چهارم (۳۸۸–۳۹۹) هرچند که مثل پدرش ناتوان نبود، نتوانست افتخار بزرگی برای شاهنشاهی کسب کند. در طی این دوره، ارمنستان طی یک موافقت‌نامه‌ای بین ایران و روم تقسیم شد. ساسانی‌ها حکمرانی خود بر ارمنستان بزرگ را بازیافتند و امپراتوری بیزانس یک بخش کوچک از ارمنستان غربی را در دست داشت.
یزدگرد اول (۳۹۹–۴۲۱)، پسر بهرام چهارم، اغلب با کنستانتین بزرگ، امپراتور روم مقایسه می‌شود. همانند او، هم به صورت فیزیکی و هم از نظر دیپلماسی قدرتمند بود. یزدگرد اول همانند همتای رومی خود، فرصت‌طلب بود. او مانند کنستانتین بزرگ، سیاست مصالحه دینی را در پیش گرفت و آزادی برای رشد اقلیت‌های مذهبی را فراهم کرد. آزار و اذیت مسیحیان را متوقف کرد و حتی اشراف و موبدان که به آزار آن‌ها می‌پرداختند را مجازات کرد. پادشاهی او یک دوره نسبتاً صلح‌آمیز بود. او صلحی پابرجا با رومی‌ها برقرار کرد و حتی تئودئوس دوم (۴۰۸–۴۵۰) را هم تحت کفالت خود قبول کرد. او همچنین با یک شاهزاده یهودی ازدواج کرد که برای او پسری به نام نرسی به دنیا آورد.

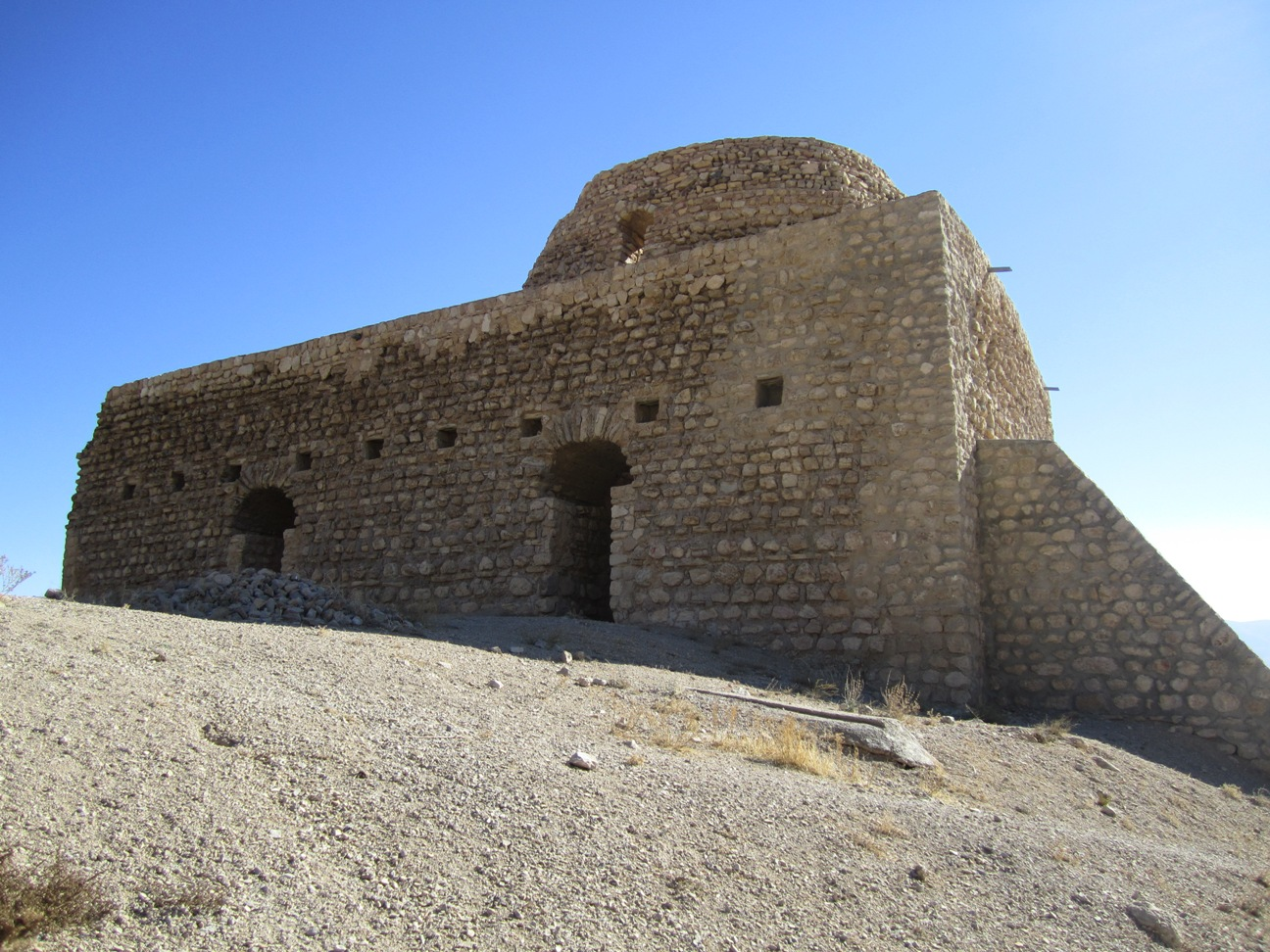
آتشکدهٔ اسپاخو

جانشین یزدگرد اول، پسر او، بهرام پنجم (۴۲۱–۴۳۸) معروف به بهرام گور بود، یکی از شناخته‌شده‌ترین شاهان ساسانی که قهرمان بسیاری از افسانه‌ها در ادبیات فارسی است. این افسانه‌ها حتی پس از نابودی شاهنشاهی ساسانی توسط اعراب هم پایدار ماندند. بهرام پنجم، که عمدتاً با نام بهرام گور شناخته می‌شود، پس از مرگ ناگهانی یزدگرد اول (یا ترور او)، به رغم مخالفت‌های اشراف و با کمک منذر، شاه عربی حیره، تاج پادشاهی را تصاحب کرد. مادر بهرام پنجم شوشان‌دخت، دختر رأس جالوت یهودی بود. در ۴۲۷، او در شرق با قبایل بیابان‌گرد هپتالیان مبارزه کرد و آن‌ها را درهم شکست و نفوذ خود را تا آسیای میانه گسترش داد که در آنجا تصویر او برای قرن‌ها بر روی سکه‌های بخارایی (در ازبکستان امروزی) نقش بسته بود. بهرام پنجم پادشاه دست‌نشانده ایران در ارمنستان را برکنار کرد و آنجا را به یکی از استان‌های ایران تبدیل کرد.
بهرام پنجم در سنت و فرهنگ ایرانی یک سوگلی تمام‌عیار است، که داستان‌های زیادی از دلاوری‌ها و زیبایی او، از پیروزی‌های او بر رومی‌ها، مردمان ترک، هندی‌ها و آفریقایی‌ها و ماجراهای او در شکار و عشق روایت می‌شود. او همچنین بهرام گور هم خوانده می‌شود. واژه گور به معنای گور خر است که به دلیل علاقه او به شکار و به خصوص به شکار گور خر بر او نهاده شده است. او نماد شاهی در اوج دوران شکوفایی است. او تاج شاهی را در رقابت با برادرش تصاحب کرد و با دشمنان خارجی هم مبارزه کرد، اما عمدتاً خودش را با شکار و مهمانی‌های درباری با همسران و درباریان سرگرم نگه می‌داشت. او تجسم رونق و رفاه شاهانه بود. در این دوران، بهترین آثار از ادبیات ساسانی نوشته شدند، قطعات سرشناسی از موسیقی ساسانی تنظیم و ساخته شدند و ورزش‌هایی همانند چوگان تبدیل به سرگرمی شاهانه شدند، سنتی که تا به امروز هم در بسیاری از نظام‌های پادشاهی حفظ شده است.
یزدگرد دوم (۴۳۸–۴۵۷) پسر بهرام گور، یک پادشاه میانه‌رو بود، اما برخلاف یزدگرد اول، یک سیاست ظالمانه در برابر اقلیت‌های مذهبی در پیش گرفت، خصوصاً برای مسیحیان. با این حال در سال ۴۵۱ در نبرد آوارایر، ارمنی‌های تابع شاهنشاهی تحت رهبری وارتان مامیکونیان موفق شدند آزادی ارمنستان برای پرستش دین مسیحیت را برقرار کنند. که بعدها در ۴۸۴ پیمان‌نامه نورسک هم تأیید شد.
یزدگرد دوم در ابتدای سلطنتش ارتشی متشکل از ملیت‌های گوناگون از جمله متحدان هندی‌اش را جمع‌آوری کرد، و در سال ۴۴۱ به امپراتوری روم شرقی حمله کرد، اما خیلی زود پس از جنگی محدود، مجدداً صلح و آرامش برقرار شد. او سپس در سال ۴۴۳ نیروهای خود را در نیشابور جمع کرد و یک لشگرکشی طولانی علیه کیداریان را ترتیب داد. در نهایت، پس از تعدادی جنگ، او کیداریان را شکست داد و در سال ۴۵۰ آن‌ها را به آنسوی رود آمودریا راند.
در طی لشگرکشی یزدگرد دوم به غرب، به مسیحیانی که در لشکرش بودند مشکوک شد و آن‌ها را از حکومت و ارتش اخراج کرد. او سپس مسیحیان را مورد آزار و اذیت قرار داد و تا حد خیلی کمتری هم همین کار را در مقابل یهودیان انجام داد. به منظور دوباره زرتشتی‌سازی ارمنستان، او شورشی از طرف مسیحیان ارمنستان در ۴۵۱ در نبرد آوارایر را سرکوب کرد. با این حال، ارمنی‌ها، عمدتاً مسیحی باقی ماندند. در سال‌های بعدی سلطنت او، او مجدداً با کیداریان وارد نزاع شد تا اینکه در سال ۴۵۷ از دنیا رفت. هرمز سوم (۴۵۷–۴۵۹) فرزند جوان‌تر یزدگرد دوم، به تخت شاهنشاهی نشست. در طی دوران کوتاه شاهی او، او مرتباً با برادر بزرگتر خود پیروز اول جنگید، که پیروز از حمایت اشراف‌زادگان هم برخوردار بود، و همین‌طور در باختر هم با هپتالیان جنگید. او در سال ۴۵۹ توسط برادرش پیروز کشته شد.
در ابتدای قرن پنجم، هپتالیان (هون‌های سفید)، به همراه دیگر گروه‌های بیابان‌گرد به ایران حمله کردند. در ابتدا، بهرام پنجم و یزدگرد دوم شکست‌های قاطعانه‌ای بر آن‌ها وارد کردند و آن‌ها را به سوی شرق راندند. هون‌ها در انتهای قرن پنجم برگشتند و پیروز (۴۵۷–۴۸۴) را در سال ۴۸۳ شکست دادند. به دنبال این پیروزی، هون‌ها به مدت دو سال به بخش‌های شرقی ایران حمله می‌کردند و آنجا را مورد تاخت و تاز و تاراج قرار می‌دادند. آن‌ها تا چند سال پس از آن، خراج‌های سنگینی دریافت می‌کردند.
این حملات بی‌ثباتی و هرج و مرج را برای شاهنشاهی به دنبال داشت. پیروز اول مجدداً سعی کرد تا هپتالیان را بیرون براند، اما در راه هرات، او و ارتشش توسط هون‌ها در صحرا به دام افتادند. پیروز اول کشته شد و ارتش او معدوم شد. پس از این پیروزی، هپتالیان تا شهر هرات پیش رفتند، و امپراتوری را در هرج و مرج و بی‌نظمی قرار دادند. در نهایت، یک اشراف‌زاده ایرانی از خاندان کهن کارن، به نام زرمهر (یا سوخرا) تا حدودی نظم را برقرار کرد. او بلاش، یکی از برادران پیروز اول را شوراند تا به تخت پادشاهی بنشیند، هرچند که تهدید هون‌ها تا زمان سلطنت خسرو اول هم پابرجا ماند. بلاش (۴۸۴–۴۸۸) یک پادشاه ملایم و گشاده‌دست بود، او به مسیحیان امتیازاتی داد؛ با این حال، او کاری برای مقابله با دشمنان امپراتوری انجام نداد، خصوصاً در قبال هون‌های سفید. بلاش، پس از چهار سال سلطنت، کور و برکنار شد (گفته می‌شود بزرگان کشور این کار را با او کردند)، و برادرزاده او قباد اول بر تخت نشست.
قباد اول (۴۸۸–۵۳۱) پادشاهی نیرومند و اصلاح‌گر بود. قباد اول از فرقه‌ای که توسط مزدک، فرزند «بامداد» بنیان نهاده شده بود حمایت کرد. مزدک خواستار آن بود که ثروتمند باید ثروت و همسران خود را با فقرا تقسیم کند. نیت قباد ظاهراً این بود که با اتخاذ کردن آموزه‌های مزدک، نفوذ و تأثیر بزرگان و آریستوکراسی رو به رشد را در هم بشکند. این اصلاحات باعث شد تا او مخلوع و در «قلعه فراموشی» در شوش به زندان افکنده شود، و برادر کوچکتر او جاماسپ (زاماسپ) در سال ۴۹۶ به قدرت رسید. قباد اول، با این حال، در سال ۴۹۸ گریخت و پادشاه هون‌های سفید به او پناه داد.
جاماسپ (۴۹۶–۴۹۸) پیرو برکناری قباد اول توسط اشراف، به تخت شاهنشاهی ساسانی نشست. جاماسپ شاهی خوب و مهربان بود، او مالیات‌ها را به منظور کمک به کشاورزان و فقرا کاهش داد. او همچنین به دین زرتشتی اصلی وفادار بود، همان چیزی که قباد اول با تغییر جهت و سرپیچی از آن باعث شده بود تخت و آزادی خود را در ازای آن از دست بدهد. پادشاهی او خیلی زود به اتمام رسید؛ قباد اول، به عنوان رهبر ارتش بزرگی که پادشاه هپتالیان به او داده بود، به پایتخت برگشت. جاماست از تخت سلطنت کناره‌گیری کرد و تخت را به برادرش داد. پس از روی کار آمدن مجدد قباد اول، هیچ ذکر دیگری از جاماسپ به میان نیامده است، اما باور رایج بر این است که برادرش با او رفتار مساعدی داشته است.

### دومین دوره شکوفایی (۴۹۸–۶۲۲)
دوره دوم شکوفایی عصر ساسانی پس از دومین تاجگذاری قباد اول شروع می‌شود. قباد اول با پشتیبانی هپتالیان، یک لشگرکشی علیه رومی‌ها آغاز کرد. در سال ۵۰۲، او ارزروم در ارمنستان را گرفت، اما خیلی زود آن را از دست داد. در سال ۵۰۳، آمِد در دجله را گرفت. در سال ۵۰۴، هون‌های غربی از طرف قفقاز به طرف ارمنستان هجوم بردند که نتیجه آن یک آتش‌بس موقت شد، آمیدا مجدداً تحت کنترل روم درآمد و معاهده صلح هم در سال ۵۰۶ درگرفت. قباد در سال ۵۲۱/۵۲ کنترل لازستان را از دست داد، که حکمرانان آن از آن پس به رومی‌ها وفادار بودند؛ در سال ۵۲۴/۵۲۵ تلاش مشابهی هم از طرف ایبریایی‌ها درگرفت که باعث درگرفتن جنگی بین ایران و روم شد.
در سال ۵۲۷، رومی‌ها نصیبین را مورد تاخت و تاز قرار دادند که دفع شد و تلاش‌های رومی‌ها برای تقویت کردن مواضع خود در نزدیکی مرز دو کشور هم خنثی شد. در سال ۵۳۰، قباد لشکری تحت فرماندهی پیروز مهرانی را برای حمله به دارا، شهر مرزی مهم رومی ارسال کرد. این ارتش به مصاف سردار رومی، بلیساریوس رفت، و هرچند از نظر تعداد بیشتر بودند، در جنگ دارا شکست خورد. در همان سال، ارتش دومی از ایران تحت کنترل مهر-مهرو در Satala توسط نیروهای رومی تحت کنترل Sittas و Dorotheus شکست خورد، اما در سال ۵۳۱، ارتشی از ایران که دسته‌ای از لخمی‌ها به فرماندهی المنذر سوم هم آن را همراهی می‌کردند، بلیساریوس را در نبرد کالینیکوم شکست دادند، و در سال ۵۳۲، معاهده صلح ابدی منعقد شد. هر چند که قباد نمی‌توانست خودش را از زیر یوغ هپتالیان خلاص کند، موفق شد نظم را در مرزهای داخلی برقرار کند و در برابر روم شرقی نیز به‌طور کلی با موفقیت جنگید. چندین شهر را هم به وجود آورد که برخی از آن‌ها نام خود را از روی نام قباد گرفته‌اند، و همین‌طور قباد شروع به سامان دادن به مالیات‌ها و اداره داخلی کشور کرد.
پس از قباد اول، فرزند او، خسرو اول، که به او «خسرو انوشیروان» یا «انوشه‌روان» (به معنی دارنده روح جاویدان) و «کسرا/کسری» که لقب پادشاهان ساسانی (در عربی به معنی پادشاه پادشاهان و صاحب شوکت بسیار) است هم می‌گویند، بر ایران فرمان راند (۵۳۱–۵۷۹). او مشهورترین و نامدارترین شاه ساسانی است. خسرو اول برای اصلاحاتش در بدنه حکومتی سالخورده ساسانیان شهرت دارد. او یک سیستم معقول برای مالیات‌گیری معرفی کرد که بر طبق بررسی مالکان زمین‌دار بود، که از دوره پدرش شروع شده بود. او سعی کرد از هر جهت رفاه و درآمد شاهنشاهی‌اش را بهبود دهد. اربابان فئودالی سابق، تجهیزات نظامی، پیروان، و ملازمان خودشان را به میدان می‌آوردند. خسرو اول یک نیروی جدید از دهکان‌ها (دهقان‌ها) درست کرد، که توسط دولت مرکزی و اشراف‌زادگان تجهیز می‌شد و حقوق آن پرداخت می‌شد، این کار باعث شد تا ارتش و اشراف بیشتر به دولت مرکزی نزدیک شوند تا به اربابان محلی.
امپراتور ژوستینین یکم (۵۲۷–۵۶۵) به خسرو ۴۴۰٬۰۰۰ قطعه طلا پرداخت کرد که بخشی از همان معاهده صلح ابدی سال ۵۳۲ بود. در سال ۵۴۰، خسرو معاهده را شکست و به سوریه حمله کرد، انطاکیه را تاراج کرد و مبالغ بزرگی پول از چند شهر اخاذی کرد. موفقیت‌های دیگری هم برای او پدید آمد: در سال ۵۴۱ لازستان از ایران شکست خورد، و در سال ۵۴۲ یکی از یورش‌های رومی‌ها به ارمنستان در Anglon با شکست همراه شد. در همان سال، بر طبق درخواست شاه لازستان، خسرو به لازستان وارد شد، قلعه اصلی بیزانسی‌ها در پترا را تصرف کرد و باقی کشور را هم تحت‌الحمایه خود کرد، که جنگ لازی از همین‌جا شروع شد. یک آتش‌بس موقت پنج ساله که در سال ۵۴۵ منعقد شده بود در سال ۵۴۷ شکسته شد، آنگاه که لازستان مجدداً جانب خود را تغییر داد و در نهایت با کمک بیزانسی‌ها گاریسون ایرانی خود را بیرون کرد؛ جنگ ادامه یافت اما محدود به لازستان ماند، در نهایت با بسته شدن معاهده صلحی در سال ۵۶۲، لازستان همچنان در دست رومی‌ها باقی ماند.
در سال ۵۶۵ ژوستینین یکم درگذشت و ژوستین دوم (۵۶۵–۵۷۸) جانشین او شد، که تصمیم گرفت تا کمک‌های مالی به سردمداران عرب را متوقف کند تا آن‌ها را از تاخت و تاز به ممالک روم در سوریه بازدارد. یک سال قبل از آن، فرماندار ساسانی ارمنستان، چهرگشنسپ از خاندان سورن، یک معبد آتش در دوین در نزدیکی ایروان امروزی بنیان نهاد، و یکی از اعضای بانفوذ خانواده مامیکونیان را اعدام کرد، که این اعدام موجب یک شورش شد که در اثنای آن فرماندار ایرانی و پاسداران او در سال ۵۷۱ کشته شدند، و شورشیان هم به ایبری گریختند. ژوستین دوم از شورش ارمنی‌ها استفاده کرد و وجه پرداختی سالانه خود به خسرو انوشیروان را برای دفاع از معبرهای قفقاز متوقف کرد.

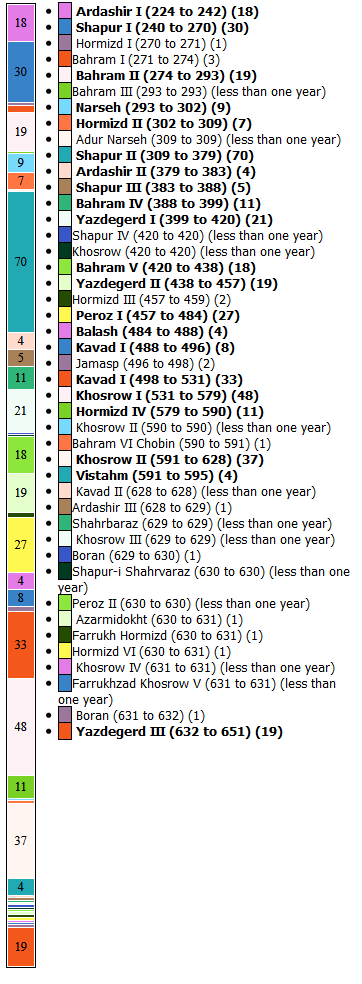
نمودار زمانی شاهان ساسانی

ارمنی‌ها به عنوان متحدین مورد استقبال قرار گرفتند، و ارتشی هم به قلمرو ساسانی ارسال شد که نصیبین را در سال ۵۷۳ محاصره کرد. با این حال، اختلاف و عدم توافق در بین سرداران بیزانسی نه تنها باعث ناکام ماندن محاصره شد، بلکه باعث شد خود آن‌ها هم در شهر قلعه دارا محاصره شوند، که این شهر توسط ایرانی‌ها گرفته شد و سپس آن‌ها سوریه را نابود کردند، که باعث شد ژوستین دوم قبول کند که مبلغی به صورت سالانه در عوض یک آتش‌بس پنج‌ساله در جبهه میان‌رودان به ایران بدهد، هرچند که جنگ در نواحی دیگر همچنان ادامه یافت. در سال ۵۷۶، خسرو انوشیروان آخرین لشگرکشی خود را انجام داد، یورشی به آناتولی که باعث به تاراج بردن سیواس و ملطیه شد، اما با مصیبت و فاجعه پایان یافت: ایرانی‌ها که در بیرون از ملطیه شکست خوردند، در حین عبور از فرات در زیر حملات بیزانسی‌ها، تلفات سنگینی دادند. بیزانسی‌ها با استفاده از نابسامانی تا عمق قلمروهای خسرو انوشیروان پیشروی کردند، حتی نیروهای آب‌خاکی را در آنسوی دریای خزر هم تدارک دیدند. خسرو به دنبال عقد قرارداد صلح افتاد، اما پس از یک پیروزی در سال ۵۷۷ در ارمنستان توسط سردارش تهم‌خسرو، تصمیم گرفت تا جنگ را ادامه دهد، و به این ترتیب جنگ در میان‌رودان ادامه یافت. شورش ارمنی‌ها با عفو عمومی پایان یافت، که باعث شد ارمنستان به امپراتوری ساسانی برگردد.
در سال ۵۷۰، معدی کرب، برادر ناتنی شاه یمن، از خسرو درخواست پادرمیانی کرد. خسرو یک ناوگان و یک ارتش کوچک تحت فرماندهی وهریز به منطقه‌ای در نزدیکی عدن امروزی فرستاد، و آن‌ها به طرف پایتخت حمیریان (صنعا) راهپیمایی کردند، که به تصاحب آن‌ها درآمد. سیف پسر معدی کرب که در یورش هم شرکت کرده بود، در مدت زمانی میان دوره ۵۷۵ و ۵۷۷ شاه شد. در نتیجه، ساسانیان قادر بودند تا مقری را در یمن برپا کنند تا بتوانند تجارت دریایی با شرق را اداره کنند. بعدها، یمن از اطاعت از ساسانیان چشم‌پوشی کرد و یک لشگرکشی دیگر در سال ۵۹۸ از طرف ایران اتفاق افتاد که با موفقیت یمن را به عنوان یک استان جدید به شاهنشاهی ساسانی ضمیمه کرد، که تا دوران اغتشاش پس از خسروپرویز پابرجا بود.
شاهنشاهی خسرو انوشیروان شاهد خیزش دهقانان (اربابان روستایی) بود، اشراف زمین‌دار خرده‌پا که بعدها ستون فقرات اداری استانی ساسانیان و سیستم جمع‌آوری مالیات آنان را تشکیل دادند. خسرو اول، آبادگری بزرگ بود، پایتخت خود را بهسازی و آذین کرد، شهرهای جدیدی بنیان نهاد، و ساختمان‌های جدیدی ساخت. او کانال‌ها را بازسازی کرد و زمین‌هایی که در جنگ‌ها نابود شده بودند را مجدداً آباد کرد. دژهای مستحکمی در گردنه‌ها و معبرها ساخت و قبایلی مطیع را در شهرهای مرزی که به دقت انتخاب شده بودند، اسکان داد تا پاسدار آن‌ها از هجوم بیگانگان باشند. او نسبت به همه ادیان مصالحه داشت، هرچند که او آیین زرتشتی را آیین رسمی دولت ساخته بود و وقتی هم که یکی از فرزندانش مسیحی شد، به خود نگرفت.
پس از انوشیروان، هرمز چهارم (۵۷۹–۵۹۰) بر تخت نشست. جنگ با بیزانس همچنان شدیدتر می‌شد، اما فاقد نتیجه قطعی بود، تا اینکه هرمز، سردار خود بهرام چوبین را برکنار و تحقیر کرد، که باعث شورش او در سال ۵۸۹ شد. سال بعد، هرمز توسط یک کودتای کاخی سرنگون شد و پسرش خسرو دوم (خسروپرویز، شاهنشاهی از ۵۹۰ تا ۶۲۸) بر تخت نشست. با این حال، این تغییر در تخت شاهی بهرام چوبین را آرام نکرد، او با خسرو جنگ کرد و او را شکست داد. خسرو مجبور شد تا به قلمرو بیزانس بگریزد، و بهرام چوبین تخت شاهنشاهی ساسانی را غصب کرد. خسرو از امپراتور روم موریس (۵۸۲–۶۰۲) درخواست کمک در برابر بهرام را کرد، به او پیشنهاد واگذار کردن قفقاز غربی به بیزانس را داد. برای تقویت کردن این وفاداری، خسرو با دختر موریس، مریم ازدواج کرد. ارتش جدید ایرانی-بیزانسی تحت فرمان خسرو و سرداران بیزانسی، نرسه و John Mystacon، علیه بهرام شورش کرد، او را در سال ۵۹۱ در جنگ Blarathon شکست داد. وقتی که خسرو به دنبال این پیروزی مجدداً بر تخت نشست، به قول خود وفا کرد و کنترل ارمنستان غربی و ایبری قفقاز را به بیزانس داد. موافقت‌نامه صلح جدید به دو امپراتوری اجازه داد تا نظامی‌گری خود را در جای‌های دیگری دنبال کنند. خسرو قلمرو امپراتوری ساسانی را در مرزهای شرقی گسترش داد و موریس هم کنترل بیزانس بر روی بالکان را پس گرفت.
در سال ۶۰۲، موریس توسط فوکاس (۶۰۲–۶۱۰) سرنگون و کشته شد. خسرو به خونخواهی ناجی خود برخاست و قتل او را بهانه کرد و یک حمله جدید علیه بیزانس ترتیب داد. در همان دوران یک جنگ داخلی در امپراتوری بیزانس درگرفته بود که به کمک خسرو شتافت و خسرو با مقاومت اندکی روبرو شد. سرداران خسرو به شکل سامان‌مندی شهرهای مرزی بسیار تقویت‌شدهٔ بیزانسی، میان‌رودان و ارمنستان را مغلوب کردند و یک یورش بی‌سابقه را آغازیدند. ایرانی‌ها در سال ۶۱۱ سوریه را اشغال کردند و انطاکیه را گرفتند.
در سال ۶۱۳، در خارج از انطاکیه، سرداران ایرانی، شهربراز و شاهین بهمن‌زادگان، یک ضدحمله سنگین که توسط شخص هراکلیوس، امپراتور روم رهبری می‌شد را شکست دادند. پس از آن، پیشروی ایرانی‌ها بی‌وقفه ادامه یافت. اورشلیم در سال ۶۱۴ سقوط کرد و صلیب راستین به دست ایرانی‌ها افتاد، شیئی که از نظر رومی‌های مسیحی، مقدس‌تر از آن در دنیا وجود نداشت. اسکندریه در سال ۶۱۹ سقوط کرد، و باقی‌مانده مصر هم در سال ۶۲۱ به دست ساسانیان افتاد. رؤیای ساسانیان مبنی بر بازگرداندن مرزهای ایران به دوران هخامنشیان تقریباً برآورده شده بود، درحالی‌که امپراتوری بیزانس در آستانه فروپاشی بود. این اوج گسترش قلمرو ایران همراه بود با شکوفایی تمدن ایرانی در زمینه هنر ایرانی، موسیقی ایرانی و معماری ایرانی.

### زوال و فروپاشی (۶۲۲–۶۵۱)

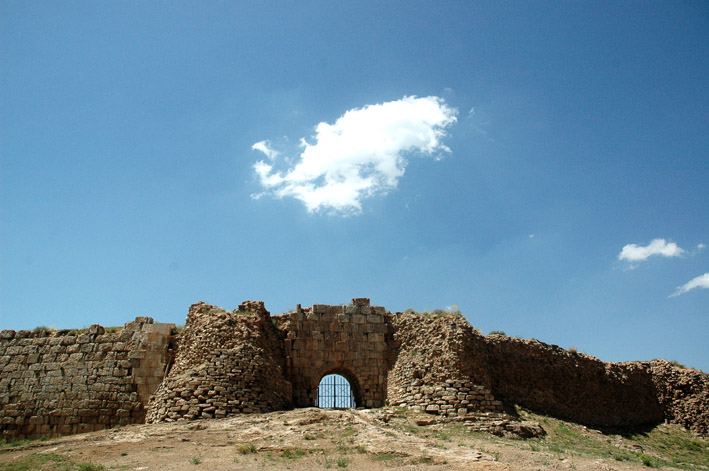
دروازه آتشکده آذرگشسپ

لشگرکشی‌های خسرو پرویز هرچند که در وهله اول موفق به نظر می‌رسیدند، در واقع باعث فرسوده‌شدن ارتش ایران و تهی شدن خزانه و گنجینه ایران شدند. خسروپرویز در تلاشی برای بازسازی خزینه ملی، مالیات‌ها را بالا برد. در نتیجه، هراکلیوس (۶۱۰–۶۴۱) فرصت غنیمت شمرده و تمامی منابع باقی‌مانده امپراتوری خراب و ویران‌شدهٔ خود را جمع کرد، ارتشش را سازماندهی کرد و یک ضدحمله چشمگیر را تدارک دید. در بین سال‌های ۶۲۲ تا ۶۲۷، او در آناتولی و قفقاز علیه ایرانی‌ها لشگرکشی کرد، در یک رشته از جنگ‌ها در برابر ایرانی‌ها که تحت فرماندهی خسرو، شهربراز، شاهین و شهراپلاکان بودند، به پیروزی رسید، معبد بزرگ زرتشتیان در گنزک را به تاراج برد و با خزرها و خاقانات غربی ترک هم هم‌پیمان شد.
در سال ۶۲۶، قسطنطنیه، تحت محاصره نیروهای متحد ایرانی، اسلاوها و آوارها درآمد. ساسانی‌ها تحت فرماندهی شهربراز به شهر سمت شرقی تنگه بسفر حمله کردند، و آوارها و اسلاوها هم از سمت غربی حمله کردند، اما ناوگان بیزانس، از تمامی تلاش‌ها برای منتقل شدن ایرانی‌ها (که در جنگ‌های محاصره‌ای استاد بودند) به آن سوی تنگه برای کمک به آوارها و اسلاوها جلوگیری کرد و در نهایت محاصره با شکست پایان یافت و امپراتوری روم از فروپاشی نجات یافت. در سال ۶۲۷–۶۸، هراکلیوس یک لشگرکشی زمستانی به میان‌رودان انجام داد و با وجود عزیمت کردن هم‌پیمانان خزر خود، ارتش ایران تحت رهبری راهزاد را در نبرد نینوا شکست داد. سپس به طرف پایین دجله راهپیمایی کرد، آنجا را ویران کرد و کاخ خسرو در دستگرد را تاراج کرد. با تخریب کردن پلی بر کانال نهروان به او اجازه حمله به تیسپون داده نشد، او پیش از صرف نظر کردن از رود سیروان در شمال غربی ایران، تاخت و تازهای دیگری هم انجام داد.
تأثیر پیروزی‌های هراکلیوس، ویران شدن ثروتمندترین قلمروهای ساسانیان، و تخریب شرمسارانه اهداف مهم و جالب توجه مثل گنزک و دستگرد، به طرز چشمگیری به شرافت خسرو و پشتیبانی اشراف ایرانی از او آسیب زد. در اوایل سال ۶۲۸، خسرو توسط فرزندش قباد دوم (۶۲۸) (یا شیرویه) سرنگون و کشته شد. قباد دوم بلافاصله پایان جنگ را با پس دادن تمامی قلمروهای گرفته شده از روم، اعلام کرد. در سال ۶۲۹، هراکلیوس چلیپای راستین را با برگزاری یک آیین شکوهمندانه به اورشلیم برگرداند. قباد در عرض چند ماه در پی شیوع طاعون در میانرودان و پایتخت درگذشت، به دنبال آن جنگ داخلی و هرج و مرج ایران را فرا گرفت. در طی یک دوره چهارساله و جلوس کردن پنج پادشاه پیاپی، از جمله دو دختر خسرو دوم و سپهبد شهربراز، شاهنشاهی ساسانی به طرز قابل توجهی ضعیف شد. قدرت دولت مرکزی به سردارهای ارتش واگذار شد. چندین سال طول می‌کشید تا یک پادشاه قدرتمند از دل یک سری کودتاها سربرآورد، و ساسانیان هیچگاه مجال این را نیافتند که کاملاً نیروی خود را بازیابند.
در بهار ۶۳۲، یزدگرد سوم، یکی از نوه‌های خسرو نخست، که مخفیانه در استخر زندگی می‌کرد، به تخت شاهنشاهی نشست. در همان سال، نخستین قبیله‌های مهاجم عرب، که حالا تحت پرچم اسلام با هم متحد شده بودند، به قلمروهای ساسانی رسیدند. بر طبق گفتهٔ Howard-Johnston، سال‌ها جنگ و خون‌ریزی هم ایرانی‌ها و هم بیزانسی‌ها را ضعیف و فرسوده کرده بود. ساسانیان علاوه بر آن بر اثر زوال اقتصادی، مالیات‌ستانی سنگین از مردم، آشوب دینی، طبقه‌بندی اجتماعی سخت‌گیرانه، مردمشان را خشمگین و چون آتشفشان‌های درپی انفجار کرده بودند، به‌علاوه قدرت‌گیری فزاینده زمین‌داران ایالتی، و سرنگونی پی‌درپی شاهان، حتی ضعیف‌تر از پیش شدند، که باعث تسهیل شدن تسخیر ایران توسط اعراب شد.
در سال ۶۳۷ همزمان با خلافت عمر بن خطاب، ارتش مسلمین به فرماندهی سعد بن ابی وقاص، ارتش بزرگ ایرانیان تحت فرماندهی سرلشکر رستم فرخزاد را در دشت‌های قادسیه (در نزدیکی کربلا عراق امروزی) شکست داد و به سوی تیسپون پیشروی کرد، تیسپون پس از یک محاصره طولانی‌مدت سقوط کرد و به دست اعراب افتاد. یزدگرد سوم از تیسپون به طرف شرق رفت، و عمده گنجینه‌های بزرگ شاهنشاهی خود را در تیسپون گذاشت. اعراب تیسپون را کمی بعد تسخیر کردند، یک منبع مالی بزرگ به چنگ آورده و ارتش ساسانی را بی‌پول گذاشتند. تعدادی از فرماندهان ساسانی مانند فیروزان سعی کردند نیروهایشان را ترکیب کنند تا مانع از پیشرفت مهاجمان عرب شوند، اما این تلاش‌ها بدون وجود یک نیروی مرکزی اثرگذار نبود، و این فرماندهان در جنگ نهاوند شکست خوردند. شاهنشاهی ساسانی، که دیگر ساختار نظامی نداشت، نیروهای مالیات‌ستانی غیراشرافی‌اش ویران شده، منابع مالی‌اش نابود و طبقه آزادان آن به تدریج از بین رفته بودند، حالا تماماً در برابر مهاجمان عاجز و درمانده بود.
یزدگرد بلافاصله پس از شنیدن خبر شکست ایرانی‌ها در جنگ نهاوند، به همراه فرخزاد (برادر رستم فرخزاد) و تعدادی از اشراف ایرانی باز هم به سوی استان شرقی خراسان عقب‌نشینی کرد. طبق روایت بلاذری یزدگرد در گناباد مورد استقبال فرستاده مرزبان مرو (نیزک طرخان) قرار گرفت و مدتی نزد شاه بود اما به دلیل طلب خواستگاری از دختر یزدگرد برای مرزبان مرو، شاه خشمگین شد و گفت ما شاه شاهان باشیم و یک نوکر ما از دختر ما خواستگاری نماید؟! در نتیجه نیزک طرخان با یزدگرد به جنگ برخاست، نیزک طرخان فوجی را به گرفتن یزدگرد به گناباد (قلعه زیبد) فرستاد و در آنجا جنگی درگرفت و در نتیجه یزدگرد و افرادش شکست خورده و کشته شدند.
برخی از اشراف ایرانی هم در آسیای مرکزی سکونت گزیدند که به طرز قابل توجهی به گسترش فرهنگ و زبان ایرانی در آن نواحی و همچنین به پابرجاسازی نخستین سلسله ایرانی اسلامی، سلسله سامانیان، کمک کردند، که به دنبال زنده کردن سنت‌های ساسانی بود.
سقوط غیرمنتظره شاهنشاهی ساسانی در یک دوره پنج‌ساله به اتمام رسید و بیشتر قلمروهای آن ضمیمه خلافت اسلامی شدند، با این حال، بیشتر شهرهای ایرانی در برابر حملات مقاومت کردند. خلفای مسلمان مکرراً شورش‌ها در شهرهای همدان، اصفهان و ری را سرکوب می‌کردند. مردم ایران در ابتدا برای گرویدن به اسلام، به‌طور اندکی تحت فشار قرار داشتند، تحت لوای قانون ذمی در دولت اسلامی و پرداخت جزیه به دین خود باقی ماندند. جزیه در عمل جایگزین مالیات‌های سرانه‌ای شد که ساسانیان می‌گرفتند. به علاوه، «مالیات زمین» یا «خراگ» کهن ساسانیان (که در عربی به آن خَراج می‌گویند) هم اتخاذ شد. گفته می‌شود خلیفه عمر گهگاه هیئتی تشکیل می‌داد تا مالیات‌ها بررسی شوند، تا داوری کند که آیا آن‌ها از مبلغی که زمین می‌توانست بهره دهد بیشتر هستند یا نه. اما اعراب زمانی که به ایران حمله کردند تمام شهرهایی که مقاومت می‌کردند را غارت و قتل‌عام می‌کردند و دربارهٔ چگونگی گرویدن مردم ایران به اسلام اختلاف نظر وجود دارد اما بیشتر منابع حکایت از رفتارهای غیرانسانی برای گرویدن به اسلام را دارد

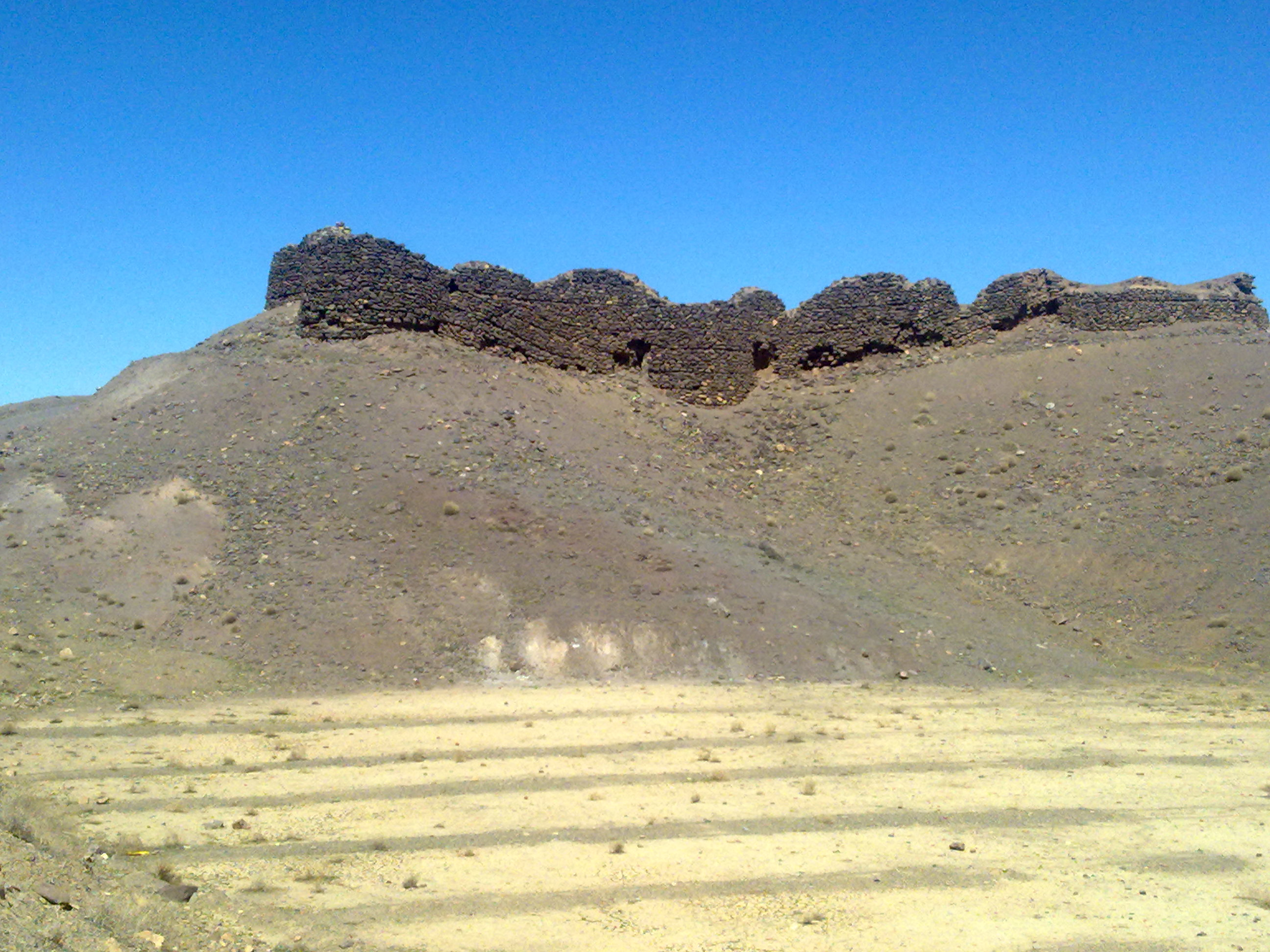
آخرین سکونت گاه یزدگرد سوم

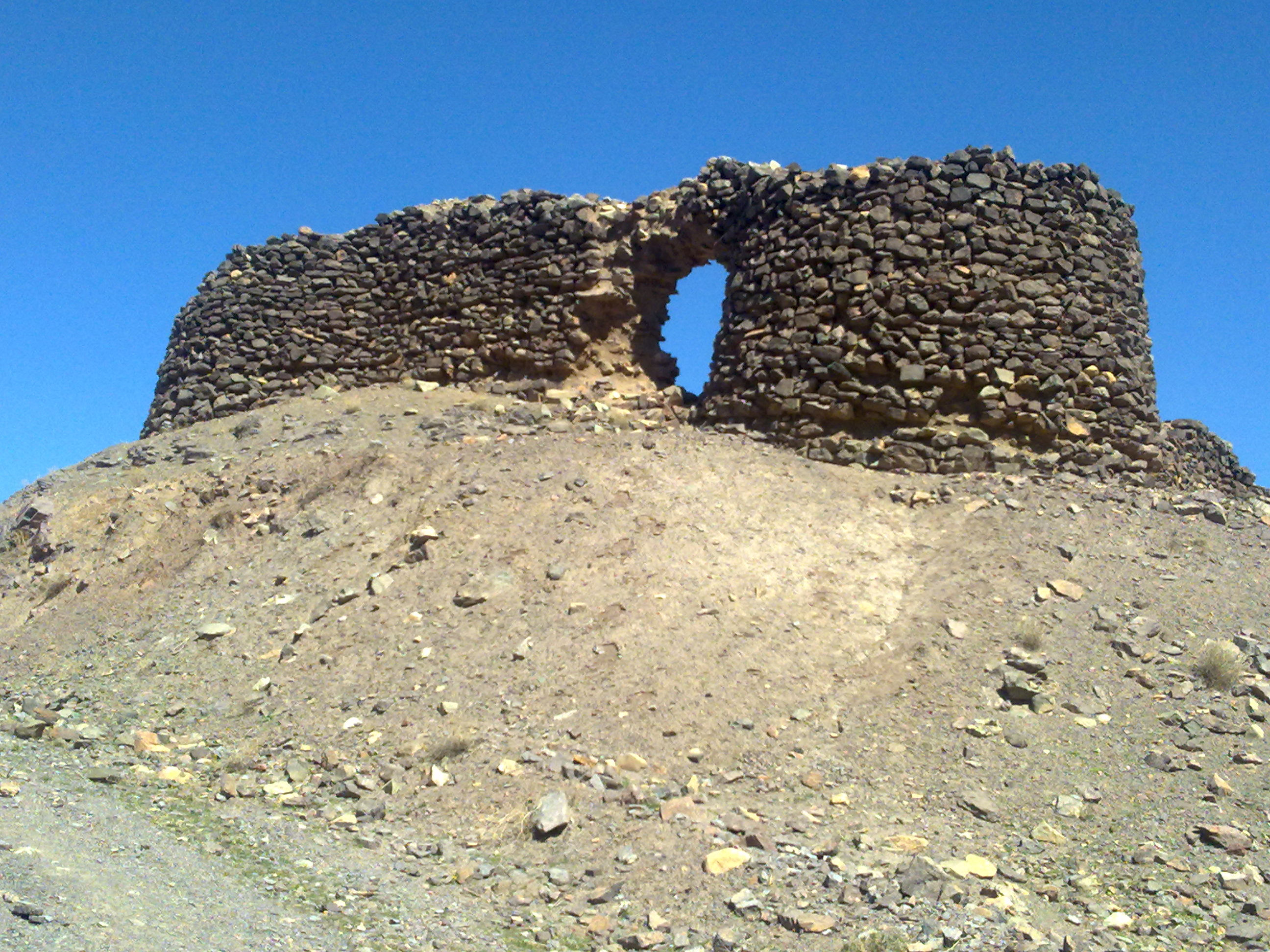
نمای بیرونی قلعه ساسانی

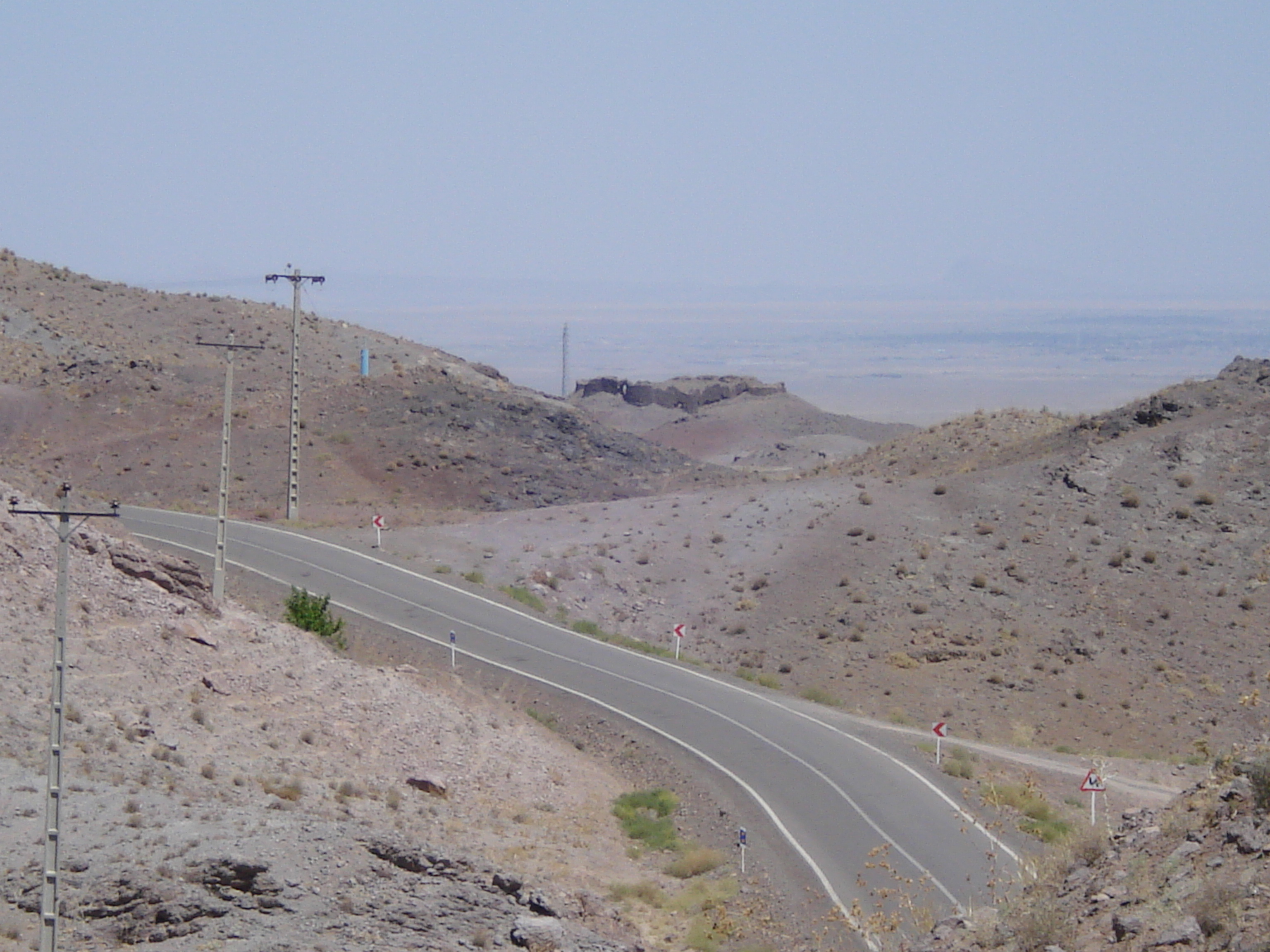
نمایی از دژ زیباد از بالای تپه که آخرین سکونتگاه یزدگرد سوم بوده است

ساسانیان اولین سلسله‌ای در ایران هستند که ایده «ایرانشهر» را به عنوان یک ایده سیاسی و هویت فرهنگی ایرانیان برپا می‌کنند. مهم‌ترین میراث ساسانیان این است که مردم ایران اکنون ۱۸۰۰ سال است با این ایده زندگی می‌کنند. به گفتهٔ تورج دریایی، «ما [مردم ایران] پیدایش این ایده را مدیون ساسانیان هستیم».

### دگرگونی‌های آب‌وهوایی و نقش آن در تاریخ ساسانیان
دگرگونی آب‌وهوایی نقشی انکارنشدنی در وقوع رویدادهای تاریخی دارند. تا پیش از ۳۰۰ میلادی، داده‌ها نشان از آب‌وهوایی گرم و به گمانی مرطوب در متصرفات شرقی امپراتوری روم و به پیروی از آن در بخش‌های مهمی از قلمرو ساسانی هستند که به واپسین «دوره گرم رومی» بازمی‌گردد. از سده چهارم میلادی شاهد دگرگونی آب‌وهوایی هستیم که تا سده نهم میلادی به درازا کشید. از سال ۳۵۰ تا ۴۷۰ میلادی شاهد قحطی‌های پی‌درپی در آناتولی هستیم و پیش از خشکسالی‌ها و قحطی‌های قلمرو ساسانی هستند که در منابع اسلامی بدان‌ها اشاره شده است. برجسته‌ترین دگرگونی‌های آب‌وهوایی که موجب بروز پیشامدهای مهم در شاهنشاهی ساسانی شد، عبارت‌اند از:
1. مهاجرت یا جذب نهایی سکاها که بیش از یک هزاره در دشت‌های اوراسیا می‌زیستند و فروپاشی نیمه شمالی امپراتوری کوشان به دست شاپور اول، موجب شد تا نبودن قدرت در این منطقه با یورش اقوام هون پر شود. حضور این اقوام فشار بسیاری بر مرزهای خاوری دولت ساسانی وارد کرد و نیمه خاوری قلمرو ایشان را بر باد داد. شواهد سکه‌شناسی نشان می‌دهد که پس از شکست پیروز از هیاطله (۴۸۴ میلادی) و در هنگام پادشاهی بلاش، مرز خاوری ساسانیان به خطی فرضی محدود می‌شد که گرگان را به کرمان متصل می‌کرد.
2. کوچ اقوامی که در سرزمین‌های کوهستانی و سردسیر فلات ایران زندگی می‌کردند و به‌سوی شهرها و جاهای گرمسیر موجب زیاد شدن فشار جمعیتی بر محورهای شمالی و باختری (پیرامون رشته‌کوه‌های البرز و زاگرس) شد. کوچ‌ها نه‌تنها بر منابع خوراکی اندک این مناطق فشار وارد کرد، بلکه موجب خالی شدن مرزهای شمالی و خاوری ایران و ضعیف شدن ساختار دفاعی کشور نیز شد که این رخداد موجب رخنه راحت‌تر مهاجمان خاوری و شمالی شده، دولت ساسانیان را وادار ساخت تا برای ساخت دیوارهای دفاعی در گرگان و دربند بسیار هزینه کند.
3. خشکسالی و قحطی شدید در نیمه دوم سده پنجم میلادی و در دوره فرمانروایی پیروز و قباد اول که پیامدهای مهمی دربرداشت: نخست دگرگونی اجتماعی و بروز جنبش مزدکی در پایان سده پنجم و آغاز سده ششم میلادی که منجر به ضعیف شدن روحانیون زرتشتی در برابر دربار شد؛ دوم اصلاحات اداری قباد – خسرو که قدرت گرفتن دهقانان و تضعیف بزرگان را در پی داشت. دو رویداد بالا موجب شدند تا گسل‌های بزرگی بین شاه و نظم حاکم پدید آید که نقشی مهم در سرنگونی نهایی شاهنشاهی ساسانی ایفا کردند.
4. دگرگونی آب‌وهوایی در سده ششم میلادی و پیدایش عصر یخ‌بندان کوچک، موجب بهینه شدن چرخه زادوولد موش‌ها و پیدایش و گسترش پاندمیک طاعون خیارکی شد که در تاریخ از آن به نام طاعون یوستینیانوس (۴۵۱ – ۵۴۴ میلادی) یاد شده است. این نخستین شیوع پاندمیک بیماری طاعون است که در تاریخ نگاشته شده است. طاعون یوستینیانوس هر ۹ تا ۱۲ سال بروز می‌کرد و تا فروپاشی امویان به درازا کشید. پیشرفت پرشتاب سپاه ساسانی در نخستین دهه‌های سده هفتم میلادی می‌تواند ناشی از پیامدهای این بیماری در آناتولی و سوریه باشد. در برابر آن همه‌گیری این بیماری در آذربایجان، می‌تواند عامل کوتاهی و فروپاشی ساسانیان از پشتیبانی این استان کلیدی در هنگام یورش غافلگیرانه هراکلیوس باشد. گمان می‌رود موجی قدرتمند از این اپیدمی به همراه سربازان ایرانی به قلمرو ساسانیان وارد شد. تئوفانس از دچار شدن خسروپرویز به اسهال در هنگام دستگیری به دست شورشیان گزارش می‌دهد و طبری نیز اسهال شدید شهروراز را بیان می‌کند که از مهم‌ترین نشانه‌های این بیماری است. دست‌کم از دو اپیدمی مشخص بیماری طاعون در زمان جانشینان خسروپرویز آگاه هستیم. نخستین آنها طاعون شیرویه است که نام خود را از قباد دوم گرفته است. این طاعون در ۶۲۷ – ۶۲۸ میلادی در تیسفون رخ داد و شیرویه به گمانی در اثر این بیماری در ۶۲۹ میلادی درگذشت. سیوطی نیز از واگیر طاعون یزدگردی، در بین سال‌های ۶۳۴ – ۶۴۲ میلادی گزارش می‌دهد، یعنی زمانی که مهم‌ترین نبردهای دولت ساسانی با سپاه تازیان در قادسیه (۶۳۶ میلادی)، جلولا (۶۳۷ میلادی) و نهاوند (۶۴۲ میلادی) رخ داد.[۸۱]

### نوادگان
باور بر این است که خاندان‌ها و رهبران مذهبی زیر از نوادگان شاهان ساسانی بودند.
- سلسله گاوبارگان (۶۴۲–۷۶۰) نوادگان جاماسپ[۸۲]
- باوندیان (۶۵۵–۱۳۴۹ م) در طبرستان، از نوادگان باو پسر شاپور پسر کاووس از شاهزادگان ساسانی[۸۳]
احمد کسروی در بهار دربارهٔ آن‌ها نوشته است:
 «اوایل قرن سوم که دامنهٔ فتوحات اسلامی در آسیا تا حدود چین و در آفریقا تا سواحل بحر اطلس و در اروپا تا وراء جبل آلپ امتداد یافته بود و در پایتخت‌های اسپانیا و پرتغال به جای ناقوس صدای اذان مسلمین به اطراف طنین می‌انداخت، در قلل جبال سوادکوه آتشکده‌های دین زرتشت دایر و مشتعل بود و اسپهبدان هنوز کیش نیاکان خود را از دست نداده بودند.»[۸۴]
- پادوسپانیان (۶۶۵–۱۵۹۸) در مازندران، از نوادگان جاماسپ[۸۵]
- شروان‌شاهان (۱۱۰۰–۱۳۸۲) از شاخه هرمز چهارم[۸۶]
- بنو منجم (قرن نهم و دهم میلادی) نوادگان مهر گشنسپ، شاهزاده ساسانی
- آل کامکار (قرن نهم و دهم میلادی) خانواده‌ای دهقان از نوادگان یزدگرد سوم
- آل میکال (قرن ۹ تا ۱۱ میلادی)
- ملوک شبانکاره (قرن۸تا۱۳میلادی) از نوادگان اردشیر بابکان و شاپور نخست ساسانی. #ایران ساسانی

## فرهنگ سیاسی
نخستین شاهان ساسانی، خود را از تبار ایزدان می‌خواندند. در کتیبه‌ها و سکه‌هایشان، از دوران اردشیر بابکان تا قرن چهارم میلادی، این نکته را می‌توان فهمید. شاهان ساسانی از زمان اردشیر دوم (حکومت: ۳۷۹–۳۸۳ میلادی)، القاب دیگری برای خود برگزیدند که دیگر نشانی از پیوند آنان با خدایان نداشت. در پایان قرن چهارم میلادی، شاهان خود را فقط مزداپرست/مزدیسن (mzdysn) و شاهان شاه (MLK'n MLK') می‌خواندند و نوشته‌های روی سکه‌هایشان، به علت نامعلومی، مختصرتر شد.
همینکه دستگاه دینی زرتشتی در دوره ساسانیان سازمان‌دهی شد، قدرت سیاسی نشان داد و وزنه سنگین خود را در امور امپراتوری را محسوس ساخت. اعدام مانی به تحریک کرتیر در دوران بهرام دوم، نشانگر وابستگی حکومت به دستگاه دینی است. تعقیب و آزار منظم زندیکان، یعنی تجدیدنظر طلب‌ها (از جمله مانویان) و به ستوه آوردن مکرر یهودیان، بوداییان و مسیحیان گواه مساعی مستمر دستگاه دینی برای ادامه تسلط خود بر مردم است. با وجودی که دستگاه دینی و دولت ساسانی در ضروریات آشکار با یکدیگر متحد بودند، با اینهمه گه‌گاه کشاکشی میان آن‌ها ظاهر می‌گشت که مایه اصلی آن قدرت و منافع آن بوده است. در منابع فارسی میانه و در گزارش‌های عربی-فارسی، موبدان پیوسته در دربار حضور دارند و همواره مسموع القول هستند. امان چنین نفوذ و هماهنگی مستمری را باید اغراق‌آمیز دانست. باید به خاطر داشته باشیم که موبدان بر کلام مکتوب، شدیداً اعمال نفوذ می‌کردند و دخالت ساسانیان در خودای‌نامگ قطعاً سوگیری دینی و روحانی داشته است؛ مثلاً پادشاهانی که از روحانیت حمایت می‌کردند، با الحادها و ارتدادها مبارزه می‌نمودند، یا آتشکده‌ها می‌ساختند یا آن‌ها را توسعه می‌دادند (مانند شاپور دوم، بهرام پنجم، و خسرو یکم) مورد ستایش فراوان قرار می‌گرفتند. اما پادشاهانی که در برابر قدرت فزاینده دینی به سود دربار یا مردم می‌ایستادند از آن‌ها به بدی یاد می‌شده است. مثل نرسه (۲۹۳–۳۰۲ میلادی) که ظاهراً به کمک کرتیر که می‌کوشید تاج و تخت را تصاحب کند، چندین بار برای براندازی او توطئه کرد. وی تعقیب و آزار مانویان و مسیحیان را متوقف ساخته بود.

## دولت ساسانی
در راس حکومت ساسانی شاه قرارداشت که دارای اختیارات کامل بود. نخستین مقام اداری پس از وی وزرگ فرمادار نام داشت که باید کشور را تحت نظارت شاه اداره می‌کرد. اداره کشور در زمانی که در سفر یا جنگ بود معمولاً به نیابت از وی در اختیار وزیر اعظم یا بزرگ فرمادار بود. وی گاهی به سرداری سپاه نیز گماشته می‌شد و در جنگ‌ها شرکت می‌کرد. مذاکرات سیاسی نیز از وظایف وزرگ فرمادار بود. از وزرای مشهور ساسانی می‌توان ابرسام وزیر اردشیر و مهرنرسه وزیر یزدگرد اول، سورن پهلو وزیر بهرام پنجم و بزرگمهر وزیر انوشیروان را نام برد.
اعضای ثابت هیئت وزرا معمولاً در دوره ساسانی دستخوش تغییر می‌شدند اما کسانی که همواره عضو هیئت وزرا بودند این‌ها بودند:
- وزرگ فرمادار
- موبدان موبد
- ایران سپاهبد
- ایران دبیربد
- واستریوش بد.[۹۰]

امور مالیه دولت توسط شخصی ملقب به واستریوشان یا واستریوش بد و تحت نظارت وزیر اعظم اداره می‌شد. واستر یوشان در واقع وزیر مالیه و صنعت و تجارت و کشاورزی بود. آمارگران درجه اول کشور توسط وزرگ فرمادار منصوب می‌شدند اما تحت نظر واستریوشان به کار مشغول بودند و وظیفه آن‌ها برآورد مالی و تجاری از مناطق مختلف کشور بود. عواید دولت از مالیات ثابت و باج‌های موردی و غنایم و حقوق گمرکی تأمین می‌شد.

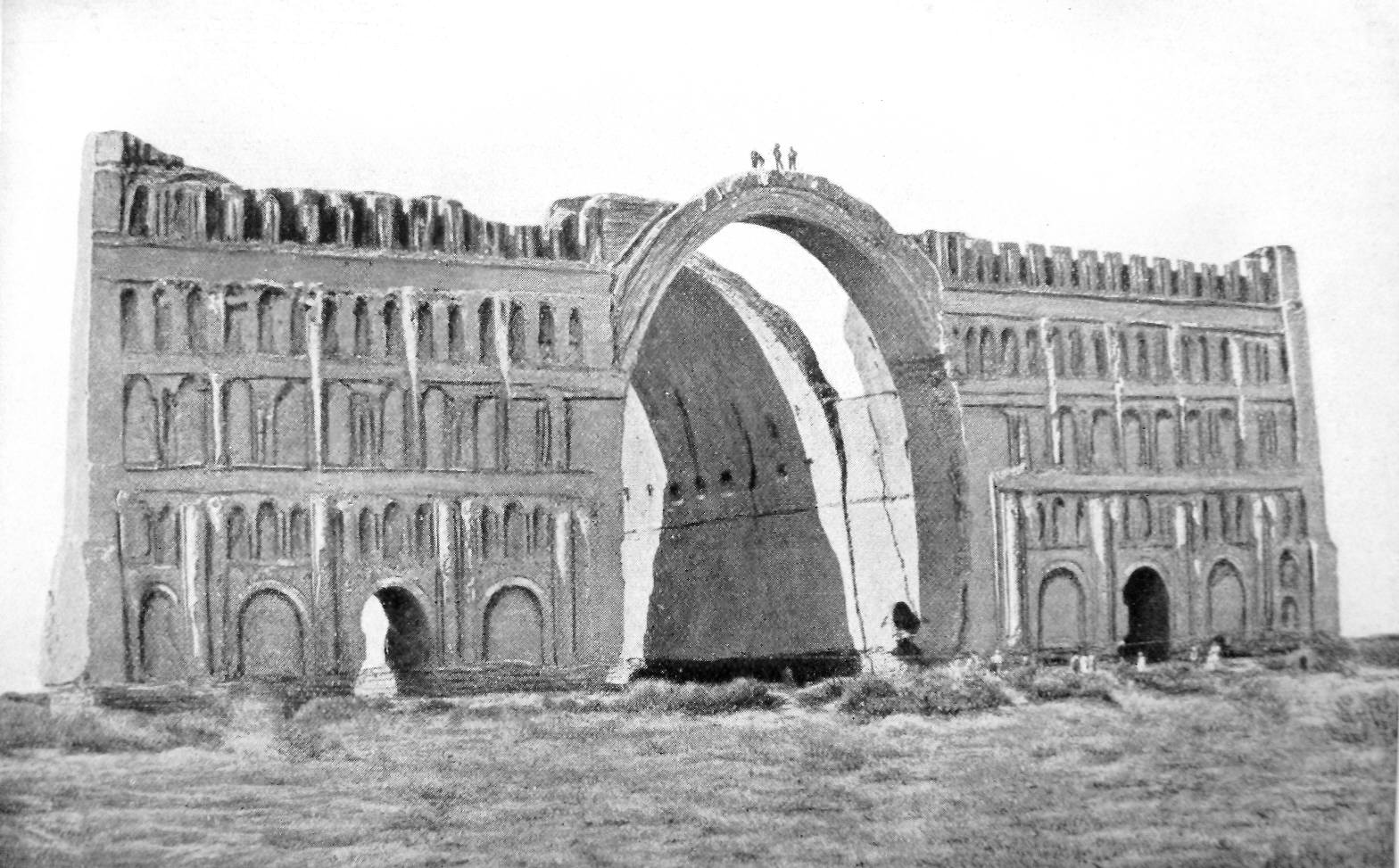
بازماندهٔ ایوان خسرو در تیسفون، ۱۸۶۴

امور اداری کشور توسط دبیران انجام می‌شد. دبیران در دوره ساسانی طبقه ویژه‌ای داشتند و معمولاً رئیس دبیران ایران از مقربان شاه بود. مکاتبات اداری و سیاسی و نگهداری محاسبات مالی و نظامی به عهده دبیران بود. رئیس دبیران ایران دبیران مهست یا ایران دبیربد نامیده می‌شد. در رتبه بعدی پس از دبیران مهست و تحت نظر وی هفت دبیر کار می‌کردند:
- داد دبیر (دبیر عدلیه)
- شهر آمار دبیر (دبیر عواید شاهی)
- کدگ آمار دبیر (دبیر عایدات درباری)
- گنج آمار دبیر (دبیر خزانه)
- آخور آمار دبیر (دبیر اصطبل شاهی)
- آتش آمار دبیر (دبیر آتشکده‌ها)
- روانگان دبیر (دبیر امور خیریه)[۹۲]

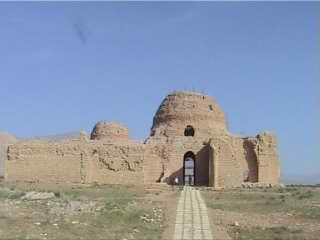
کاخ ساسانی در شهر سروستان مربوط به ساسانیان

از دید پیروان آیین زرتشت شاه مکلف به انجام تکالیفی بود که از این قرارند:
رعایت دستورهای دینی (دین زرتشت)
پایبند بودن به دین رسمی کشور (زرتشت)
- اخلاق نیکو
- توان عفو و اغماض
- محبت به رعایا
- توانایی فراهم آوردن آسودگی رعایا
- شادی
- متذکر بودن به گذرا بودن جهان
- تشویق کاردانان و تنبیه نالایقان
- دادگری
- ابقای رسم بارعام
- گشاده‌دستی
- بی‌بیم کردن مردمان
- دقت در نصب کارگزاران

از نظر دینی فره ایزدی شاه بدکردار را رها می‌کند و نشانه دور شدن شاه از فره ایزدی این است که مردم غالباً تنگدست شوند و شاه شایستگی اصلاح امور را نداشته باشد یا اینکه در غم مردم نباشد یا راه درمان را نداند. چنین شاهی توان دادگری نخواهد داشت و بر مردم است که به خاطر برقراری دادگری با وی درآویزند.
|  |  |  |  |  |  |  |  |  |  |  |  |  |  |                                        |                                        | وَزُرْکانْ (شورای بزرگ)                    | وَزُرْکانْ (شورای بزرگ)                    | وَزُرْکانْ (شورای بزرگ)                    | وَزُرْکانْ (شورای بزرگ)                    | وَزُرْکانْ (شورای بزرگ) | وَزُرْکانْ (شورای بزرگ) |             |             |                          |                          |                          |                          |                          |                          |                                       |                                       |                                       |                                       |                                                |                                                | شاهنشاه                                        | شاهنشاه                                        | شاهنشاه                                        | شاهنشاه                                        | شاهنشاه    | شاهنشاه    |  |  |                             |                             |                                       |                                       |                                       |                                       | آزاتان(شورای عامه)                    | آزاتان(شورای عامه)                    | آزاتان(شورای عامه)         | آزاتان(شورای عامه)         | آزاتان(شورای عامه)         | آزاتان(شورای عامه)         |                                                                            |                                                                            |                                                                            |                                                                            |                                                                            |                                                                            |                 |                 |                        |                        |                        |                        |                        |                        |  |  |  |  |  |  |  |  |  |  |  |  |  |  |  |  |  |  |  |  |  |  |
|  |  |  |  |  |  |  |  |  |  |  |  |  |  |                                        |                                        | وَزُرْکانْ (شورای بزرگ)                    | وَزُرْکانْ (شورای بزرگ)                    | وَزُرْکانْ (شورای بزرگ)                    | وَزُرْکانْ (شورای بزرگ)                    | وَزُرْکانْ (شورای بزرگ) | وَزُرْکانْ (شورای بزرگ) |             |             |                          |                          |                          |                          |                          |                          |                                       |                                       |                                       |                                       |                                                |                                                | شاهنشاه                                        | شاهنشاه                                        | شاهنشاه                                        | شاهنشاه                                        | شاهنشاه    | شاهنشاه    |  |  |                             |                             |                                       |                                       |                                       |                                       | آزاتان(شورای عامه)                    | آزاتان(شورای عامه)                    | آزاتان(شورای عامه)         | آزاتان(شورای عامه)         | آزاتان(شورای عامه)         | آزاتان(شورای عامه)         |                                                                            |                                                                            |                                                                            |                                                                            |                                                                            |                                                                            |                 |                 |                        |                        |                        |                        |                        |                        |  |  |  |  |  |  |  |  |  |  |  |  |  |  |  |  |  |  |  |  |  |  |
|  |  |  |  |  |  |  |  |  |  |  |  |  |  |                                        |                                        |                                        |                                        |                                        |                                        |                     |                     |             |             |                          |                          |                          |                          |                          |                          |                                       |                                       |                                       |                                       |                                                |                                                |                                                |                                                |                                                |                                                |            |            |  |  |                             |                             |                                       |                                       |                                       |                                       |                                       |                                       |                            |                            |                            |                            |                                                                            |                                                                            |                                                                            |                                                                            |                                                                            |                                                                            |                 |                 |                        |                        |                        |                        |                        |                        |  |  |  |  |  |  |  |  |  |  |  |  |  |  |  |  |  |  |  |  |  |  |
|  |  |  |  |  |  |  |  |  |  |  |  |  |  |                                        |                                        |                                        |                                        |                                        |                                        |                     |                     |             |             |                          |                          |                          |                          |                          |                          |                                       |                                       |                                       |                                       |                                                |                                                |                                                |                                                |                                                |                                                |            |            |  |  |                             |                             |                                       |                                       |                                       |                                       |                                       |                                       |                            |                            |                            |                            |                                                                            |                                                                            |                                                                            |                                                                            |                                                                            |                                                                            |                 |                 |                        |                        |                        |                        |                        |                        |  |  |  |  |  |  |  |  |  |  |  |  |  |  |  |  |  |  |  |  |  |  |
|  |  |  |  |  |  |  |  |  |  |  |  |  |  |                                        |                                        |                                        |                                        |                                        |                                        | امور اجرایی         | امور اجرایی         | امور اجرایی | امور اجرایی | امور اجرایی              | امور اجرایی              |                          |                          |                          |                          |                                       |                                       |                                       |                                       |                                                |                                                | امور قضایی                                     | امور قضایی                                     | امور قضایی                                     | امور قضایی                                     | امور قضایی | امور قضایی |  |  |                             |                             |                                       |                                       |                                       |                                       |                                       |                                       |                            |                            |                            |                            |                                                                            |                                                                            | امور قانونگذرای                                                            | امور قانونگذرای                                                            | امور قانونگذرای                                                            | امور قانونگذرای                                                            | امور قانونگذرای | امور قانونگذرای |                        |                        |                        |                        |                        |                        |  |  |  |  |  |  |  |  |  |  |  |  |  |  |  |  |  |  |  |  |  |  |
|  |  |  |  |  |  |  |  |  |  |  |  |  |  |                                        |                                        |                                        |                                        |                                        |                                        | امور اجرایی         | امور اجرایی         | امور اجرایی | امور اجرایی | امور اجرایی              | امور اجرایی              |                          |                          |                          |                          |                                       |                                       |                                       |                                       |                                                |                                                | امور قضایی                                     | امور قضایی                                     | امور قضایی                                     | امور قضایی                                     | امور قضایی | امور قضایی |  |  |                             |                             |                                       |                                       |                                       |                                       |                                       |                                       |                            |                            |                            |                            |                                                                            |                                                                            | امور قانونگذرای                                                            | امور قانونگذرای                                                            | امور قانونگذرای                                                            | امور قانونگذرای                                                            | امور قانونگذرای | امور قانونگذرای |                        |                        |                        |                        |                        |                        |  |  |  |  |  |  |  |  |  |  |  |  |  |  |  |  |  |  |  |  |  |  |
|  |  |  |  |  |  |  |  |  |  |  |  |  |  |                                        |                                        |                                        |                                        |                                        |                                        |                     |                     |             |             |                          |                          |                          |                          |                          |                          |                                       |                                       |                                       |                                       |                                                |                                                |                                                |                                                |                                                |                                                |            |            |  |  |                             |                             |                                       |                                       |                                       |                                       |                                       |                                       |                            |                            |                            |                            |                                                                            |                                                                            |                                                                            |                                                                            |                                                                            |                                                                            |                 |                 |                        |                        |                        |                        |                        |                        |  |  |  |  |  |  |  |  |  |  |  |  |  |  |  |  |  |  |  |  |  |  |
|  |  |  |  |  |  |  |  |  |  |  |  |  |  |                                        |                                        |                                        |                                        |                                        |                                        |                     |                     |             |             |                          |                          |                          |                          |                          |                          | دادگاه شرع اداره توسط روحانیون زردشتی | دادگاه شرع اداره توسط روحانیون زردشتی | دادگاه شرع اداره توسط روحانیون زردشتی | دادگاه شرع اداره توسط روحانیون زردشتی | دادگاه شرع اداره توسط روحانیون زردشتی          | دادگاه شرع اداره توسط روحانیون زردشتی          |                                                |                                                |                                                |                                                |            |            |  |  | دادگاه عرف اداره توسط دادور | دادگاه عرف اداره توسط دادور | دادگاه عرف اداره توسط دادور           | دادگاه عرف اداره توسط دادور           | دادگاه عرف اداره توسط دادور           | دادگاه عرف اداره توسط دادور           |                                       |                                       | امور شرعی توسط موبد موبدان | امور شرعی توسط موبد موبدان | امور شرعی توسط موبد موبدان | امور شرعی توسط موبد موبدان | امور شرعی توسط موبد موبدان                                                 | امور شرعی توسط موبد موبدان                                                 |                                                                            |                                                                            |                                                                            |                                                                            |                 |                 | امور عرفی توسط شاهنشاه | امور عرفی توسط شاهنشاه | امور عرفی توسط شاهنشاه | امور عرفی توسط شاهنشاه | امور عرفی توسط شاهنشاه | امور عرفی توسط شاهنشاه |  |  |  |  |  |  |  |  |  |  |  |  |  |  |  |  |  |  |  |  |  |  |
|  |  |  |  |  |  |  |  |  |  |  |  |  |  |                                        |                                        |                                        |                                        |                                        |                                        |                     |                     |             |             |                          |                          |                          |                          |                          |                          | دادگاه شرع اداره توسط روحانیون زردشتی | دادگاه شرع اداره توسط روحانیون زردشتی | دادگاه شرع اداره توسط روحانیون زردشتی | دادگاه شرع اداره توسط روحانیون زردشتی | دادگاه شرع اداره توسط روحانیون زردشتی          | دادگاه شرع اداره توسط روحانیون زردشتی          |                                                |                                                |                                                |                                                |            |            |  |  | دادگاه عرف اداره توسط دادور | دادگاه عرف اداره توسط دادور | دادگاه عرف اداره توسط دادور           | دادگاه عرف اداره توسط دادور           | دادگاه عرف اداره توسط دادور           | دادگاه عرف اداره توسط دادور           |                                       |                                       | امور شرعی توسط موبد موبدان | امور شرعی توسط موبد موبدان | امور شرعی توسط موبد موبدان | امور شرعی توسط موبد موبدان | امور شرعی توسط موبد موبدان                                                 | امور شرعی توسط موبد موبدان                                                 |                                                                            |                                                                            |                                                                            |                                                                            |                 |                 | امور عرفی توسط شاهنشاه | امور عرفی توسط شاهنشاه | امور عرفی توسط شاهنشاه | امور عرفی توسط شاهنشاه | امور عرفی توسط شاهنشاه | امور عرفی توسط شاهنشاه |  |  |  |  |  |  |  |  |  |  |  |  |  |  |  |  |  |  |  |  |  |  |
|  |  |  |  |  |  |  |  |  |  |  |  |  |  |                                        |                                        |                                        |                                        |                                        |                                        |                     |                     |             |             |                          |                          |                          |                          |                          |                          |                                       |                                       |                                       |                                       |                                                |                                                |                                                |                                                |                                                |                                                |            |            |  |  |                             |                             |                                       |                                       |                                       |                                       |                                       |                                       |                            |                            |                            |                            |                                                                            |                                                                            |                                                                            |                                                                            |                                                                            |                                                                            |                 |                 |                        |                        |                        |                        |                        |                        |  |  |  |  |  |  |  |  |  |  |  |  |  |  |  |  |  |  |  |  |  |  |
|  |  |  |  |  |  |  |  |  |  |  |  |  |  |                                        |                                        |                                        |                                        |                                        |                                        |                     |                     |             |             |                          |                          |                          |                          |                          |                          |                                       |                                       |                                       |                                       |                                                |                                                |                                                |                                                |                                                |                                                |            |            |  |  |                             |                             |                                       |                                       |                                       |                                       |                                       |                                       |                            |                            |                            |                            |                                                                            |                                                                            |                                                                            |                                                                            |                                                                            |                                                                            |                 |                 |                        |                        |                        |                        |                        |                        |  |  |  |  |  |  |  |  |  |  |  |  |  |  |  |  |  |  |  |  |  |  |
|  |  |  |  |  |  |  |  |  |  |  |  |  |  | وَزُرْکْ فرماندار(بزرگ فرماندار) وزیر اعظم | وَزُرْکْ فرماندار(بزرگ فرماندار) وزیر اعظم | وَزُرْکْ فرماندار(بزرگ فرماندار) وزیر اعظم | وَزُرْکْ فرماندار(بزرگ فرماندار) وزیر اعظم | وَزُرْکْ فرماندار(بزرگ فرماندار) وزیر اعظم | وَزُرْکْ فرماندار(بزرگ فرماندار) وزیر اعظم |                     |                     |             |             | مؤبذان موبذ(موبد موبدان) | مؤبذان موبذ(موبد موبدان) | مؤبذان موبذ(موبد موبدان) | مؤبذان موبذ(موبد موبدان) | مؤبذان موبذ(موبد موبدان) | مؤبذان موبذ(موبد موبدان) |                                       |                                       |                                       |                                       | اِیْرانْ دبیربَذ(منشی باشی شاهنشاه) سردبیر شاهنشاه | اِیْرانْ دبیربَذ(منشی باشی شاهنشاه) سردبیر شاهنشاه | اِیْرانْ دبیربَذ(منشی باشی شاهنشاه) سردبیر شاهنشاه | اِیْرانْ دبیربَذ(منشی باشی شاهنشاه) سردبیر شاهنشاه | اِیْرانْ دبیربَذ(منشی باشی شاهنشاه) سردبیر شاهنشاه | اِیْرانْ دبیربَذ(منشی باشی شاهنشاه) سردبیر شاهنشاه |            |            |  |  |                             |                             | سِپَهبُذ(رئیس قشون یا وزیر جنگ) سپهسالار | سِپَهبُذ(رئیس قشون یا وزیر جنگ) سپهسالار | سِپَهبُذ(رئیس قشون یا وزیر جنگ) سپهسالار | سِپَهبُذ(رئیس قشون یا وزیر جنگ) سپهسالار | سِپَهبُذ(رئیس قشون یا وزیر جنگ) سپهسالار | سِپَهبُذ(رئیس قشون یا وزیر جنگ) سپهسالار |                            |                            |                            |                            | واسْ تِری‌یوشان بَذْ و هُتُخْشانْ‌بَذْ(وزیر مالیه و وزیر صنایع) رئیس طبقه تجار و اصناف | واسْ تِری‌یوشان بَذْ و هُتُخْشانْ‌بَذْ(وزیر مالیه و وزیر صنایع) رئیس طبقه تجار و اصناف | واسْ تِری‌یوشان بَذْ و هُتُخْشانْ‌بَذْ(وزیر مالیه و وزیر صنایع) رئیس طبقه تجار و اصناف | واسْ تِری‌یوشان بَذْ و هُتُخْشانْ‌بَذْ(وزیر مالیه و وزیر صنایع) رئیس طبقه تجار و اصناف | واسْ تِری‌یوشان بَذْ و هُتُخْشانْ‌بَذْ(وزیر مالیه و وزیر صنایع) رئیس طبقه تجار و اصناف | واسْ تِری‌یوشان بَذْ و هُتُخْشانْ‌بَذْ(وزیر مالیه و وزیر صنایع) رئیس طبقه تجار و اصناف |                 |                 |                        |                        |                        |                        |                        |                        |  |  |  |  |  |  |  |  |  |  |  |  |  |  |  |  |  |  |  |  |  |  |

## آیین‌های درباری
در مراسم درباری شاه بر تخت می‌نشست و پرده‌ای به فاصله ده زراع در پیش روی این تخت قرار داشت که شاه را از دید حاضران پنهان می‌کرد. در موقع مقرر پرده دار که از فرزندان یکی از اسواران بود پرده را کنار می‌زد. در فاصله ده زراع از پرده شاهزادگان و اسواران از طبقه خاندان ساسانی می‌ایستادند و در فاصله ده زراع در پشت سر آن‌ها ندیمان و محارم پادشاه و استادان موسیقی می‌ایستادند و طبقه سوم در فاصله ده زراع از آن‌ها مطرب‌ها و مقلدان و بازیگران بودند. در مراسم درباری افراد ناقص‌العضو یا بیمار یا از طبقات پایین جامعه (پیشه وران و کشاورزان) راه نداشتند. در حضور شاه کسی صحبت یا زمزمه نمی‌کرد تا پرده دار (به اشاره شاه) نوازنده یا خواننده‌ای را فرمان می‌داد تا موسیقی مورد نظر شاه را اجرا کند. تا زمان بهرام گور معمول بود که هر کس درخواستی از شاه داشت باید پیش از شراب نوشیدن شاه به صورت نوشته به شاه تقدیم کند و دستور این بود که هرکس جز این کند گردنش را بزنند. در زمان بهرام گور این رسم تغییر کرد و بهرام دستور داد در زمان مستی نیز درخواست‌ها را پرده دار دریافت کرده و برایش بیاورند. این رسم نا پسند که موجب صدور فرمان‌های نادرست می‌شد بعد ازوی متروک یا اصلاح شد.
در مراسم درباری جاسوسانی حضور داشتند و در رفتار افراد حاضر در مراسم و گفتگوی آن‌ها جاسوسی می‌کردند. به ویژه مراقب بودند که رفتار افراد در موقع عدم حضور شاه چگونه است. در دو جشن بزرگ‌سال نوروز و مهرگان افراد و بزرگان هدایایی به شاه تقدیم می‌کردند. هرکس از آنچه خود دوست داشت هدیه‌ای تقدیم می‌کرد. بازرگانان و توانگران سیم و زر، جنگیان شمشیر و نیزه و اسب راهوار، شعرا و ادبا نیز شعر و خطبه مناسب. در این بین دبیران هدایا را به دقت می‌نوشتند و هر هدیه آورنده‌ای اگر نیازمند به کمک می‌شد باید الزاماً از شاه (دربار) درخواست کمک می‌کرد. در این‌گونه موارد دوبرابر ارزش هدیه وی از شاه به وی داده می‌شد و اگر هدیه ارزان قیمت بود مثلاً یک میوه، همان میوه را پر از سکه‌های طلا کرده و به آورنده پرداخت می‌کردند. اگر هدیه آورنده در موقع نیاز به دربار رجوع نمی‌کرد بی‌حرمتی به شاه تلقی می‌شد و مجازاتی برای وی در نظر می‌گرفتند. در ابتدای هر فصل شاه جامه‌های فصل پیش را به درباریان می‌بخشید. در مواقعی که جنگی بزرگ پیش می‌آمد مهمانی‌های دربار تعطیل می‌شد و شاه به جز موبدان موبد، ایران دبیر بد و رئیس اسواران کسی را بر خوان نمی‌پذیرفت و غذای سفره نیز منحصر به نان و نمک و سرکه و سبزی و غذایی به نام بزم آورد می‌شد. شاه قدری از غذاها می‌خورد و به سرعت سفره را برمی‌چیدند و به کار ادامه می‌دادند.

## قدرت نظامی و سپاه

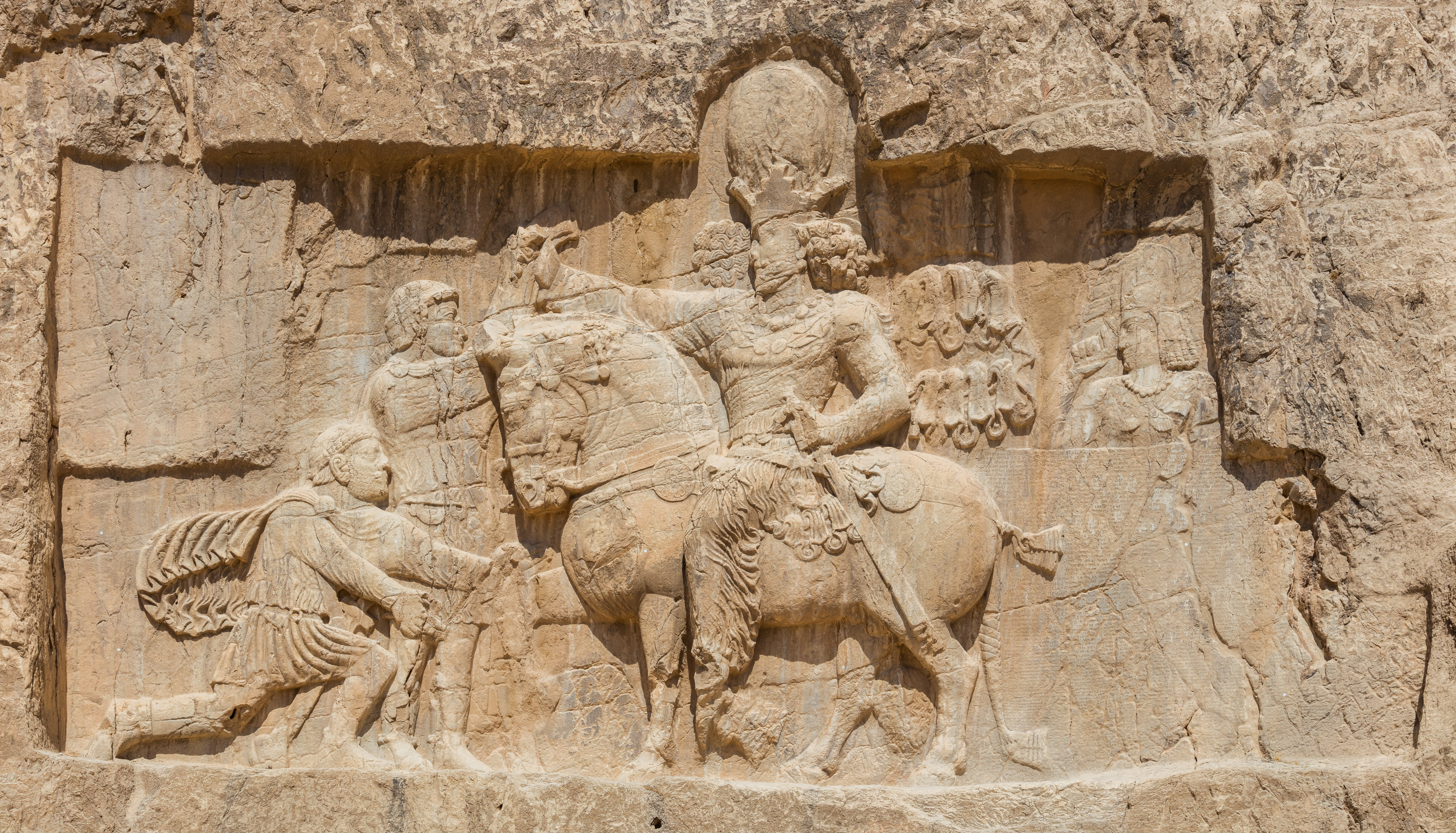
یادبود شاپور یکم در نقش رستم

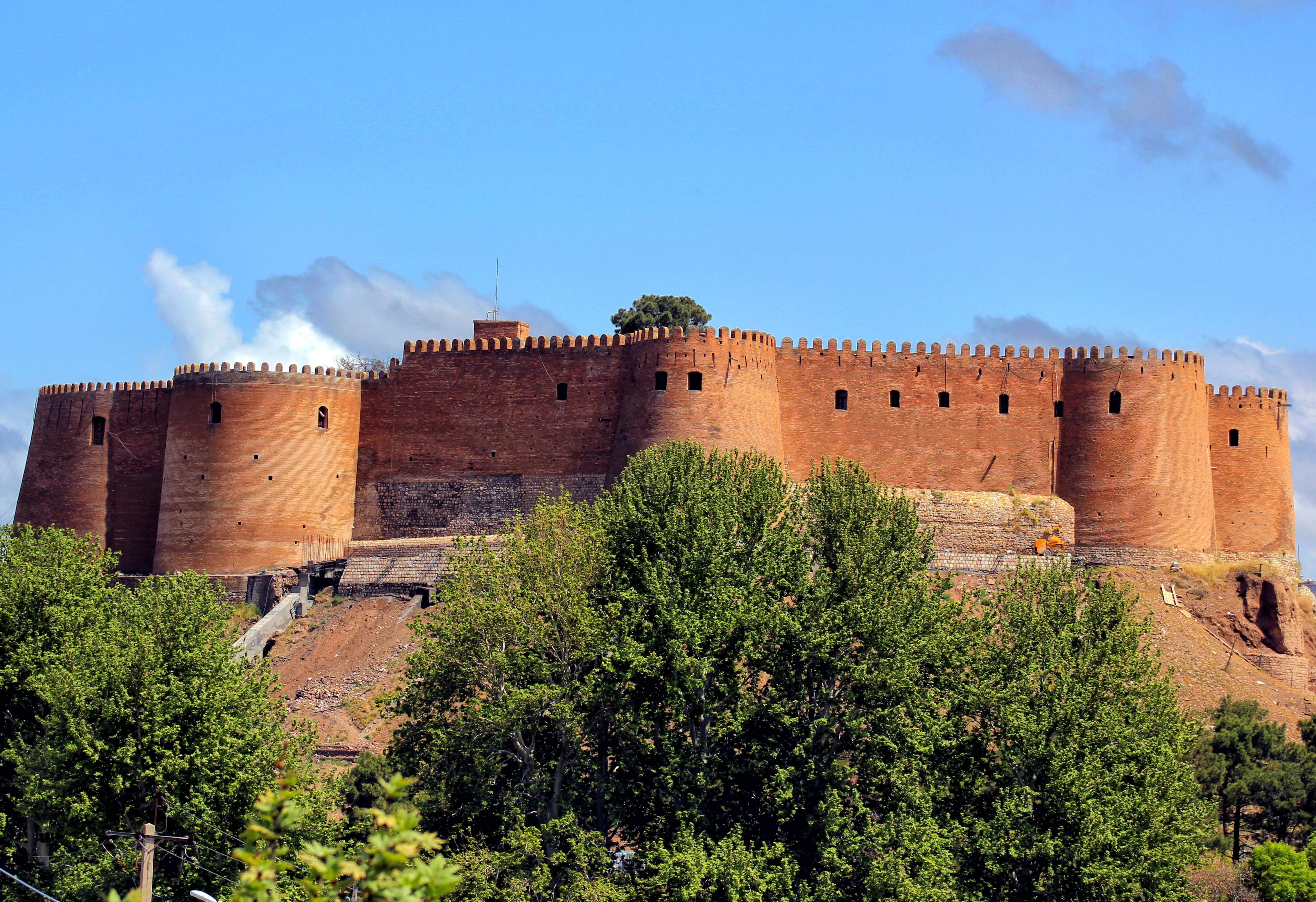
دژ شاپورخواست، خرم‌آباد

تا زمان خسرو اول (انوشیروان) فرمانده کل سپاه ایران به نام ایران‌سپاهبد نامیده می‌شد از زمان خسرو انوشیروان کشور به چهار بخش نظامی تقسیم شد و برای هر یک سپاهبد در نظر گرفته شد. ایران‌سپاهبد در مورد جنگ و صلح و مذاکرات سیاسی اختیارات زیادی داشت. اگر شاه خود مایل به شرکت در جنگ‌ها بود معمولاً از اختیارات سپاهبد کاسته می‌شد.
مهم‌ترین بخش سپاه ساسانی سواره نظام زره پوش سنگین بود (اسواران) که در جنگ‌ها نقش تعیین‌کننده‌ای داشت به ویژه در مورد رویارویی با پیاده‌نظام رومی بسیار مؤثر بود و به سادگی آرایش جنگی پیادگان را به هم می‌زد و آن‌ها را آماج تیرهای تیر اندازان می‌نمود. تمام تن اسواران با تکه‌های فلس گونه آهن پوشیده شده بود و نقابی آهنین نیز صورت آن‌ها را می‌پوشاند به‌طوری‌که تنها سوراخی جلوی بینی و شکافی برای دیدن در آن قرار داشت. زره سواره نظام تکه‌تکه بود و آزادی عمل کافی برای عضلات سوار فراهم می‌کرد.
پشت سر اسواران فیل‌های جنگی بودند و در انتهای لشکر نیز پیادگان. پیادگان روستاییانی بودن که به اجبار به جنگ می‌آمدند و بابت این کار مزدی نیز نمی‌گرفتند به همین دلیل کم اثرترین بخش سپاه بودند. تیر اندازان در پشت سواره نظام قرار داشتند و از دور دشمن را مورد هدف قرار می‌دادند. درمیان سپاه ساسانی معمولاً گروه‌هایی از اقوام و ملل تابع امپراتوری وجود داشت که در جنگ‌ها کمک مؤثری می‌کردند. از میان این اقوام سکستانی‌ها بیشتر مورد اعتماد شاهان ساسانی بودند. واحدهای بزرگ سپاه را گند و واحد کوچکتر از آن درفش و واحد کوچکتر از درفش را وشت می‌نامیدند. هر درفش پرچمی مجزا داشت و فرمانده گند را گندسالار می‌خواندند. در جنگ‌هایی که شاه حضور داشت معمولاً در میان سپاه برای وی تختی در نظر می‌گرفتند و گروهی از زبده‌ترین سربازان گرد تخت شاه را فرا می‌گرفتند که تا پای جان از شاه حفاظت می‌نمودند. ساسانیان برخلاف اشکانیان روش‌های نگهداری و گرفتن دژها را خوب می‌شناختند و ابزارهای لازم را نیز در دست داشتند و به خوبی به کار می‌بردند.
سلحشورانی که روزگاری شکست‌های سختی بر ارتش و لژیونرهای رومی وارد آوردند و مانند سد مستحکمی مانع از تسلط آن‌ها بر جاده ابریشم شدند. در واقع این سپاه ساسانی بود که توانست انتقام حمله مقدونی‌های اروپایی را بازپس گیرد و از آن زمان به عنوان یک ابرقدرت هم‌طراز در برابر رومیان ظاهر شود. ساسانیان ابرقدرت دیگری در شرق امپراتوری روم بودند. تقریباً در هر جنگی که ایرانیان با رومی‌ها داشتند، سواران (سواره نظام) نیز حضور داشتند. ماشین نظامی و تجهیزات ساسانیان در تمامی جنبه‌ها هم‌طراز و حتی قوی‌تر از رومی‌ها بود؛ حقیقت تلخی که سرانجام رومیان به آن اعتراف کردند. سواره نظام نخبه و برگزیده ساسانی همانند دیواری مستحکم در برابر رومی‌ها بود تا آن‌ها نتوانند ایران را تسخیر کنند و به مرزهای هند و چین برسند. امروزه کمتر کسی ترس و وحشتی را درک می‌کند که این سواران در دل رقیبان خود برمی‌انگیختند. برای درک این موضوع بهتر است به لیبیانوس (مورخ رومی) مراجعه کنیم، جایی که در آن نوشته است: «لژیونرهای رومی ترجیح می‌دهند تا هر سرنوشت و قضا و قدری را تحمل کنند اما با سواران ایرانی رو در رو نشوند.»

## روابط با دولت‌های همسایه

### جنگ‌های مکرر با رومیان و در میزان کمتری با دیگران

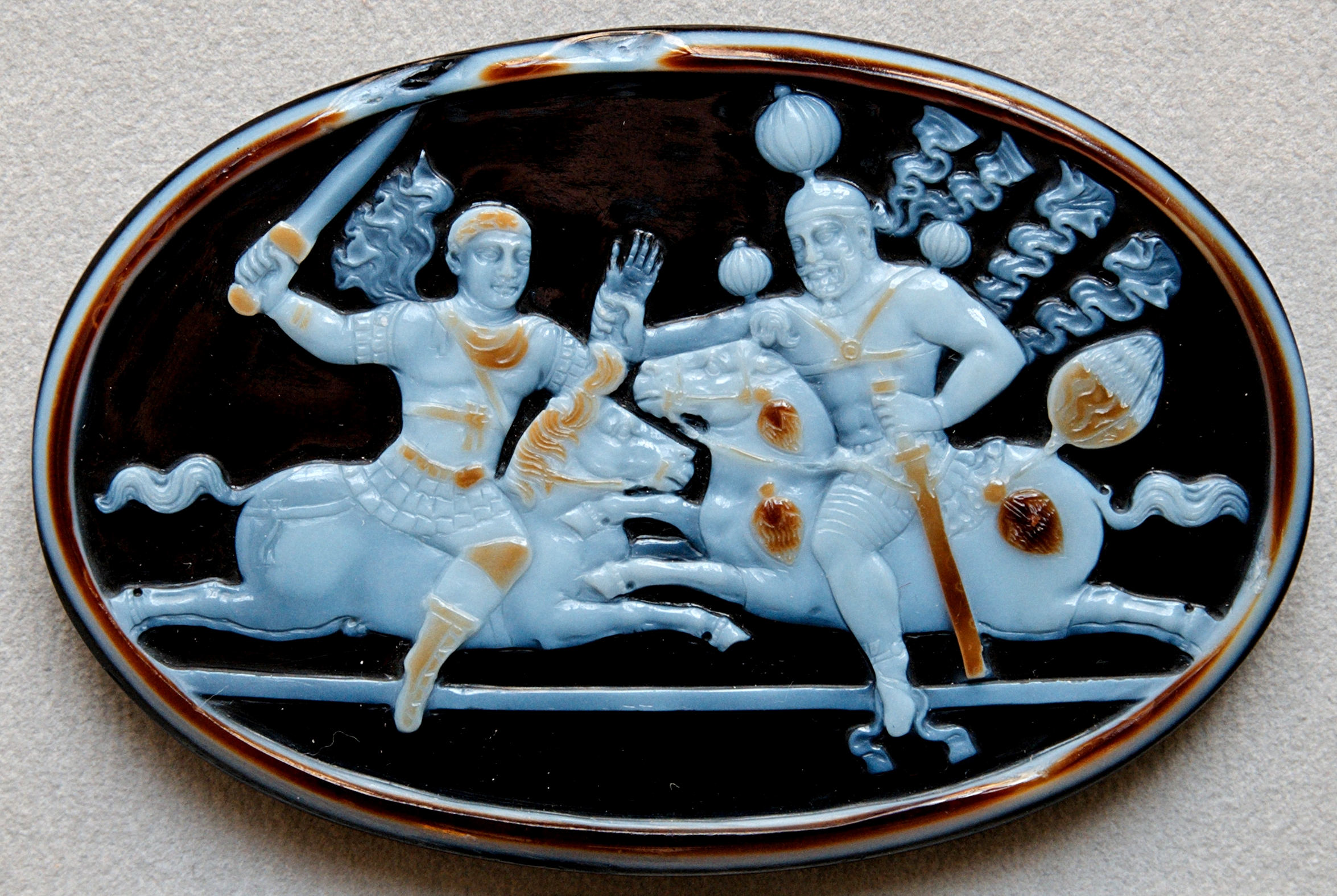
جنگ شاپور اول و والرین امپراتور روم

ساسانیان نیز مانند اشکانیان با امپراتوری روم در دشمنیٔ دائم بودند. ساسانیان جانشین اشکانیان شدند و برای بیش از ۴۰۰ سال در کنار رقیب همسایه خود امپراتوری بیزانس یا امپراتوری روم شرقی به عنوان یکی از قدرتهای پیشرو جهان باستان شناخته شدند، به دنبال تقسیم امپراتوری روم در سال ۳۹۵، امپراتوری بیزانس با پایتخت خود در قسطنطنیه به عنوان دشمن اصلی غربی پارس و به‌طور کلی دشمن اصلی باقی ماند. خصومت بین دو امپراتوری شدت گرفت. ساسانیان، همانند امپراتوری روم، دائماً در درگیری با پادشاهی‌های همسایه و انبوهی عشایر قرار داشتند. اگرچه تهدید هجوم عشایری هرگز به‌طور کامل برطرف نشد اما ساسانیان به‌طور کلی با این موارد، نسبت به رومیان بسیار موفق تر عمل می‌کردند. این به دلیل سیاست آنها در ایجاد کارزارهای هماهنگ علیه تهدیدهای عشایری بود.
آخرین جنگهای مکرر با بیزانس‌ها که اوج جنگ ایران و بیزانس بود و شامل محاصره قسطنطنیه پایتخت بیزانس بود به پایان رسید. در این جنگها هر دو طرف رقیب به‌طور چشمگیری منابع انسانی و مادی خود را فرسوده کردند. علاوه بر این، درگیری اجتماعی درون امپراتوری باعث تضعیف چشمگیر آن شد.متعاقباً، آنها در مقابل ظهور ناگهانی خلافت اسلامی راشدین، که نیروهایشان تنها چند سال پس از جنگ به هر دو امپراتوری حمله کردند، آسیب‌پذیر بودند. نیروهای مسلمان به سرعت بیشتر امپراتوری ساسانی را فتح کردند و در جنگهای بیزانس و عرب، امپراتوری بیزانس را از سرزمین‌های خود در شام، قفقاز، مصر و شمال آفریقا محروم کردند. طی قرون بعد، نیمی از امپراتوری بیزانس و کل امپراتوری ساسانیان تحت سیطره مسلمانان قرار گرفت.

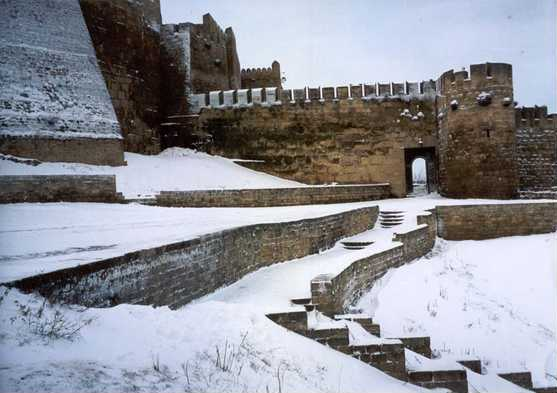
قلعه ساسانی در دربند، داغستان

به‌طور کلی، در طول قرن‌ها، در غرب، قلمرو ساسانی در مجاورت سرزمین دولت بزرگ و پایدار روم بود، اما در شرق، نزدیکترین همسایگان آن امپراتوری کوشان و قبایل کوچنده مانند هپتالیان بودند. ساخت استحکاماتی مانند قلعه توس یا شهر نیشابور، که بعداً به مرکز یادگیری و تجارت تبدیل شد همچنین در دفاع از استانهای شرقی ممانعتی در برابر حمله بود.
در جنوب و مرکز عربستان، قبایل عرب بادیه‌نشین گاه به امپراتوری ساسانی حمله می‌کردند. پادشاهی الحیره، یک پادشاهی خاندان ساسانی تشکیل شد تا منطقه حائلی بین قلب امپراتوری و قبایل بادیه‌نشین باشد. انحلال پادشاهی الحیره توسط خسرو دوم در سال ۶۰۲ در شکستهای سرنوشت ساز ساسانی در اواخر قرن در برابر اعراب بادیه‌نشین بسیار مؤثر بود. این شکست‌ها منجر به تصرف ناگهانی امپراتوری ساسانی توسط قبایل بادیه‌نشین تحت لوای اسلام شد.
در شمال، خزرها و خاقانات غربی ترک مرتباً به استان‌های شمالی امپراتوری حمله می‌کردند. آنها در سال ۶۳۴ سرزمین ماد را غارت کردند. اندکی پس از آن، سپاه پارس آنها را شکست داد و آنها را بیرون کرد. ساسانیان برای جلوگیری از این حملات استحکامات زیادی در منطقه قفقاز بنا کردند که برجسته‌ترین آنها استحکامات تحمیلی ساخته شده در دربند (داغستان، قفقاز شمالی، اکنون بخشی از روسیه است) که تا حد زیادی دست نخورده باقی مانده است.
در ضلع شرقی دریای خزر، ساسانیان دیوار بزرگ گرگان را برپا داشتند. یک ساختار دفاعی به طول ۲۰۰ کیلومتر، احتمالاً با هدف محافظت از امپراتوری در برابر مردمان شمالی، مانند هون‌های سفید بود.

### جنگ با آکسوم
در سال ۵۲۲، قبل از سلطنت خسرو انوشیروان، گروهی از آکسومیتها حمله به حمیرهای مسلط در جنوب عربستان را رهبری کردند.
رهبر محلی عرب، ذونواس توانست در برابر حمله مقاومت کند اما سرانجام شکست خورد و به دست آکسومی‌ها کشته شد. و مردی آکسومی به نام اریاط، از طرف نجاشی، شاه یمن شد.
در سال ۵۳۱، ژوستینین پیشنهاد کرد که آکسومیت‌های یمن با تجارت دریایی با هندیها، پارسها را از تجارت هند جدا کنند. اتیوپیایی‌ها هرگز این درخواست را برآورده نکردند زیرا یک ژنرال آکسومیتی به نام ابرهه کنترل سلطنت یمن را در دست گرفت و یک ملت مستقل ایجاد کرد. پس از مرگ ابرهه، یکی از شاهزادگان حمیری، معدی کرب، در حالی که برادر ناتنی وی، مسروق، تاج و تخت را به دست گرفت، به تبعید رفت. معدی کرب پس از انکار توسط ژوستینین، از خسرو کمک گرفت که او هم ناوگان و ارتش کوچکی را به فرماندهی وهریز فرستاد تا پادشاه جدید یمن را برکنار کند. پس از تسخیر پایتخت صنعا، فرزند معدی کرب، سیف، بر تخت سلطنت نشست.
یوستینیان در نهایت مسئول حضور دریایی ساسانیان در یمن بود. خسرو با عدم پشتیبانی اعراب یمنی توانست به معدی کرب کمک کند و متعاقباً یمن را به عنوان مرکز پادشاهی امپراتوری ساسانی تأسیس کرد.

### روابط با چین
امپراتوری ساسانی مانند پیشینیان خود، اشکانی، روابط خارجی فعال با چین داشتند، و سفیرانی از ایران اغلب به چین سفر می‌کردند. اسناد چینی وجود سیزده سفارت ساسانی در چین را نشان می‌دهد. از نظر تجاری، دادوستد زمینی و دریایی با چین برای هر دو امپراتوری‌های ساسانی و چینی مهم بود. تعداد زیادی سکه ساسانی در جنوب چین یافت شده است که تجارت دریایی را تأیید می‌کند.
در موارد مختلف، پادشاهان ساسانی با استعدادترین نوازندگان و رقصندگان ایرانی خود را به دربار شاهنشاهی چین می‌فرستادند. در لوئویانگ در زمان سلسله‌های جین و شمال وی و به چانگ ان در زمان سلسله‌های سوئی و تانگ. هر دو امپراتوری از تجارت در جاده ابریشم بهره‌مند بودند و در حفظ و حراست از آن تجارت دارای منافع مشترک بودند.
از نظر سیاسی، شواهدی از چندین تلاش ساسانی و چینی در ایجاد اتحاد علیه دشمن مشترک وجود دارد. با ظهور گوک‌ترک‌های کوچ‌نشین در آسیای داخلی، همچنین به نظر می‌رسد همکاری چین و ساسانیان برای خنثی‌سازی پیشرفت‌های ترک‌ها باشد. اسنادی از کوه موگ در مورد حضور یک ژنرال چینی در خدمت پادشاه سغد در زمان حمله اعراب صحبت می‌کند.
به دنبال حمله اعراب مسلمان به ایران، پیروز سوم، فرزند یزدگرد سوم، به همراه چند نفر از اشراف پارسی فرار کرد و به دربار شاهنشاهی چین پناه برد. به پیروز و پسرش نرسی عناوین بالایی در دربار چین اعطا شد.
حداقل در دو نوبت، آخرین بار احتمالاً در سال ۶۷۰، نیروهای چینی با پیروز اعزام شدند تا او را به سلطنت ساسانی برگردانند. این اقدامات نتایج متفاوتی داشت. یکی از آنها احتمالاً به یک حکومت کوتاه مدت پیروز در سکستان ختم شد که از آن برخی شواهد سکه‌شناسی باقی مانده است. نرسی بعداً به مقام فرمانده گاردهای شاهنشاهی چین رسید و فرزندان او به عنوان شاهزادگان محترم، پناهندگان ساسانی از حملات اعراب، در چین مستقر شدند. امپراتور چین در آن زمان امپراتور گائوزونگ از تانگ بود.

### روابط با هند

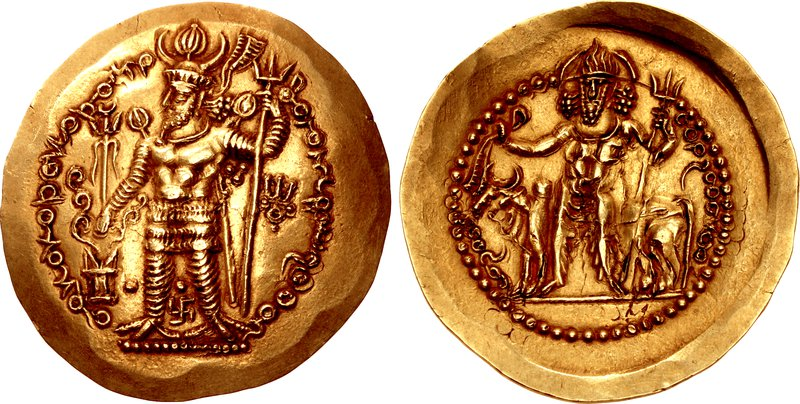
سکه‌ای مربوط به کوشانشاه پیروز دوم - قرن سوم

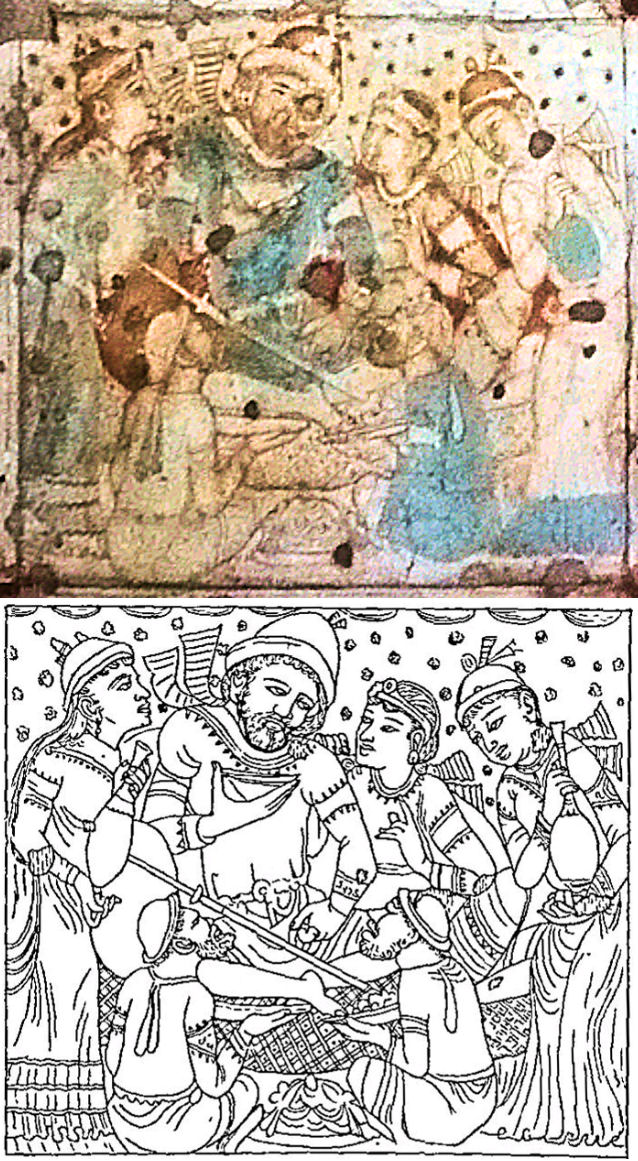
نمایی از پذیرایی از پادشاه، در غارهای آجانتا، احتمالاً سفیر ساسانیان در نزد پولاکشی دوم پادشاه هندوستان

به دنبال فتح ایران و مناطق همسایه، شاپور یکم اقتدار خود را در شمال غربی شبه قاره هند گسترش داد. کوشانی‌های قبلاً خودمختار موظف به پذیرفتن قانون مجوز وی بودند.
این کوشانی‌های غربی بودند که افغانستان را در کنترل داشتند. در حالی که کوشان‌های شرقی در هند فعال بودند. اگرچه در اواخر قرن سوم امپراتوری کوشان رو به زوال می‌رفت و در قرن چهارم با امپراتوری گوپتای هند جایگزین شد، واضح است که ساسانیان در شمال غربی هند در طول این دوره همچنان مطرح بودند.
ایران، و شمال غربی هند که قبلاً بخشی از کوشانیان را تشکیل می‌داد، به کار فرهنگی پرداختند و همچنین روابط سیاسی در این دوره، به موازات برخی اقدامات ساسانیان در سرزمینهای کوشان گسترش یافت به ویژه، کوشانی‌ها تحت تأثیر تصورشان از سلطنت ساسانی، که از طریق تجارت نقره و منسوجات ساسانی که تصویر امپراطورها در حال شکار یا عدالت پروری بر آن نقش بسته بود، گسترش یافت.
با این وجود این تبادل فرهنگی باعث گسترش شیوه‌ها یا نگرش‌های مذهبی ساسانی به کوشانی‌ها نشد. در این دوره مبادلات فرهنگی سطح پایین نیز بین هند و ایران صورت گرفت. به عنوان مثال، پارسیان شکل اولیه شطرنج را وارد کردند، چاتورانگا (فارسی میانه: چترنگ) از هند. در عوض، ایرانیان تخته نرد را به هند وارد کردند.
در زمان خسرو اول، کتاب‌های زیادی از هند آورده و به زبان پارسی میانه ترجمه شد. بعضی از اینها بعداً به ادبیات جهان اسلام و ادبیات عربی راه یافتند. نمونه بارز این، ترجمه پنچاتنترا هندی توسط یکی از وزرای خسرو، برزویه پزشک بود. این ترجمه، معروف به کلیله و دمنه، بعداً به ادبیات عرب و اروپا راه یافت.
جزئیات سفر افسانه‌ای برزویه به هند و به دست آوردن جسورانه پنچاتنترا توسط وی با جزئیات کامل در شاهنامه فردوسی نوشته شده است.

## نظام و جامعهٔ ساسانی

### شهرسازی

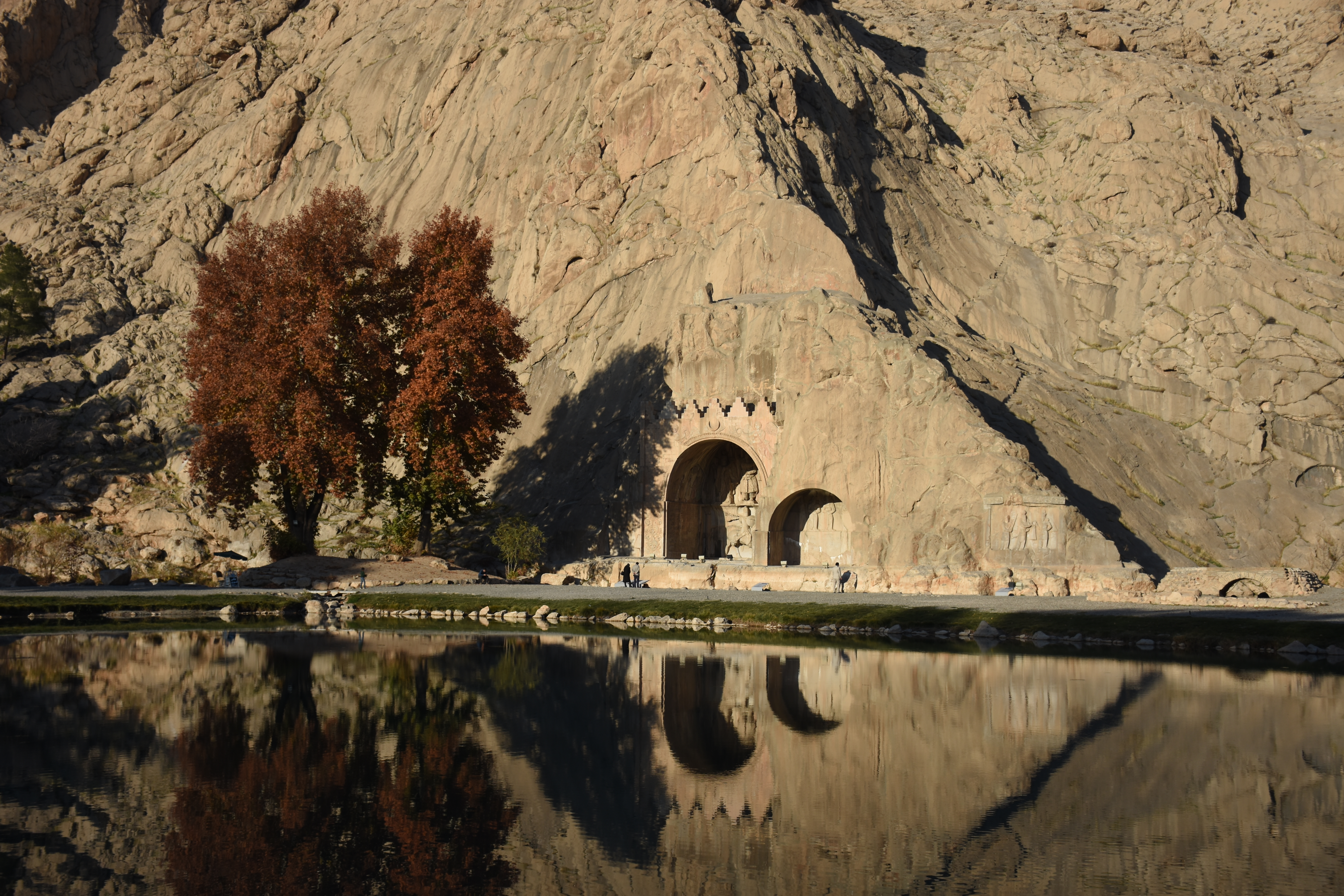
طاق بستان، واقع در شهر کرمانشاه متعلق به دورهٔ ساسانیان

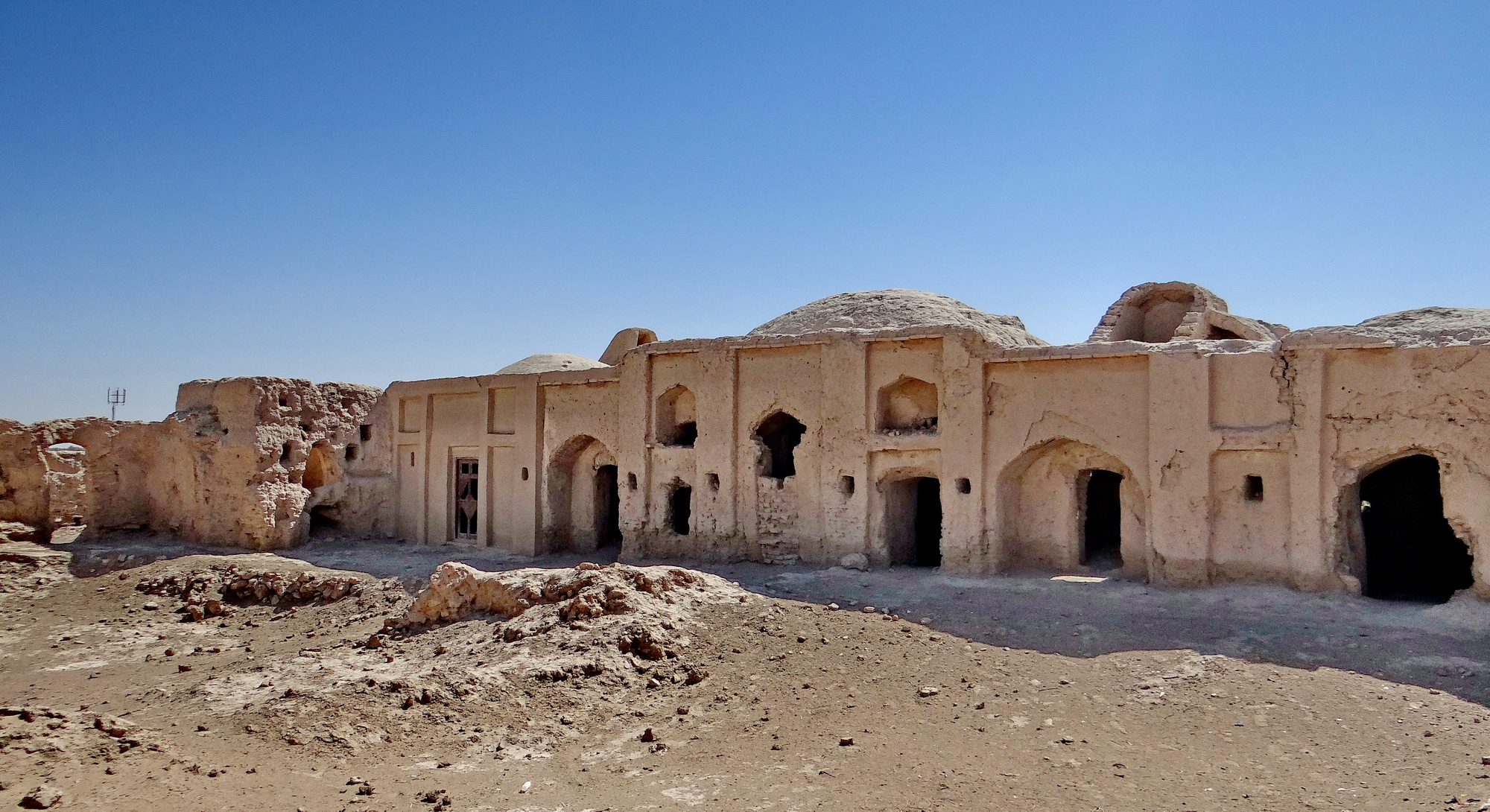
آنچه از بنای آتشکدهٔ کرکویه در سیستان باقی مانده، متعلق به دور ساسانیان

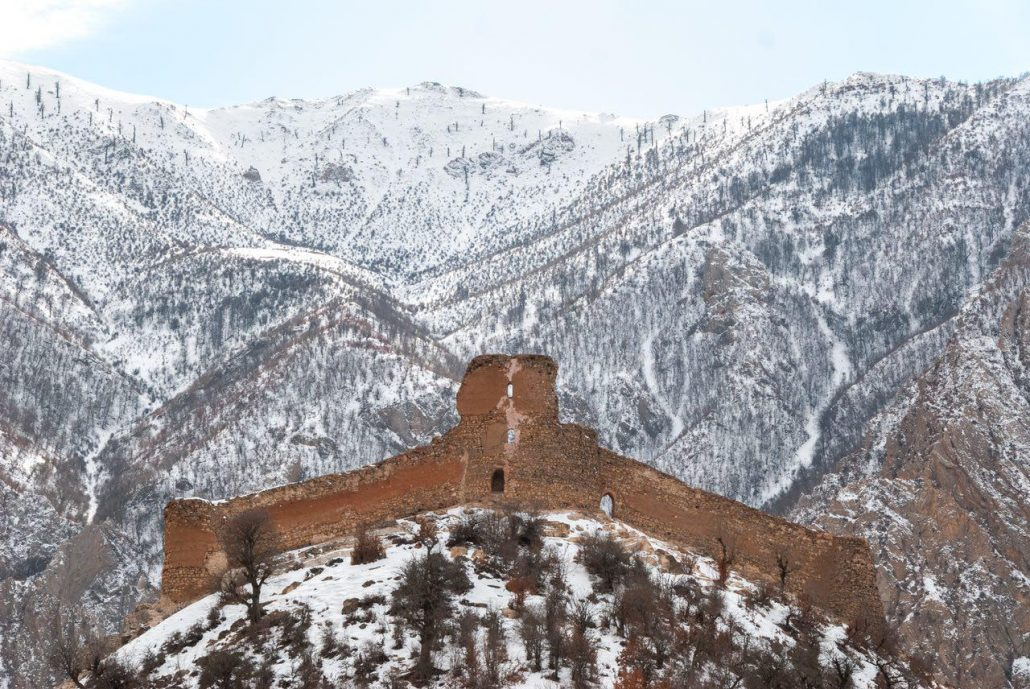
قلعهٔ کنگلو در سوادکوه که توسط اعراب نیز سقوط نکرد

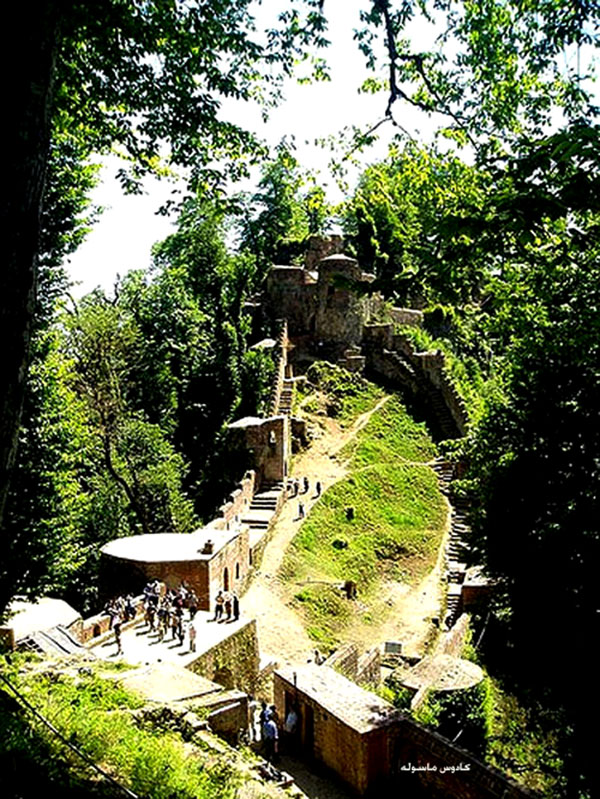
قلعهٔ نظامی رودخان، واقع در استان گیلان متعلق به دورهٔ ساسانیان

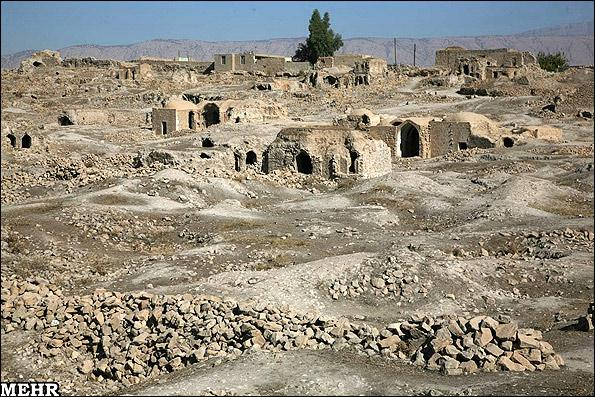
شهر تاریخی بلاد شاپور واقع در استان کهگیلویه و بویراحمد - دورهٔ ساسانیان.

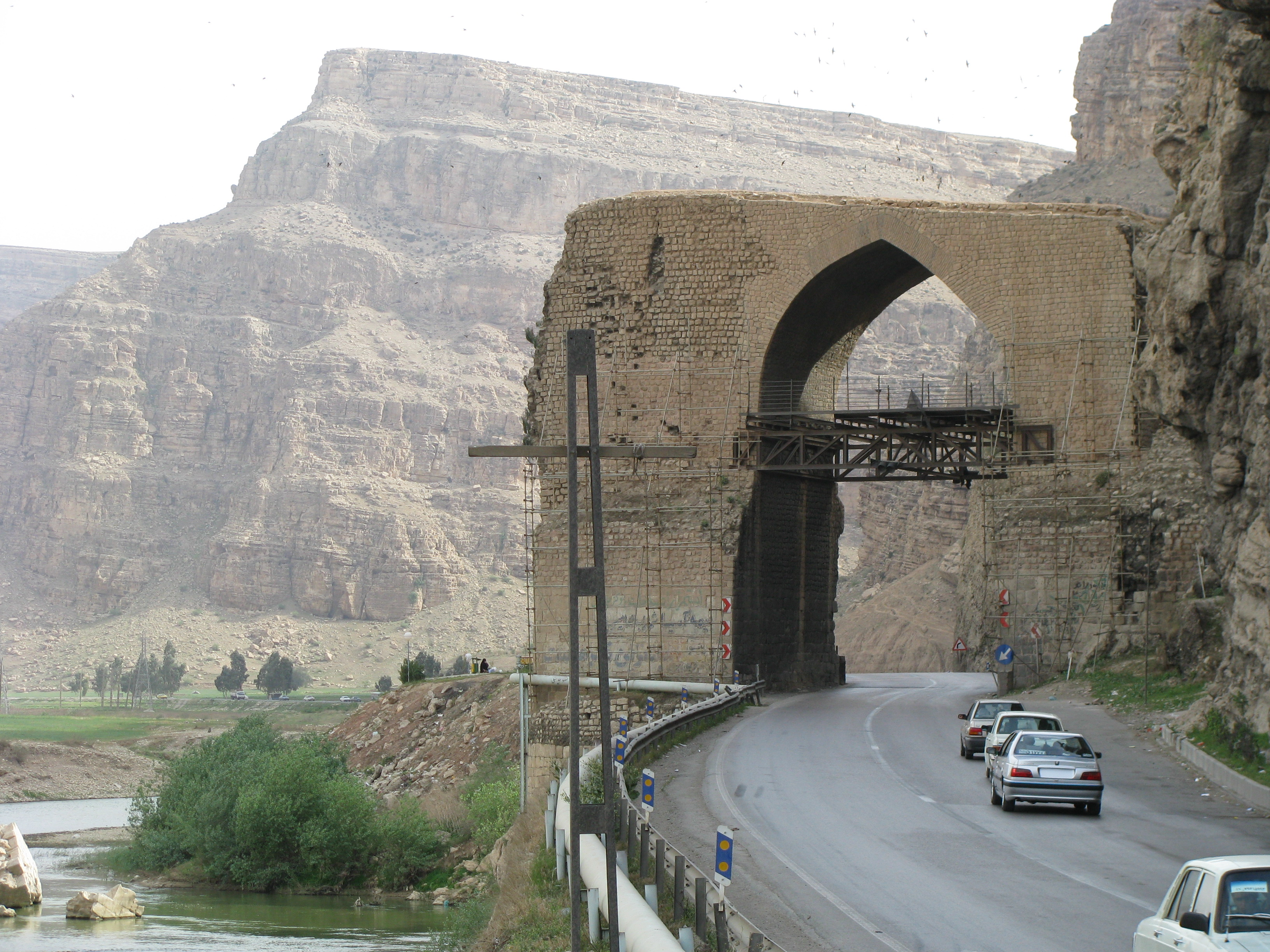
پل دختر واقع در شهری به همین نام در استان لرستان

جامعه ساسانی یک جامعه شهرنشینی بود. ساسانیان طرح‌های شهرسازی و عمرانی مدون داشتند. در پایان دوره ساسانیان، میان‌رودان بیشترین چگالی جمعیت را داشت که این به خاطر پروژه‌های شهرسازی، سدسازی و راه‌سازی ساسانیان در قلب شاهنشاهی بود. بنیان نهادن شهرها اصلی‌ترین برنامه عمرانی ساسانیان بود که پیامدهای سیاست، اجتماعی و اقتصادی برای جامعه ایران در اواخر دوره باستان داشت. متن پهلوی شهرستان‌های ایران‌شهر شور شاهان ساسانی برای بنیان‌نهادن و بازسازی شهرها به نام خودشان را نشان می‌دهد. اردشیر یکم و شاپور یکم دو تن از شاهان شهرساز ساسانی هستند. شهرهای بسیاری وجود داشتند که ساکنان آن‌ها رومی‌ها، گوت‌ها، و اقلیت‌های دینی تحت فشار مثل مسیحیت و شاید هم بت‌پرستان و دیگر اسیرانی بودند که از جنگ‌های با روم گرفتار شده بودند. این اسیرگیری‌ها و اسکان آن‌ها در شاهنشاهی باعث سکونت جمعیتی از غیرایرانی‌ها در شاهنشاهی شد که بسیاری از آن‌ها کارگران ماهر و مهندسین بودند که از آن‌ها در کار ساخت و ساز شهرها و سدها و راه‌ها استفاده شد و باعث آشنایی ایرانی‌ها با تکنولوژی رومی گردید و باعث گسترش مسیحیت در ایران شد. در مورد عشایر و قبیله‌های بیابانگرد که در فارسی میانه به آن اصطلاحاً «کرد» می‌گفتند (با قوم کرد اشتباه نشود)، شواهد کمتری وجود دارد. بر پایهٔ گزارش ابن بلخی که اظهار داشته آن‌ها در ارتش ساسانیان به خدمت گرفته شدند، نشان می‌دهد که اقوام بیابان‌گرد در نهایت توسط دولت به عنوان نیروی کار به کار گرفته شده‌اند. از جمله آن‌ها می‌توان به دیلمیان، گیلانیان، کرمانی‌ها و کردها اشاره کرد که هم در دوره ساسانی و هم در دوره اسلامی در ارتش به کار گرفته شدند.

### شاهنشاه
در راس کشور شاهنشاه قرار داشت. وقتی که کسی شانس حضور در محضر شاه را پیدا می‌کرد، شاه را پشت پرده‌ای می‌دید که از چشمان عوام دور بود. این ایده پنهان بودن شاه و عوام در روم و چین هم پیدا می‌شود، شاهان از همدیگر تقلید می‌کردند و سعی می‌کردند گوی سبقت را در تشریفات از هم بربایند. در محضر شاه فقط از طریق «پرده‌دار» (خرم‌باش) می‌شد با شاه ارتباط برقرار کرد و از طریق او بود که خواسته شاه گفته می‌شد. این موارد بخش خصوصی شاهنشاهی را تشکیل می‌دادند. در دور رویداد بزرگ، یکی نوروز و دیگری مهرگان که به فاصله شش ماه از هم قرار داشتند، شاه مردم را به حضور می‌طلبید. این جشن‌ها طبقات مختلف یا حداقل سردمداران آن‌ها را دور هم جمع می‌کرد و آن‌ها را تحت لوای شاه همبسته می‌کرد. با تبادل کردن هدایایی، یگانگی بین شاه و طبقات مختلف به شکل نمادین حفظ می‌شد. شاهان اولیه ساسانی خودشان را از نسل خدایان می‌پنداشتند و به این ترتیب یک شخص عادی نبودند و با او باید به شکل تقدس‌گونه احترام گذاشته می‌شد و دستوراتش اطاعت می‌شد. شاهان بعدی، این لقب را از روی سکه‌ها زدودند و خودشان را به تنهایی مزداپرست خواندند.

### طبقات
در جامعهٔ ساسانی چهار طبقه (پیشگ) وجود داشت که هر طبق آتش‌کده مخصوص به خود را داشت. کاهنان (آسرونان) طبقه‌ای را تشکیل می‌دادند که خود زیرمجموعه‌هایی داشت. سرکاهن (موبدان)، کاهنانی که آتش را نگه می‌داشتند (هیربدان)، الهی‌دانان متخصص (دستوران)، قاضی‌ها (دادوران) و کاهنان دانش‌آموخته (رذان). در قرن پنجم هر کدام از طبقات کاهنان یک رئیس داشتند. مهم‌ترین آتش‌کدهٔ شاهنشاهی متعلق به این دسته بود که آذرفرنبغ نام داشت. جنگاوران (ارتشتاران) دومین طبقه از اجتماع را تشکیل می‌داند و وظیفهٔ آن‌ها حفاظت از شاهنشاهی بود. در ابتدا کل ارتش توسط مقامی تحت عنوان «ایران-سپهبد» اداره می‌شد. بعدها در دوره قباد یکم و خسرو یکم، این مقام از بین رفت و ارتش به چهار قسمت (کوست) تقسیم شد که هر کدام توسط یک سپهبد اداره می‌شد. بالاترین مقام در ارتش ساسانی ارتشتاران‌سالار بود. ارتش از حکام محلی (شهرداران)، شاهزادگان خویشاوند شاه (ویسپوهران)، اشخاص عالی‌رتبه (وزرگان) و نجیب‌زادگان (آزاتان) تشکیل و حمایت می‌شد. دسته‌هایی در ارتش وجود داشت که از جمله آن‌ها سواره‌نظام (اسواران) و پیاده‌ها (پیگان) بود. بین جنگاوران و کاهنان رابطه وجود داشت که از ارزش خاصی برخوردار است، چرا که ایده «ایران‌شهر» به عنوان قلمرویی که توسط اشراف جنگجو حکمرانی می‌شد، توسط موبدان توسعه یافته بود. این باور وجود داشت که یک دسته بدون دیگری نمی‌توانست زنده بماند. در عمل، هر دسته سعی می‌کردند خواست خود را بر دیگری تحمیل کنند که این جنگ طولانی بین آن‌ها کشور را بخش کرد و موجب ضعف شاهنشاهی شد.
ارتش که به آن «سپاه» می‌گفتند به بخش‌های کوچکتری تقسیم می‌شد. سواره‌نظام مهم‌ترین بخش ارتش بود که معمولاً از وزرگان یا آزاتان و آن‌هایی که استعداد جنگی از خود نشان داده بودند تشکیل می‌شد. بر طبق گفتهٔ آمیانوس مارسلینیوس، سواره‌نظام سراپا زره می‌پوشید و کلاه‌خودی بر سر می‌گذاشت که تنها سوراخ‌هایی برای چشمان داشت. اسب آن‌ها هم تماماً زره‌پوش بود. بر طبق گفتهٔ طبری در دوره خسرو انوشیروان سلاح‌های آنان چنین بود: زره اسب، نیم‌تنهٔ زرهی سرباز، زره سینه، زره پا، شمشیر، نیزه، سپر، گرز، کمربند، تبرزین یا چماق، جعبه تیر و کمان که حاوی دو کمان به همره زه آن‌ها بود، سی عدد تیر. دیگر گونه سواره‌نظام که در جنگ‌ها استفاده می‌شدند، فیل‌بان‌ها (پیل-بانان) بودند. این حیوانات را می‌توان تانک‌های دنیای باستان فرض کرد که نزدیک بودن ایران به هند آوردن آن‌ها را تسهیل می‌کرد.
پیاده‌نظام توسط (پایگان سالار) اداره می‌شد. آن‌ها نیزه و سپر داشتند و پشت آن‌ها در خطوط جنگی، کمان‌داران بودند. دیگر بخش سپاه، ناوگان آن بود که از همان ابتدا در هنگام حمله اردشیر یکم به آن سوی خلیج فارس مورد استفاده بوده است. بر طبق طبری به نظر می‌رسد که کشتی‌های ایرانی ظرفیت ۱۰۰ نفر را داشته‌اند. رهبر ناوگان را «ناوبد» می‌گفتند.
پست‌های نظامی دیگری هم وجود داشت، مثل فرمانده دژها (ارگ‌بد)، سرپرست مرزها (مرزبان)، عنوان موروثی فرمانده توس در شرف (کنارنگ) و فرمانده ارتش (گند سالار). دومین آتشکده بزرگ کشور برای این طبقه بود که آذرگشنسب نام داشت.
سومین دسته برزگران (واستریوشان) و کشاورزان (دهگانان) بودند که وظیفهٔ آن‌ها کشت و کار در زمین‌های کشاورزی و شکوفا نگه داشتن شاهنشاهی بود و به رئیس آن‌ها واستریوشان سالار می‌گفتند. آن‌ها تولیدکننده موارد غذایی و قشر مالیات‌ده شاهنشاهی بودند. آذربرزین مهر سومین آتشکده بزرگ کشور مخصوص این طبقه بود.
چهارمین طبقه که بسیار پرشمارتر از سه طبقه دیگر بود و در دین زرتشت به شکل متفاوتی با آن‌ها رفتار می‌شد، پیشه‌ورها بودند. در متون پارسی میانه، به آن‌ها به صورت منفی نگریسته شده است. به نظر می‌رسد که این طبقه در پایین‌ترین سطح بوده است. این دیدگاه نسبت به پیشه‌ورها و بازرگانان با توجه به تعداد پرشمار آن‌ها در اواخر دوره باستان در ایران، مهم می‌نماید. این دیدگاه منفی تعداد زرتشتیان این طبق را کاهش داده و باعث شده بود تا اقلیت‌ها بیشتر در این طبقه مشغول باشند. این دیدگاه منفی خصوصاً آنجا مهم‌تر می‌شود که با ظهور اسلام، این طبقه خود را آماده پذیرش آن می‌دیدند، چرا که دین اسلام بسیار بیشتر تجارت‌پسندانه بود و محمد بن عبدالله، پیامبر این دین، خود یک تاجر بود.
در امپراتوری ساسانی، دین حکومتی زرتشتی تعیین‌کننده رابطه بین زن و مرد بود. این روابط شامل نقش زن و مرد، رسوم ازدواج و حقوق زنان در جامعه می‌شد. اصول اخلاقی، ساختار زندگی زناشویی و رسوم اجتماعی ساسانیان، توسط متون مذهبی و قوانین زمان تعیین می‌شدند. زنان گرچه از حقوق اجتماعی همچون صاحب ملک بودن بهره‌مند بودند ولی این امتیازات بسته به طبقه اجتماعی زن داشت (ممتاز، تحت انقیاد، یا مستقل).

### زنان
چند همسری رایج بود و از دیدگاه حقوق مدنی بین همسر ممتاز و دیگر همسران که گاه از طبقات پایین‌تر بودند تفاوت کامل وجود داشت. زنانی که از طبقات پایین‌تر بودند به عنوان زن خدمتکار (چاکرزن) نامیده می‌شدند و تنها فرزندان پسر آن‌ها جزو خانواده محسوب می‌شد.
ازدواج دختران معمولاً در ابتدای جوانی و حدود پانزده سالگی صورت می‌گرفت اما دختران حق انتخاب همسر داشتند. وضع زندگی شهر نشینان نسبتاً خوب بود و می‌توانستند از طریق صنعت و تجارت به دارایی زیادی دست یابند. شهرنشینان این امتیاز را نسبت به کشاورزان داشتند که از خدمات نظامی معاف بودند. روستاییان وضع بدی داشتند و تقریباً غلامان دهگانان محسوب می‌شدند. آن‌ها هم به شاه مالیات می‌دادند و هم به دهگان‌های مالک.
جایگاه زنان بستگی به طبقه اجتماعی آنان داشت. مادر و همسر شاهنشاه در بسیاری از فعالیت‌ها و تصمیم‌گیری‌ها آزاد بودند و مهرها و سنگ‌نگاره‌های بجا مانده از آن دوره که حضور آن‌ها در مراسم «بزم» را نشان می‌دهد، نشان از ارزش آنان دارد. آن‌ها به همراه مردان در شکار، می‌گساری و بزم‌ها شرکت داشتند، لباس‌های فاخر می‌پوشیدند و حتی دو زن از میان آن‌ها به مقام شاهنشاهی رسیدند. هرچند که روایات در مورد پوران‌دخت و آذرمیدخت این‌گونه است که هیچ فرزند پسری نبوده تا بر روی تخت شاهنشاهی بنشیند، همینکه این دو زن به عنوان شاهنشاه حکومت کردند، نشان از پذیرش آن‌ها توسط موبدان و روحانیان دارد.
متون پارسی میانه زرتشتی که توسط موبدان مرد نوشته شده است، دیدگاه آنان را بازتاب می‌دهد. بر طبق گفتهٔ de Jong در یک کلمه می‌توان چیزی که موبدان از زنان می‌خواستند را تشریح کرد: «فرمان‌برداری». زنان عموم به چشم اموال مرد دیده می‌شدند و دارای قیمت بودند (۵۰۰ ستیر). بسیاری از ممنوعیت‌های مذهبی تنها در مورد زنان غیراشرافی اعمال می‌شدند. زنان به عنوان موجودهایی دیده می‌شدند که می‌توانستند شاهنشاهی را به خرابی بکشانند. در بندهشن آمده است که اهورا مزدا نتوانسته موجود دیگری را غیر از زنان برای بچه‌آوردن بیافریند، وگرنه آنان را خلق نمی‌کرد. این می‌تواند به این معنی باشد که زنان در ذهن موبدان و مردان «اهورامزدایی» نبودند. در متون پارسی میانه زرتشتی آمده است که زنان باید محجوبانه لباس بپوشند. آرایش کردن و کلاه‌گیس برای زنان احتمالاً ممنوع بوده است، چرا که در ارداویراف‌نامه آمده است که زنی که بر صورتش «رنگ نهاده» و از موی دیگران استفاده کرده و چشم پارسایان را به گناه کشیده، به دوزخ افکنده شده. قوانینی وجود داشته که زنان را از مشارکت در فعالیت‌های روزانه همچون آشپزی، تمیزکاری و برقراری تماس با آتش مقدس در ایام قاعدگی بازمی‌داشته. زنانی که در دوره قاعدگی آمیزش برقرار می‌کردند، سزاوار مرگ بوده‌اند (مرگ‌ارزان). مردان می‌بایست از زنانی که در دوره قاعدگی بودند پرهیز می‌کردند، چرا که زنان در این هنگام خطرناک‌ترین چیز برای موجودات زنده بودند. بر طبق وندیداد، آن‌ها را باید در حصار (دشتانستان) زندانی می‌کردند تا دوره قاعدگی آن‌ها تمام شود. زنان همتراز با کوکان و برده‌ها بودند و کابین یک زن ۲۰۰۰ درهم بود که برابر با قیمت یک برده بود. وقتی که زنی به سن ۹ سالگی می‌رسید، باید ازدواج می‌کرد. این سن برای پسران ۱۵ سالگی بود. این سنین سن ایدئال محسوب می‌شدند و در پایان دنیا، زنان و مردان در این سن وارد بهشت می‌شدند. زنان در هنگام روز باید سه بار در جلو شوهران خود زانو می‌زدند و از آن‌ها می‌پرسیدند که چیزی می‌خواهند یا نه، یا چگونه می‌توانند او را خوشحال کنند. چند نوع ازدواج وجود داشت. زن اصلی یک مرد با اختیارات تام، زن «پادیخشای» نام داشت، که نسبت به دیگر زنان از حقوق بیشتری برخوردار بود. اگر یک شوهر (شوی) نازا بود، می‌توانست همسر خود را به عنوان «چگر» بدهد که در آن زن با یکی از خویشان نزدیک مرد ازواج می‌کرد تا فرزندی برای شوهر اصلی خود بیاورد. اگر مردی بدون داشتن یک فرزند پسر می‌مرد، وظیفهٔ دخترش بود که «ستور» شود، به این معنی که باید با یکی از خویشاوندان مرد، فرزندی بیاورد که اموال مرد به او ارث می‌رسید و زنجیره خانوادگی را حفظ می‌کرد.

زنان همچنان می‌توانستند تقاضای طلاق (هلشن یا ابیزاری) دهند و یک گواهی طلاق دریافت کنند. یک مرد می‌توانست زن خود را در صورت نازا بودن، زنا کردن (گاداری) سحر و جادو (جادوگی)، عدم انجام وظایف ضروری، عدم تمکین و رعایت نکردن دوره حبس در حین قاعدگی، طلاق دهد.
قوانینی برای حفاظت از زنان وجود داشت، برای مثال اگر به‌طور غیرقانونی زنش را طلاق می‌داد، زن هنوز می‌توانست مقداری تاوان دریافت کند، حتی اگر مرد اموالش را خیرات کرده بود. قانون ایجاب می‌کرد که بخشی از آن ثروت به زن برسد. بر طبق مدیان هزار دادستان، به نظر می‌رسد که اگر زنی طلاق می‌گرفته، می‌توانسته املال یا جهازی که با خودش آورده بود را نزد خود نگه دارد، اما درآمدهای آن به شوهر می‌رسید. مردان دارای امتیاز بالاتر می‌توانستند دو زن داشته باشند (ابوگ یا به فارسی هوو) و شاهان ساسانی می‌توانستند تعداد بیشتری زن داشته باشند. پدر همه‌کاری بود و می‌توانست زن و فرزندان خودش را در صورت ناتوانی از فراهم کردن معاش خانواده، به فروش برساند. اگر به زن شوهرداری تجاوز می‌شد، او ۳۰۰ ستیر و ۵۰۰ ستیر دیگر برای ربوده شدن دریافت می‌کرد و اگر پیش از پا به سن گذاشتن به او تجاوز می‌شد، ۱۲۰۰ درهم به او داده می‌شد. آمیزش در خارج از ازدواج دزدی محسوب می‌شد. زنان یک نیروی بالقوه برای دور کردن مرد از عقاید مذهبی محسوب می‌شدند که خصوصاً این‌طور پنداشته می‌شد که می‌توانستند با نیروی جنسی خود مردان را از مذهب دور کنند، اما نه تا حدی که جلوی بچه‌آوردن گرفته شود. آمیزش کردن یک مرد با زنی نازا، گناه محسوب می‌شد، چرا که منی خود را به هدر داده است. زن یا دختر جوانی که نمی‌خواست ازدواج کند سزاوار مرگ بود (مرگ‌ارزان). به مردان پیشنهاد شده که «زنانی که شرم دارند را دوست داشته باش»، «زن جوان را به زنی گیر». همچنین در متون پارسی میانه دیدگاه‌های منفی نسبت به زنان وجود دارد «زنان را خرد نیست»، «رازت را پیش زنان مبر»، «زنی که فرمان‌بردار شوی نیست را به زنی مگیر»، «به زنان اعتماد نکنید تا پشیمان و شرم‌گین نشوید» و به مردان جوان پیشنهاد شده که زن پیر نگیرند، که مجموع این موارد نشان از دیدگاه منفی مردان نسبت به زنان دارد.
تنها یک چیز شایسته بود که «اثر اهریمنی لواط» را خنثی می‌کرد و آن «ازدواج با خویشان» یا خویدوده بود. در مورد این نوع ازدواج گمانه‌زنی‌های فراوانی شده است. اما بر طبق گفتهٔ تورج دریایی، در کنار گواهی منابع خارجی، هر کس که بتواند اوستایی یا پارسی میانه بخواند، که این خویدوده هرچه بوده، در دوره ساسانیان انجام می‌شده. بر طبق گفتهٔ فرای، ریشه این رسم اگر زرتشتی نباشد، احتمالاً ایلامی بوده است که هخامنشیان از آن برای خالص نگه داشتن خون شاهی استفاده می‌کردند، اما انجام آن در بین عوام با شواهد کمتری همراه است. کرتیر ذکر می‌کند که بخشی از کارهای سودمندانه‌ای که کرده این بوده است که خویدوده‌های زیادی را ترتیب داده است. در متون پارسی میانهٔ متأخر هم از مزایای این ازدواج گفته شده. در دینکرد سوم (فصل هشتاد) سه نوع از این ازدواج آورده شده، بین پدر و دختر، مادر و پسر و در نهایت بین برادر و خواهر. در کنار جنبه مذهبی آن، خویدوده روشی برای نگه داشتن ثروت و خانواده به صورت بی‌کم‌وکاست است، چرا که در صورت وصلت با خانواده‌ای دیگر، بخشی از ثروت از دست می‌رفت.

### مجازات‌ها
مجازات ابزاری بود که توسط دولت برای کنترل جامعه استفاده می‌شد. تازیانه زدن، بریدن بخش‌هایی از بدن و داغ‌گذاری در ایران ساسانی استفاده می‌شد. برای مثال، عدم حضور در دربار در حین یک دزدی یا اگر شوهر در دوران قاعدگی برای همسرش غذا فراهم نمی‌کرد یا دزدی می‌کرد، به او داغ گذاشته می‌شد و اگر یک شخص چهار بار برای جرم‌های گوناگونی داغ‌گذاری می‌شد، برای تمام عمر در حبس می‌ماند. یک مجازات دیگر که برای تحقیر بکار می‌رفت، این بود که شخص را بر روی یک حیوان، معمولاً یک میمون قرار می‌دادند و او را در خیابان‌ها رژه می‌بردند. بریدن درختان، آلوده کردن آب‌ها و دریاچه‌ها و زمین، گناه محسوب می‌شد. به گفتهٔ تورج دریایی، این کار باعث شده بود تا آلودگی‌های محیطی و میزان آسیب‌پذیری طاعون نسبت به امپراتوری روم شرقی کمتر باشد. از آنجا که آب مقدس بود، موبدان زرتشتی روش‌های هوشمندانه‌ای برای دور زدن محدودیت آلودگی آن استفاده از آن برای شست‌وشو و نظافت پیدا کرده بودند؛ مثلاً حمام‌ها در شهرها نزدیک به آتشکده‌ها و جاهایی بنا می‌شد که جشن‌های فصلی (گاهنبارها) انجام می‌گرفتند.
دیگر گناه مهمی که سزاوار مرگ بود، لواط (کون‌مُرزی) بود. در مینوی خرد آمده است که اهریمن دیگر دیوان و پلیدان را با انجام عمل لواط با خودش به وجود آورده است. اگر مردی ناخواسته لواط می‌کرد، سزاوار تازیانه و اگر به میل خویش چنین کاری می‌کرد، سزاوار مرگ بود.
دفن کردن مردگان هم گناه شمرده می‌شد. اجساد مردگان در مکان‌هایی به نام دخمه در معرض دسترس کرکس‌ها و سگ‌ها قرار می‌گرفتند. دلیل این کار این بود که آن‌ها بر این باور بودند وقتی روح بدن را ترک می‌کند، بدن شروع به تجزیه می‌کند و آلوده می‌شود. غیر زرتشتیانی که در شاهنشاهی زندگی می‌کردند، مثل مسیحیان، قبرها را بالاتر از سطح زمین درست می‌کردند که برای زرتشتیان قابل پذیرش بود. اما با حمله مسلمانان، دیده می‌شود که آن‌ها اجساد را در زمین دفن می‌کردند که از نظر زرتشتیان آلوده کردن زمین بود.
همچنین لازم است ذکر شود فرخ مرد بهرامان قاضی هم دوره خسروپرویز، آیین دادرسی قضایی دوره ساسانیان را با نگارش کتاب مادگان هزار دادستان در شهر گور پایه‌ریزی نموده است.

### فولکلور
در متن پهلوی خسرو و ریدگ برخی از غذاها، نوشیدنی‌ها، دسرها و بازی‌های اشرافی سخن رفته است. بر روی بشقاب‌هایی که از آن زمان به جا مانده، شاه را نشسته می‌بینیم که نوازندگانی دور آن مشغول نواختن هستند و دخترانی هم با آهنگ آن می‌رقصند. چندین گونه موسیقی‌دان و آلت موسیقی وجود داشته است که از جمله آن چنگ‌سرای، وین‌سرای، وین-کنار-سرای، سور-پیک-سرای، تنبور-سرای، بربوت-سرای، نای-سرای و دومبگ-سرای است.
از جمله شعبده‌بازی‌ها و کارهای نمایشی رایج در آن عصر می‌توان به رسن-وازیگ، زنجیر-وازیگ، دار-وازیگ، مار-وازیگ، چمبر-وازیگ، تیر-وازیگ، تاس-وازیگ، وندگ-وازیگ، اندروای-وازیگ، میخ و سپر-وازیگ، زین-وازیگ، گوی-وازیگ، سیل-وازیگ، شمشیر-وازیگ، ورز-وازیگ، شیشگ-وازیگ، کبیگ-وازیگ اشاره کرد که در جلوی دربار انجام می‌شدند، و آشپز (خوالیگر) با دقت در کنار آتش و غذا می‌ایستاد و دهانش را می‌بست تا غذای سلطنتی را آلوده نکند.

### برده‌داری
واژه وردگ یا برده برای اولین بار در کتیبه‌های ساسانی قرن سوم به معنای اسیر ثبت شده است. منبع اصلی بردگان در شاهنشاهی ساسانی اسیران جنگی بودند. قوانین برده داری ساسانیان بسیار متفاوت با دیگر حکومت‌های ان عصر بود.
برخی از قوانین حاکم بر مالکیت و رفتار با بردگان را می‌توان در کتاب حقوقی به نام مادیانِ هَزار دادِستان، مجموعه ای از احکام قضات ساسانی یافت.
برخلاف قوانین مرسوم ان دوران دادگاه‌های ساسانی اسیران یا بردگان را به‌طور کامل به عنوان کالا در نظر نمی‌گرفت. به عنوان مثال، بردگان اجازه داشتند سه روز در ماه استراحت کنند. در پرونده‌های مربوط به خود در دادگاه شهادت دهند یا حق داشتند از صاحبان خود شکایت کنند.
رفتارهای خشن نسبت به بردگان می‌توانست منجر به کشاندن صاحبان آنها به دادگاه شود. پرونده ای در دادگاه مربوط به برده‌ای که صاحبش سعی کرده او را در رودخانه دجله غرق کند، ثبت شده است.
تعداد زیادی برده وجود داشت که بر طبق کاربرد، اصل و جنسیت طبقه‌بندی می‌شدند. برده‌های زن (بندگ پریستار) رایج بودند و مردان خانه بر روی آن‌ها کنترل تام داشتند و می‌توانستند از آن‌ها بچه‌دار شوند. مردمانی که در قرض بودند یا تصمیم داشتند مقداری از زمان خود را در آتشکده‌ها خدمت کنند هم در دسته بردگان قرار می‌گیرند. برده‌ها به اجازه صاحب یا در حین مرگ او آزاد می‌شدند. برده‌ها مزد دریافت می‌کردند و قادر بودند خانواده خودشان را داشته باشند.

## آموزش و هنر

### آموزش
از دورهٔ ساسانیان، به دلیل باقی ماندن آثار و منابع مکتوب پر شمار، اطلاعات درخوری دربارهٔ وضعیت و شرایط آموزش و تربیت وجود دارد. شواهدی وجود دارد که بیانگر آن است برخی از گروه‌های اجتماعی مانند پیشه‌وران و بازرگانان در ایران باستان، مخصوصاً در دوره ساسانیان، تلاش می‌کردند تا فرزندانشان بتوانند در مدرسه تحصیل کنند. کریستن سن، در یکی از آثارش بدان اشاره می‌کند که، گروه بسیاری از بازرگانان شهرها، دستِ کم، خواندن، نوشتن و حساب می‌دانستند.

### هنر ساسانی

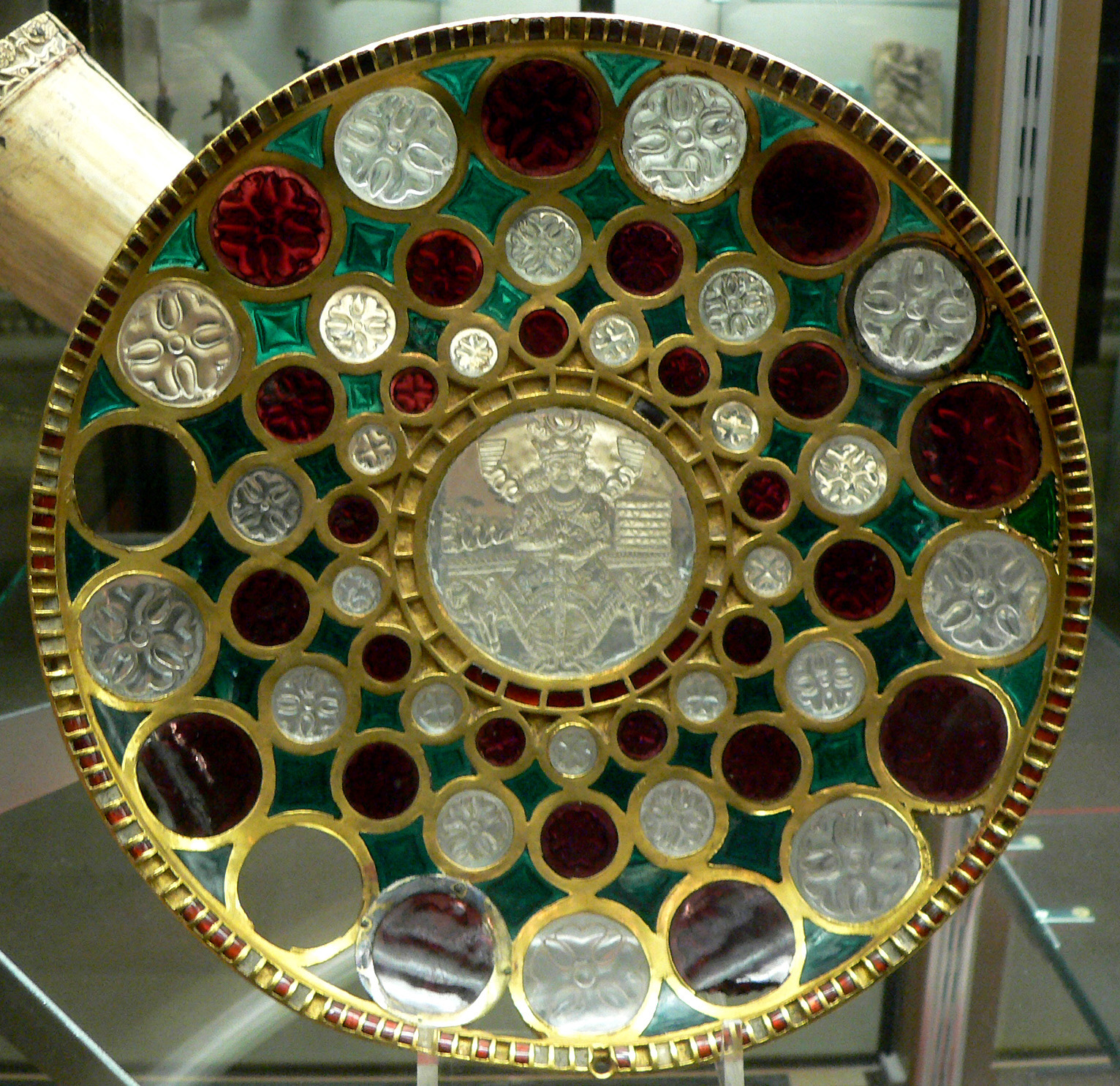
یک جام با نقش خسرو در وسط آن

هنر ساسانی اساساً با «جهان بینی مذهبی» همراه است و هر چند ادامه هنرهای قدیم ایران و هخامنشی و پارتی است و تحت تأثیر جریان‌های مختلفی که از سمت شرق و غرب به سوی این هنر سرازیر بود. شکل گرفته است، اما ویژگی‌های خاص خود را نیز دارد.

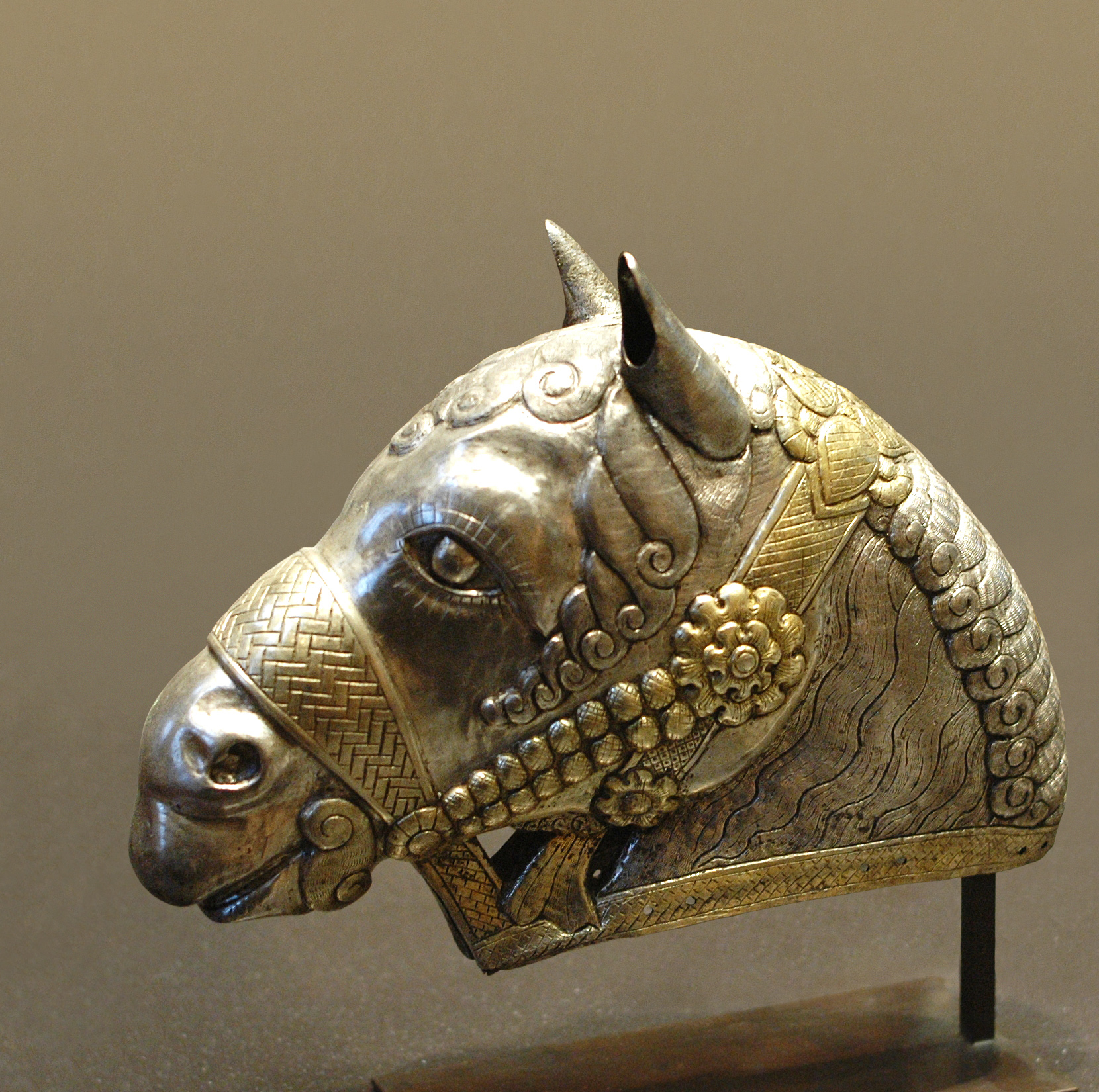
سر اسب نقره و طلا کاری شده، قرن چهارم

گسترش طاق‌های نیم دایره و شلجمی با دهانه فراخ و کنگره‌های واقع بر طاق از ویژگی‌های هنر معماری ساسانیان در اوایل تأسیس این حکومت است. در آثار معماری ساسانی نوعی عناصر قدیمی و کهنه که مربوط به دوره هخامنشی است به چشم می‌خورد که ناشی از فرهنگ محلی مشابه این دو سلسله است. این آثار در کاخ فیروزآباد در قلعه دختر و ابنیه مربوط به شاپور اول در بیشاپور قابل رویت هستند.
گچبری که پارت‌ها در کاخ‌ها و بناهای مذهبی استفاده کرده‌اند، در دورهٔ ساسانی رونق ویژه‌ای یافت. بخش عظیمی از تزیینات وابسته به دوره ساسانی گچبری است. در بناهایی مانند طاق کسری در تیسفون نمونه‌های زیبایی از موتیف‌های گچبری یافت شده است؛ و همچنین در قلعهٔ یزدگرد هم بهترین طرح‌های هندسی و گل و گیاه و موضوع نقوش گچبری هستند. در بناهای دیگر عهد ساسانی تاق کسری، تخت سلیمان، فیروزآباد و سروستان نیز طرح‌ها و نقش‌های فوق‌العاده زیبای گچبری استفاده شده است که این طرح‌ها نقش‌ها در معماری دورهٔ اسلامی به شکل جالبی بدون استفاده از نقوش ذی‌روح به کار گرفته می‌شود. از تزیینات دیگر وابسته به دورهٔ ساسانی استفاده از موزاییک کاری است؛ که به نحو شایسته‌ای در ایوان‌های شرقی و غربی کاخ بیشاپور در شهر بیشاپور استفاده شده است. موزاییک یعنی استفاده از قطعات کوچک سنگ رنگی که مهم‌ترین نمونه‌های آن در مکان یادشده یافته شده‌اند، در خصوص ظروف نیز اکثر ظروف دوره ساسانی از فلزات ساخته می‌شده است، بیشتر ظروف از جنس نقرهٔ زراندود شده هستند در برخی از ظروف غنی ی نقره به ۹۰ درصد می‌رسد.
نقوش.
در هنر ساسانی به وضوح می‌توان نقوش جانوری انسانی گیاهی و اساطیری را مشاهده کرد، در هنر ساسانی زنان به وضوح به تصویر کشیده شده‌اند و از نقوش حیوانی می‌توان به جانورانی چون (اسب شیر پلنگ و گراز) اشاره کرد، و اما در نقوش گیاهی درختان انگور و سرو آشکارا قابل مشاهده هستند در خصوص نقوش اساطیری نیز موجودی چون سیمرغ چه بر روی ظروف و چه بر روی اجناس بافتنی قابل مشاهده است.

## رویهٔ حقوقی
در دوره ساسانی مبنای اصلی حقوق اوستا و زند (تفاسیر اوستا) و اجماع نیکان به معنای مجموعه فتاوای موبدان بود. بالاترین مقام در دعاوی حقوقی را موبدان موبد می‌دانستند. در سیستم حقوقی ساسانی در جهت پرهیز از به درازا کشاندن دادرسی تدابیری وجود داشت از جمله اینکه برای ارائه و احضار شهود مهلت‌هایی پیش‌بینی شده بود. در مواردی طرفین می‌توانستند از قاضی پیش قاضی بالاتری شکایت کنند. اگر قاضی نمی‌توانست در مورد بیگناهی یا گناه کاری فردی به قطعیت دست یابد کار به آزمون می‌رسید. آزمون به دو گونهٔ گرم و سرد بود. آزمون گرم عبور از آتش و آزمون سرد نوشیدن آب آلوده به ترکیبات گوگرد بود (واژه کنونی سوگند در فارسی به همین معناست).
مجازاتها معمولاً نسبت به مجازات‌های امروزی بسیار سنگین و سخت بود. مجازات ارتداد، خیانت، فرار از جنگ یا راهزنی مرگ بود. مجازات دزدی، هتک ناموس یا ستم بر دیگران نیز اعدام یا مجازات‌های بدنی سخت بود. برای دزدی لباس در سرما یا غذا در موقع قحطی یا در موارد نظیر آن تخفیف‌های در نظر گرفته شده بود. زندان معمولاً روشی برای از میان برداشتن بی‌سر و صدای مخالفان مهم سیاسی بود. اعدام‌ها معمولاً با شمشیر انجام می‌شد اما در مواردی چون خیانت به دین یا شاه اغلب فرد را مصلوب می‌کردند.

## اقتصاد
کشاورزی با سیستم‌های آبی ممتاز، پایهٔ اقتصاد ساسانی و سهمِ آن در اقتصاد ملی، بیشتر از بازرگانی بود. در دورهٔ ساسانیان از دو مسیر تجاری بهره‌برداری شده است؛ راه ابریشم در شمال و راهی دیگر در سواحل جنوبی کشور. کارخانه‌های شوش، شوشتر و گندی‌شاپور نیر برای محصولات ابریشم خود شهرت یافته بودند و با کارخانه‌های چینی رقابت می‌کردند.
شیوه اصلی تولید و منبع درآمد و امرار معاش مردم در ایران کشت و برز و کشاورزی بود. محصولات کشاورزی عبارت بودند از غلاتی نظیر جو، چاودار، ارزن، حبوبات، علوفه، الیاف برای ریسندگی، میوه‌هایی نظیر انگور، انجیر، پسته و بادام، خرما و سبزی‌ها و نیز برنج و باغات زردآلو و زیتون. ساسانیان به توسعه کشاورزی بسیار علاقه داشتند و می‌دانیم که در خوزستان و عراق زمین‌های کشاورزی گسترده و قابل کشتی وجود داشته است.
انقوزه، ریواس، پسته ایرانی و گردوی ایرانی (Persicum) از جمله گیاهان و درختانی بودند که رومی‌ها کشت آن را در سرتاسر اروپا گسترش دادند.
فرای اعتقاد دارد که خصوصیات زمین‌دار یا فئودال در خاورمیانه تا حد زیادی با فئودالیسم اروپا فرق داشته است. این یافته‌ها را تحقیقات باستانشناسی در جنوب غربی ایران نیز تأیید می‌کند که در کنار روستاها قصرها و قلعه‌ها و دژهایی وجود نداشته‌اند.
در ایران انواع گوناگونی از زمین‌داری یا اجاره داری زمین نظیر «زمین‌های دولتی»، «زمین‌های وقفی»، «زمین با مالکیت جمعی»، وجود داشت و زمین را برای اهداف خیریه نیز وقف می‌کردند. اما مهم‌تر از چگونگی مالکیت زمین موضوع تسلط بر آب بود و از این رو مالکیت «قنات‌ها» اهمیت بسیار بیشتری داشت. برخلاف جامعه فئودالی اروپای قرون وسطی، آب در ایران ساسانی ارزش بیشتری از زمین داشت.
شغل‌هایی که در بازارها رایج بوده عبارتند از آهنگری، قالب‌کاری با آن (آهِن-پَیکَر)، نقره‌کار (اَسیم‌گر)، قالب‌کاری با نقره (اَسیم-پَیکَر)، سازنده سقف (اشکوب-کَردار)، ریسمان‌ساز (بَنْدْکار)، آن‌هایی که با هاون کار می‌کردند (دیگ‌ساز؟) (چاروگر)، چلنگر، خیاط (دَرزیگ)، سازنده لباس (وسترگ-کَردار)، قوری چینی‌ساز (دوشین‌گر یا جامیگ-پَز)، نجار (دورگر)، شوینده (گازَر)، کفاش (کفش‌گر)، کفاشی که نوعی کفش با ریسمان می‌ساخت (سورگر)، کوزه‌گر (کولْوارگر)، نانوا (نانباگ)، نگارگر کتاب‌ها (نیبیگان-نیگار)، نقاش (نیگارگر)، فنجان‌ساز (پَیال‌گر)، دباغ (پوست‌گر)، (پولاود-پیکر)، رنگرز، سازنده‌های مختلف (رازان)، آرایشگر (ورس-ویرای)، خیمه‌ساز (ویان‌گر)، آشپز (خوالیگر)، سازنده سفره؟ (خوان‌گر)، زرگر، سازنده زین (زین‌گر). نظارت کردن بر فعالیت و قیمت‌های بازار بر عهده (وازاربد) بوده است که حداقل از قرن سوم وجود داشته است.

## فرهنگ
تمدن غنی و بزرگی که در دوره ساسانیان در ایران پدید آمد در پیشرفت تمدن و فرهنگ ملل آسیا و اروپای شرقی تأثیر به سزایی داشت. این فرهنگ میراث دار فرهنگ هخامنشیان که آن نیز در سرزمین پارس پدید آمده بود شد و جانشینی برای سلوکیان و اشکانیان بود. در فرهنگ ساسانیان عناصر ملی ایران حتی بیش از دوره اشکانیان ظاهر می‌شوند و وسعت و گسترش بسیاری به‌لحاظ زمانی دارند. حتی پس از حمله اعراب نیز تأثیرات پر قدرت این فرهنگ ادامه یافت.

## ساسانیان در شاهنامه
در ادبیات ایران از ساسانیان بسیار گفته‌ند. فردوسی در بخش دوم شاهنامه و پادشاهی یزدگرد سوم چنین می‌آورد.
| بر ایرانیان، زار و گریان شدم    |  | ز ساسانیان نیز، بریان شدم    |
| چو با تخت، مِنبَر برابر شود،      |  | همه نام، بوبکر و عمَّر شود     |
| نه تخت و نه دیهیم بینی، نه شهر  |  | کز اختر، همه تازیان راست بهر |
| از این، مارخوار اهرمن‌چهرگان،    |  | ز دانایی و شرم، بی‌بهرگان،    |
| نه گنج و نه نام و نه تخت و نژاد |  | همی داد خواهند، گیتی به باد  |

— فردوسی

## ادیان در دوران ساسانیان

### آیین مانوی
در دوران پادشاهی شاپور اول مانی ادعای پیامبری و مذهبی تازه آورد که از اختلاط سایر ادیان و مذاهب فراهم ساخته شده و در شرق و غرب دنیای آنروز گسترش یافت. مانی در بابل زاده شد و یک پزشک بود. به نظر می‌رسد که در ابتدا با والدینش زندگی می‌کرده که در آنجا تحت تأثیر مسیحیت و گنوستیک بوده است. دین او از هر جهت یک دین دوگانه‌پرستی بود و خودش در شاپورگان آن را مبتنی بر دو اصل (دو بن) می‌شمارد. چون این سیستم دوگانه‌پرستی بود، از فرهنگ اصطلاحات زرتشتی برای تبلیغ دینش برای کسانی که با این اصطلاحات آشنا بودند استفاده می‌کرد که این می‌تواند خود نشانی باشد که دین زرتشتی در قرن دوم دینی مهم بوده است. مانی به هندوستان و چین سفر کرد و در آنجا با مفاهیم دین‌های غیرابراهیمی مثل هندوئیسم و بودیسم آشنا شد، که شاید همین اختلاط‌آمیز بودن و جهانی‌گرایی موجب علاقه شاپور یکم به آن دین شده باشد. چیزی که موجب محبوبیت مانی شد این بود که او در بابل زندگی می‌کرد که افراد مختلف با باورهای گوناگون در آن سکونت داشتند. شاپور یکم به او اجازهٔ تبلیغ دینش را داد و مانی یکی از کتاب‌هایش که شاپورگان نام دارد را به او تقدیم کرده است. مانی دوباره به ایران بازگشت، در دوران پادشاهی بهرام یکم مؤبدان زرتشتی، همچون کرتیر از پیشرفت دین مانی بیمناک شده، مانی بازداشت و به زندان افکنده می‌شود. پس از مرگ مانی در زندان، توجه مانویان به آسیای میانه، سرزمین ترکان و چین جلب شد و در آنجا پیروانی یافتند. این آیین در غرب به استثنای مصر، به علت محبوبیت و قدرت روزافزون مسیحیت خیلی موفق نبود.

### دین زرتشت
تحت حاکمیت اشکانیان، آیین زرتشت به تغییراتی در مناطق مختلف تقسیم شده بود که شاهد ظهور خدایان محلی فرقه نیز بود. برخی از این تغییرات از سنت‌های مذهبی ایرانی و برخی دیگر نیز از سنت یونان باستان گرفته شده بودند. وقتی اسکندر مقدونی امپراتوری ایران زمان داریوش سوم را فتح کرد بت‌پرستی یونانی و عقاید مذهبی گسترش یافته و با آیین زرتشت آمیخته شد. فرایندی از سنتز مذهبی و فرهنگی یونانی- پارسی که در دوران اشکانیان نیز ادامه داشته است. با این حال، در زمان ساسانیان، یک آیین زرتشتی ارتدکس احیا شد و این دین تحولات بیشمار و مهمی را تجربه کرد.
رابطه پادشاهان ساسانی و مذاهبی که در امپراتوری آنها وجود داشت پیچیده و متنوع بود. به عنوان مثال، در حالی که شاپور یکم انواع آیین‌ها را تحمل و تشویق می‌کرد و به نظر می‌رسد که خودش پیرو آیین زروانی بوده است، اقلیت‌های مذهبی در بعضی مواقع تحت سلطنت پادشاهان بعدی مانند بهرام دوم سرکوب می‌شدند. از طرف دیگر، شاپور دوم، گروه‌های مذهبی به جز مسیحیان را تحمل کرد، که در پی تغییر مذهب کنستانتین آنها را تحت آزار گرفت.

### مسیحیت و یهودیت
از سنگ‌نگاره‌ای که از کرتیر بجا مانده، آزار و اذیت یهودیان، بوداییان، هندویان، Nazarenes، مسیحیان، مندائیان و مانویان مشهود است. خط بعدی نشان می‌دهد که بت در شاهنشاهی وجود داشته یا پرستش می‌شده که شاید اشاره به تندیس‌های رهبران و معلمان بودایی/مسیحی باشد. بر طبق گفتهٔ تورج دریایی، واژهٔ بت در زبان فارسی از واژهٔ بودا گرفته شده است. مسیحیان هم در ابتدا مورد آزار و اذیت قرار داشتند، هم به خاطر نگرش جهانی آن‌ها (همچون مانویت)، و هم به این خاطر که ممکن بود جایگاه کیش زرتشتی را به خطر بیندازد. با یهودیان بسیار بهتر رفتار می‌شد. در متون پارسی میانهٔ غیر دینی، رابطه نزدیک شاهنشاه و جمعیت یهودی مشهود است. برای مثال در شهرستان‌های ایران‌شهر گفته شده همسر یزدگرد اول و مادر بهرام گور، شیشین‌دخت یهودی و فرزند رأس جالوت بوده. بر طبق گفتهٔ تلمود، یزدگرد اول رابطه نزدیکی با یهودیان داشته. زرتشتی‌ها می‌توانستند بهرام گور را یک شاه قانونی و یهودیان هم می‌توانست او را یک شاه یهودی بدانند، چرا که به هر حال مادر او یک یهودی بود.

### آیین مزدک
چندی برنیامد که مزدک ظهور کرد و سخنانی تازه‌تر آورد. این مزدک، چنان‌که از اخبار برمی‌آید خود از موبدان بود و آیین تازه‌ای هم که آورد تاویلی از آرای زرتشت به‌شمار می‌آمد. در مسئله وجود شرور و آلام، که هم زرتشت و هم مانی بدان عنایتی خاص داشتند و محور عقاید ثنوی شمرده می‌شد، مزدک رایی تازه آورد و گفت تمام بدی‌ها و زشتی‌های جهان را باید از دیو رشک و دیو خشم و دیو آز دانست زیرا، چیزی که برابری و مساوات مردم را که مایه رضای هرمزد است نابود کرده و از میان برده است، قدرت و استیلای این دیوان تبهکار است؛ بنابراین تا هرآنچه مایه رشک و خشم و آز مردم است، از میان نرود مساوات و برابری که فرمان هرمزد و خواست اوست در جهان پدید نمی‌آید. با کشتار شگفت‌انگیز بی‌شفقتی که خسرو انوشیروان از پیروان مزدک کرد موبدان گمان بردند که آیین پسر بامداد یکسره از جهان برافتاد. اما این گمان درست درنیامد و آیین مزدک حتی پس از سقوط ساسانیان باقی ماند و یک چند نیز با نام خرم‌دینی به مقابله با مسلمانان برخاست.

### زروانیان
از محققان، بعضی گمان برده‌اند که این آیین بعد از عهد زرتشت به وجود آمده است و از صبغه تأثیر و نفوذ فلسفه یونان برکنار نیست. تأثیر یونان را، در توسعه و تکمیل این آیین، شاید نتوان انکار کرد ولیکن حقیقت آن است که ذکر زروان در اوستا نیز آمده است. احتمال است که این عقیده، از تاویل بعضی اقوال اوستا برآمده باشد و مایه‌هایی از عقاید کلدانیان و سپس از فلسفه یونانی نیز بر آن افزوده شده باشد. به هر حال موبدان و روحانیان زرتشتی، آیین زروان را نیز مانند عقاید مانی، نوعی رفض و بدعت می‌شمردند و با آن مخالفت می‌ورزیدند. نهایت آنکه در آخر دوره ساسانی، به سبب تحولی که در همه اوضاع زمانی پیش آمده بود، این آیین نیز رواج بسیار یافت و حتی به عقیده برخی از محققان درین دوره فرقه زروانی بر دیگر فرقه‌های زرتشتی برتری داشت.

### آیین بودا
از سوی مشرق نیز آیین بودا هر روز گسترش می‌یافت. در بلخ و سغد و بلاد مجاور چین و هند، همواره زاهدان و سیاحان بودایی به نشر و بسط تعالیم بودا اشتغال داشتند. در آخر دوره ساسانیان سرگذشت عبرت‌انگیزی از بودا تحت عنوان بوذاسف و بلوهر در بعضی از بلاد ایران انتشار داشت. گذشته از آن، چنان‌که از مآخذ برمی‌آید، بودا یا یکی از شاگردان او کتابی نیز به فارسی داشته است.

## علم، هنر و ادبیات

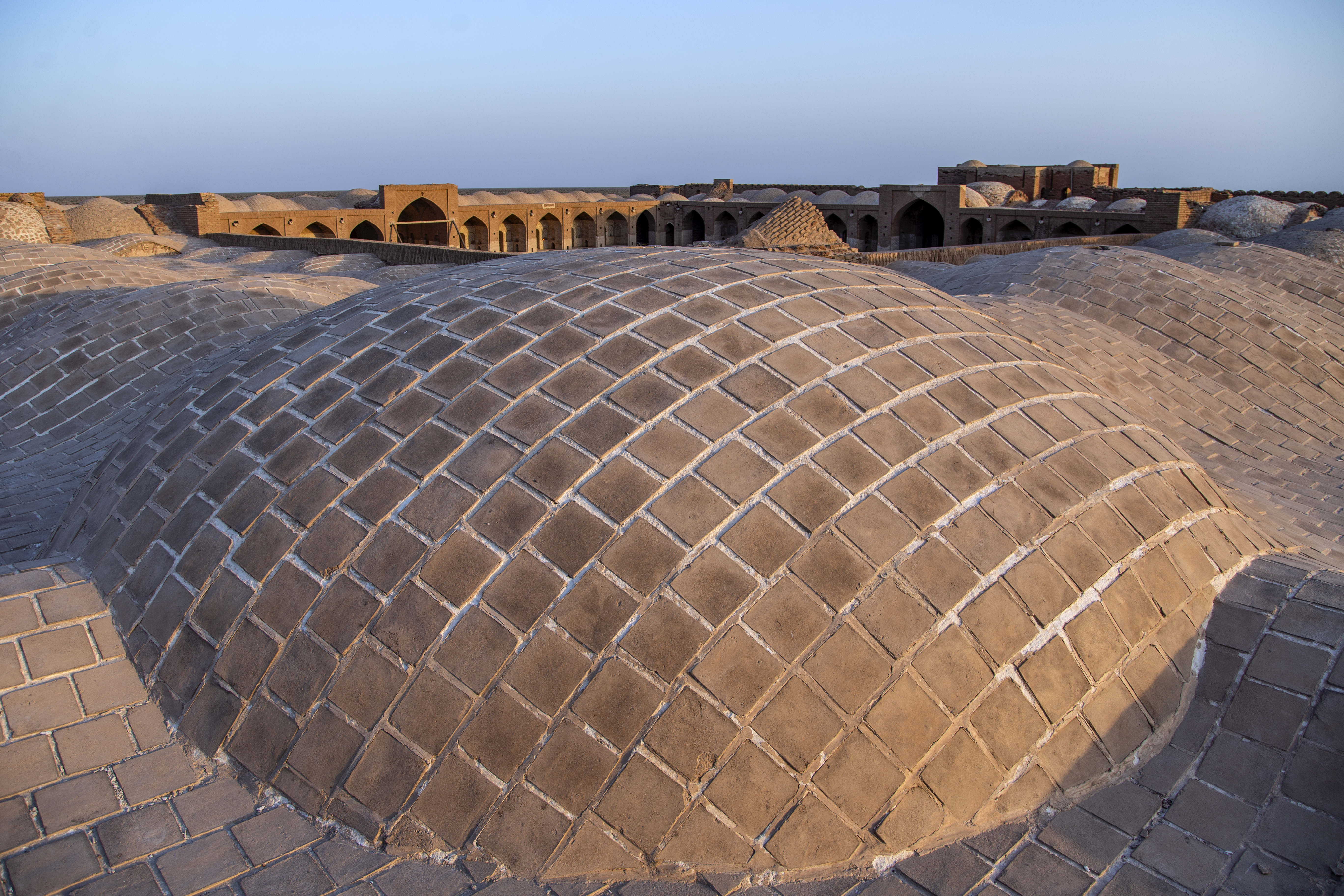
بام کاروانسرای دیر گچین واقع در استان قم، هنر معماری دوره ساسانی

شاهنشاهان ساسانی حامیان روشنگر ادبیات و فلسفه بودند. به دستور خسرو یکم آثار افلاطون و ارسطو به پهلوی ترجمه و در گندی‌شاپور تدریس شد و حتی گفته شده که خود او هم آن‌ها را مطالعه کرده است. در حین پادشاهی او رویدادنامه‌های تاریخی بسیاری تنظیم شد که از آن‌ها تنها کارنامه اردشیر بابکان باقی مانده است که مخلوطی از تاریخ و ادب است که بعدها زیربنایی برای حماسی ملی ایرانیان، شاهنامه شد. وقتی که ژوستینیان یکم درهای مکتب آتن را بست، هفت تن از استادان آنجا به ایران آمده و به دربار خسرو پناهنده شدند. در موقعی که دلتنگ وطن شده بودند، خسرو در عهدنامه ۵۳۳ با ژوستینیان قید کرد که فرزانگان یونانی باید مجاز به بازگشت به خانه باشند و مورد آزار و ستم قرار نگیرند.
آکادمی گندی‌شاپور که در قرن پنجم بنیان نهاده شده بود، در دوران خسرو اول تبدیل به «بزرگ‌ترین مرکز اندیشه در جهان» شده بود و از تمام نقاط دنیا دانش‌آموزان و استادان جذب آن می‌شدند. مسیحیان نسطوری در آنجا پذیرفته می‌شدند و آثار یونانی درزمینه پزشکی و فلسفه را به آسوری ترجم کردند. نوافلاطون‌گرایان هم به گندی‌شاپور آمده و تخم عرفان‌گرایی صوفی‌گری را در آنجا کاشتند. دانش پزشکی هند، ایران، سوریه و یونان در آنجا به هم آمیخته شد و مکتب درمانی شکوفایی را ایجاد کرد.
از منظر هنری، تمدن ایرانی در دوره ساسانیان از بعضی جهات به نهایت شکوفایی و رونق خود رسید. بخش عمده چیزی که بعدها به تمدن اسلامی در معماری و تحریر معروف شد، در واقع از فرهنگ ایرانی گرفته شده بودند. شاهنشاهی ساسانی در دوران اوج شکوفایی خود از غرب آناتولی تا شمال هند (پاکستان/افغانستان امروزی) کشیده شده بود، اما در فرسنگ‌ها دورتر از مرزهای خود نفوذ داشت. موتیف‌های ساسانی به آسیای مرکزی و چین، شاهنشاهی بیزانس و حتی مروونژی‌ها راه یافت.
نگاشته‌ها و نوشته‌هایی که از روزگار ساسانیان برجای مانده، تنها به زبان پارسی میانه که از دیرباز زبان پهلوی خوانده شده، نیست. به زبان‌های پارتی یا زبان پهلوانیک و زبان سغدی و زبان خوارزمی و زبان ختنی و زبان تخاری نیز آثاری برجا مانده است.

## زبان‌ها
در ابتدای شاهنشاهی ساسانی، شاهان از زبان‌های پارسی میانه، یونانی و پارتی برای سنگ‌نگاره‌ها استفاده می‌کردند. اردشیر هم از پارسی میانه و هم از یونانی استفاده کرده است. شاپور یکم علاوه بر پارسی میانه و یونانی، از پارتی هم استفاده کرده است. از دوران نرسه، دیگر یونانی منسوخ شد و مورد استفاده قرار نگرفت که ممکن است دلالت بر پیکار با فرهنگ یونانی و هلنیستی داشته باشد که روحانیان و دولت در پیش گرفته بودند. نرسه از پارتی و پارسی میانه استفاده کرده است. از دوران شاپور دوم، پارتی هم منسوخ و تنها پارسی میانه مورد استفاده قرار می‌گرفت. کرتیر سنگ‌نگاره‌های خود را تنها به زبان پارسی میانه کنده است، که یا می‌تواند به این خاطر باشد که او برخلاف شاه، نیازی نداشته تا با غیرایرانیان و غیرزرتشتیان ارتباط برقرار کند.

### زبان‌های ناحیه‌ای
هرچند که پارسی میانه زبان مادری ساسانیان بود، در گستره حکومتی ساسانیان یک زبان اقلیتی محسوب می‌شد و عمدتاً در ایالت پارس و در حوالی ماد و نواحی اطراف آن گستره داشت. با این حال، چندین گویش ایرانی در آن زمان وجود داشت. در کنار پارسی، گویش‌های ایالت ماد همچون آذری و همچنین یکی از گویش‌های آن تاتی، در آذرپایگان (آذربایجان) استفاده می‌شد. دیلمی و گیلانی در گیلان و مازندرانی که به آن طبری می‌گویند در طبرستان تکلم می‌شدند. به علاوه، زبان‌ها و گویش‌های بسیاری دیگری در این دو ناحیه تکلم می‌شدند.
بیشتر مردم میانرودان سامی‌تبار بودند و به زبان‌های سامی سخن می‌گفتند و ایرانی‌ها در اقلیت بودند. این اقوام سامی، یهودیانی بودند که تلمود بابلی را نوشتند، و همین‌طور مردمانی بودند که به زبان آسوری و لهجه‌های گوناگونی از زبان آرامی را تکلم می‌کردند. اعراب در میان‌رودان سکونت داشتند و از سده سوم زمانی که اردشیر شمال عربستان را تسخیر کرد، عربی در شاهنشاهی شناخته‌شده بود.
در قلمرو ساسانیان در قفقاز، زبان‌های پرشماری تکلم می‌شدند که گرجی و ارمنی غالب بودند و به خاطر اینکه محل سکونت اشراف پارتی بود، زبان پارتی هم نفوذ زیادی پیدا کرد. زبان‌های کارتولی گوناگون (خصوصاً در لازستان)، پارسی میانه، آلبانی قفقاز، سکایی، یونانی و زبان‌های دیگر از جمله دیگر زبان‌های این ناحیه هستند.
در خوزستان به چندین زبان سخن گفته می‌شد. زبان نئو-ایلامی یا خوزی (که با دوره تاریخی نباید اشتباه شود) در دوره ساسانی در این ناحیه وجود داشت. پارسی در شمال و شرق و آرامی در بقیه نواحی آنجا. در میشان، آرامی‌ها، به همراه اعراب (که به آن‌ها اعراب میشانی هم گفته می‌شد) و اعراب بیابان‌گرد، به همراه بازرگانان نبتی و پالمیرایی، جمعیت سامی آن استان را تشکیل می‌داد. ایرانی‌ها هم شروع به سکونت در این استان کرده بودند و جمعیتی از زط‌ها هم در آنجا بود که به هند اخراج شدند. دیگر اقوام هندی همچون مالایی‌ها در میشان اسکان داده شدند که یا برده بودند یا ملوانان به خدمت گرفته‌شده. در آسورستان یا دل ایران‌شهر، بیشتر مردم آشوری‌های آرامی‌زبان بودند، در حالی‌که پارسیان، یهودیان و اعراب اقلیت آن استان را تشکیل می‌دادند.
به خاطر یورش سکاها و زیرگروه‌های آنها، آلان‌ها به آذربایجان، ارمنستان و دیگر نواحی قفقاز، این ناحیه جمعیت بزرگتری از ایرانی‌ها، هرچند اندک، به خود گرفت. پارتی و دیگر گویش‌های ایرانی در خراسان تکلم می‌شد، در حالی که در مناطق دوردست در شرق که همیشه در دست ساسانی‌ها نبود، سغدی، باختری و خوارزمی و پارتی تکلم می‌شد. در جنوب در سیستان، که در دوره اشکانیان جمعیتی از سکاها بدانجا رفته بودند، سیستانی تکلم می‌شد. کرمان جمعیتی از ایرانی‌ها را به خود داشت که شبیه پارسیان بودند، در شرق دوردست در پاراتان، توران، مکران، بلوچی و زبان‌های غیرایرانی و هندوآریایی تکلم می‌شد.
در کلان‌شهرها اسیران جنگی رومی/بیزانسی و جماعتی از مردم سوریه که در شاهنشاهی اسکان داده شده بودند، به زبان لاتین، آسوری و یونانی تکلم می‌کردند. به علاوه، اسلاوها، گوت‌ها و ژرمن‌هایی که به عنوان اسیر جنگی از ارتش رومی/بیزانسی گرفته می‌شدند و در شاهنشاهی اسکان داده شده بودند، به زبان‌های خودشان در شاهنشاهی تکلم می‌کردند. این‌ها تنها زبان‌هایی هستند که ما امروزه از آن‌ها اطلاع داریم، زبان‌ها و لهجه‌های فراوان دیگری بوده‌اند که امروزه از دست رفته‌اند. زبان‌های مردم بیابان‌گرد بیشتر مشکل‌زا هستند. مسلماً کردها وجود داشته و زبان کردی و لهجه‌های مختلف آن، به همراه زبان لری، و همین‌طور چند زبان دیگر که از دست رفته‌اند، وجود داشته‌اند. از قرن پنجم، قبایل ترکی وارد شاهنشاهی شدند (چه با یورش و چه اینکه دولت آن‌ها را برای خدمت در ارتش به کار گرفته باشد) که می‌توان نتیجه گرفت زبان ترکی هم وجود داشته، به‌خصوص در شمال شرق. ساسانیان باید ساختاری را برپا می‌کردند تا استان‌های مختلف را از نظر زبان به هم مرتبط کنند و یک راه ارتباطی عمومی ایجاد کنند. این کار ممکن است با گماشتن فرمانداران پارسی زبان و غیرپارسی زبان و بومیان دوزبانه صورت گرفته باشد. در حالی که شاهزاده‌هایی از خون پادشاهی بر نقاط گوناگون حکمرانی می‌کردند، دستگاهی حکومتی از دبیران، کاهنان و دیگر مناصب بر طبق شواهد موجود از سده چهارم در کتیبه شاپور سکان‌شاه، شاه سیستان وجود داشته است.

## سکه‌های ساسانی
مسکوکات ساسانی طلا و نقره و مس بودند اما نسبت بین ارزش آن‌ها در تمام دوره ساسانیان ثابت نبود. درهم نقره معمولاً به بین ۳٫۶۵ تا ۳٫۹۴ (سه و شصت و پنج تا سه و نود و چهار) گرم وزن داشت. این وزن بر اساس سکه‌های اشکانی و سکه‌های فنیقی است. در سکه‌های ساسانی نقش شاه همواره در یک طرف سکه حک شده است و در طرف دیگر معمولاً یک آتشدان است.
سکه‌های ساسانی از طلا و نقره و مس بود. سکه‌های نقره را زوزن می‌گفتند. تاریخ سکه‌ها مشخص کننده سال‌های سلطنت ساسانی است. خط و زبان سکه‌ها، پهلوی ساسانی می‌باشد.

## میراث و اهمیت
نفوذ شاهنشاهی ساسانی مدت‌ها پس از فروپاشی آن ادامه داشت. این شاهنشاهی، تحت حکمرانی تعدادی از شاهان توانا پیش از فروپاشی‌اش، به یک رنسانس ایرانی دست یافت که نیروی محرکه‌ای شد برای تمدنی تحت لوای دین نوظهور اسلام. شاهنشاهی ساسانی در ایران مدرن و نواحی حومه آن، به عنوان یکی از دوران شکوه و رونق تمدن ایرانی محسوب می‌شود.

### در اروپا
فرهنگ ساسانیان و ساختار نظامی آن تأثیری شگرف بر تمدن روم گذاشت. ساختار ارتش روم تحت نفوذ روش‌های جنگاوری ایرانی قرار گرفت. نظام شاهی روم، به تقلید از رسوم دربار ساسانی در تیسپون پرداختند و خودشان هم به نوبه خود بر روی سنت‌های تشریفاتی دولت‌های اروپای مدرن اثرگذار بودند. ریشهٔ تشریفات دیپلماسی اروپای مدرن به روابط دیپلماسی بین دولت‌های ایران و شاهنشاهی روم نسبت داده شده است.

### در تاریخ یهودیت
در شاهنشاهی ساسانی، تاریخ یهودیت رشد و توسعه شگرفی به خود دید. تلمود بابلی در قرون سه تا شش میلادی در ایران ساسانی تدوین شد و آکادمی‌های آموزشی بزرگی در صورا و پومبدیتا بنیان نهاده شد که تبدیل به زیربنای دانش‌پژوهی یهودی شد. اشخاصی از خاندان شاهی همچون ایفرا هرمز ملکهٔ مادر شاپور دوم و ملکه شوشان‌دخت، همسر یزدگرد اول، به‌طور قابل توجهی به رابطه نزدیک بین یهودیان و دولت شاهنشاهی ساسانی در تیسپون کمک کردند.

### در هندوستان
فروپاشی شاهنشاهی ساسانی باعث شد دین رسمی کشور از زرتشتی به اسلام تغییر پیدا کند. زرتشتیان به تدریج از یک دین اکثریت تبدیل به اقلیت شدند که زیر فشار قرار داشتند. تعداد زیادی از آن‌ها برای نجات دادن دین و جان خود، شروع به مهاجرت از آنجا کردند. بر طبق قصه سنجان، در جایی که امروزه به آن گجرات می‌گویند مهاجرت کردند و به آن‌ها آزادی بیشتری برای حفظ رسوم باستانی و آیین‌شان داده شد. نوادگان آن زرتشتی‌ها نقشی کوچک اما قابل توجه در توسعه هندوستان ایفا کردند. امروزه ۷۰٬۰۰۰ زرتشتی در هند وجود دارند.
زرتشتی‌ها هنوز از نوعی تقویم استفاده می‌کنند که در دوره ساسانی بنیان‌نهاده شده بود. مبدأ این تقویم هنوز از زمان بر تخت نشستن یزدگرد سوم محاسبه می‌شود که در سال ۶۳۲ میلادی بود.

## تبارنامه ساسانیان
|         |         |         |         |         |         |  |  |           |           |            |            |            |            |            |            |           |           |           |           |           |           |           |           |        |        |            |            |            |            |                |                |                |                | ساسان          |                |          |          |           |          |          |          |            |            |            |            |            |            |            |            |             |            |           |           |             |             |             |             |             |             |             |             |             |             |          |          |  |  |  |  |  |  |  |  |  |  |  |  |  |  |  |  |  |  |
|         |         |         |         |         |         |  |  |           |           |            |            |            |            |            |            |           |           |           |           |           |           |           |           |        |        |            |            |            |            |                |                |                |                |                |                |          |          |           |          |          |          |            |            |            |            |            |            |            |            |             |            |           |           |             |             |             |             |             |             |             |             |             |             |          |          |  |  |  |  |  |  |  |  |  |  |  |  |  |  |  |  |  |  |
|         |         |         |         |         |         |  |  |           |           |            |            |            |            |            |            |           |           |           |           |           |           |           |           |        |        |            |            |            |            |                |                |                |                |                |                |          |          |           |          |          |          |            |            |            |            |            |            |            |            |             |            |           |           |             |             |             |             |             |             |             |             |             |             |          |          |  |  |  |  |  |  |  |  |  |  |  |  |  |  |  |  |  |  |
|         |         |         |         |         |         |  |  |           |           |            |            |            |            |            |            |           |           |           |           |           |           |           |           |        |        |            |            |            |            |                |                |                |                | اردشیر بابکان  |                |          |          |           |          |          |          |            |            |            |            |            |            |            |            |             |            |           |           |             |             |             |             |             |             |             |             |             |             |          |          |  |  |  |  |  |  |  |  |  |  |  |  |  |  |  |  |  |  |
|         |         |         |         |         |         |  |  |           |           |            |            |            |            |            |            |           |           |           |           |           |           |           |           |        |        |            |            |            |            |                |                |                |                |                |                |          |          |           |          |          |          |            |            |            |            |            |            |            |            |             |            |           |           |             |             |             |             |             |             |             |             |             |             |          |          |  |  |  |  |  |  |  |  |  |  |  |  |  |  |  |  |  |  |
|         |         |         |         |         |         |  |  |           |           |            |            |            |            |            |            |           |           |           |           |           |           |           |           |        |        |            |            |            |            |                |                |                |                |                |                |          |          |           |          |          |          |            |            |            |            |            |            |            |            |             |            |           |           |             |             |             |             |             |             |             |             |             |             |          |          |  |  |  |  |  |  |  |  |  |  |  |  |  |  |  |  |  |  |
|         |         |         |         |         |         |  |  |           |           |            |            |            |            |            |            |           |           |           |           |           |           |           |           |        |        |            |            |            |            |                |                |                |                |                |                |          |          | شاپور یکم |          |          |          |            |            |            |            |            |            |            |            |             |            |           |           |             |             |             |             |             |             |             |             |             |             |          |          |  |  |  |  |  |  |  |  |  |  |  |  |  |  |  |  |  |  |
|         |         |         |         |         |         |  |  |           |           |            |            |            |            |            |            |           |           |           |           |           |           |           |           |        |        |            |            |            |            |                |                |                |                |                |                |          |          |           |          |          |          |            |            |            |            |            |            |            |            |             |            |           |           |             |             |             |             |             |             |             |             |             |             |          |          |  |  |  |  |  |  |  |  |  |  |  |  |  |  |  |  |  |  |
|         |         |         |         |         |         |  |  |           |           |            |            |            |            |            |            |           |           |           |           |           |           |           |           |        |        |            |            |            |            |                |                |                |                |                |                |          |          |           |          |          |          |            |            |            |            |            |            |            |            |             |            |           |           |             |             |             |             |             |             |             |             |             |             |          |          |  |  |  |  |  |  |  |  |  |  |  |  |  |  |  |  |  |  |
|         |         |         |         |         |         |  |  |           |           |            |            |            |            |            |            | بهرام یکم | بهرام یکم | بهرام یکم | بهرام یکم | بهرام یکم | بهرام یکم |           |           |        |        |            |            |            |            | شاپور میشانشاه | شاپور میشانشاه | شاپور میشانشاه | شاپور میشانشاه | شاپور میشانشاه | شاپور میشانشاه |          |          |           |          | هرمز یکم | هرمز یکم | هرمز یکم   | هرمز یکم   | هرمز یکم   | هرمز یکم   |            |            |            |            | نرسی        | نرسی       | نرسی      | نرسی      | نرسی        | نرسی        |             |             |             |             |             |             |             |             |          |          |  |  |  |  |  |  |  |  |  |  |  |  |  |  |  |  |  |  |
|         |         |         |         |         |         |  |  |           |           |            |            |            |            |            |            | بهرام یکم | بهرام یکم | بهرام یکم | بهرام یکم | بهرام یکم | بهرام یکم |           |           |        |        |            |            |            |            | شاپور میشانشاه | شاپور میشانشاه | شاپور میشانشاه | شاپور میشانشاه | شاپور میشانشاه | شاپور میشانشاه |          |          |           |          | هرمز یکم | هرمز یکم | هرمز یکم   | هرمز یکم   | هرمز یکم   | هرمز یکم   |            |            |            |            | نرسی        | نرسی       | نرسی      | نرسی      | نرسی        | نرسی        |             |             |             |             |             |             |             |             |          |          |  |  |  |  |  |  |  |  |  |  |  |  |  |  |  |  |  |  |
|         |         |         |         |         |         |  |  |           |           |            |            |            |            |            |            |           |           |           |           |           |           |           |           |        |        |            |            |            |            |                |                |                |                |                |                |          |          |           |          |          |          |            |            |            |            |            |            |            |            |             |            |           |           |             |             |             |             |             |             |             |             |             |             |          |          |  |  |  |  |  |  |  |  |  |  |  |  |  |  |  |  |  |  |
|         |         |         |         |         |         |  |  | بهرام دوم | بهرام دوم | بهرام دوم  | بهرام دوم  | بهرام دوم  | بهرام دوم  |            |            | هرمز      | هرمز      | هرمز      | هرمز      | هرمز      | هرمز      |           |           | بهرام  | بهرام  | بهرام      | بهرام      | بهرام      | بهرام      |                |                |                |                |                |                |          |          |           |          |          |          |            |            |            |            |            |            |            |            | هرمز دوم    | هرمز دوم   | هرمز دوم  | هرمز دوم  | هرمز دوم    | هرمز دوم    |             |             |             |             |             |             |             |             |          |          |  |  |  |  |  |  |  |  |  |  |  |  |  |  |  |  |  |  |
|         |         |         |         |         |         |  |  | بهرام دوم | بهرام دوم | بهرام دوم  | بهرام دوم  | بهرام دوم  | بهرام دوم  |            |            | هرمز      | هرمز      | هرمز      | هرمز      | هرمز      | هرمز      |           |           | بهرام  | بهرام  | بهرام      | بهرام      | بهرام      | بهرام      |                |                |                |                |                |                |          |          |           |          |          |          |            |            |            |            |            |            |            |            | هرمز دوم    | هرمز دوم   | هرمز دوم  | هرمز دوم  | هرمز دوم    | هرمز دوم    |             |             |             |             |             |             |             |             |          |          |  |  |  |  |  |  |  |  |  |  |  |  |  |  |  |  |  |  |
|         |         |         |         |         |         |  |  |           |           |            |            |            |            |            |            |           |           |           |           |           |           |           |           |        |        |            |            |            |            |                |                |                |                |                |                |          |          |           |          |          |          |            |            |            |            |            |            |            |            |             |            |           |           |             |             |             |             |             |             |             |             |             |             |          |          |  |  |  |  |  |  |  |  |  |  |  |  |  |  |  |  |  |  |
| آذرنرسی | آذرنرسی | آذرنرسی | آذرنرسی | آذرنرسی | آذرنرسی |  |  | بهرام سوم | بهرام سوم | بهرام سوم  | بهرام سوم  | بهرام سوم  | بهرام سوم  |            |            |           |           |           |           |           |           |           |           |        |        |            |            |            |            |                |                |                |                |                |                |          |          |           |          |          |          |            |            |            |            |            |            |            |            | شاپور دوم   | شاپور دوم  | شاپور دوم | شاپور دوم | شاپور دوم   | شاپور دوم   |             |             |             |             |             |             |             |             |          |          |  |  |  |  |  |  |  |  |  |  |  |  |  |  |  |  |  |  |
| آذرنرسی | آذرنرسی | آذرنرسی | آذرنرسی | آذرنرسی | آذرنرسی |  |  | بهرام سوم | بهرام سوم | بهرام سوم  | بهرام سوم  | بهرام سوم  | بهرام سوم  |            |            |           |           |           |           |           |           |           |           |        |        |            |            |            |            |                |                |                |                |                |                |          |          |           |          |          |          |            |            |            |            |            |            |            |            | شاپور دوم   | شاپور دوم  | شاپور دوم | شاپور دوم | شاپور دوم   | شاپور دوم   |             |             |             |             |             |             |             |             |          |          |  |  |  |  |  |  |  |  |  |  |  |  |  |  |  |  |  |  |
|         |         |         |         |         |         |  |  |           |           |            |            |            |            |            |            |           |           |           |           |           |           |           |           |        |        |            |            |            |            |                |                |                |                |                |                |          |          |           |          |          |          |            |            |            |            |            |            |            |            | اردشیر دوم  |            |           |           |             |             |             |             |             |             |             |             |             |             |          |          |  |  |  |  |  |  |  |  |  |  |  |  |  |  |  |  |  |  |
|         |         |         |         |         |         |  |  |           |           |            |            |            |            |            |            |           |           |           |           |           |           |           |           |        |        |            |            |            |            |                |                |                |                |                |                |          |          |           |          |          |          |            |            |            |            |            |            |            |            |             |            |           |           |             |             |             |             |             |             |             |             |             |             |          |          |  |  |  |  |  |  |  |  |  |  |  |  |  |  |  |  |  |  |
|         |         |         |         |         |         |  |  |           |           |            |            |            |            |            |            |           |           |           |           |           |           |           |           |        |        |            |            |            |            |                |                |                |                |                |                |          |          |           |          |          |          |            |            |            |            |            |            |            |            |             |            |           |           |             |             |             |             |             |             |             |             |             |             |          |          |  |  |  |  |  |  |  |  |  |  |  |  |  |  |  |  |  |  |
|         |         |         |         |         |         |  |  |           |           |            |            |            |            |            |            |           |           |           |           |           |           |           |           |        |        |            |            |            |            |                |                |                |                |                |                |          |          |           |          |          |          |            |            |            |            |            |            |            |            | شاپور سوم   |            |           |           |             |             |             |             |             |             |             |             |             |             |          |          |  |  |  |  |  |  |  |  |  |  |  |  |  |  |  |  |  |  |
|         |         |         |         |         |         |  |  |           |           |            |            |            |            |            |            |           |           |           |           |           |           |           |           |        |        |            |            |            |            |                |                |                |                |                |                |          |          |           |          |          |          |            |            |            |            |            |            |            |            |             |            |           |           |             |             |             |             |             |             |             |             |             |             |          |          |  |  |  |  |  |  |  |  |  |  |  |  |  |  |  |  |  |  |
|         |         |         |         |         |         |  |  |           |           |            |            |            |            |            |            |           |           |           |           |           |           |           |           |        |        |            |            |            |            |                |                |                |                |                |                |          |          |           |          |          |          |            |            |            |            |            |            |            |            | بهرام چهارم |            |           |           |             |             |             |             |             |             |             |             |             |             |          |          |  |  |  |  |  |  |  |  |  |  |  |  |  |  |  |  |  |  |
|         |         |         |         |         |         |  |  |           |           |            |            |            |            |            |            |           |           |           |           |           |           |           |           |        |        |            |            |            |            |                |                |                |                |                |                |          |          |           |          |          |          |            |            |            |            |            |            |            |            |             |            |           |           |             |             |             |             |             |             |             |             |             |             |          |          |  |  |  |  |  |  |  |  |  |  |  |  |  |  |  |  |  |  |
|         |         |         |         |         |         |  |  |           |           |            |            |            |            |            |            |           |           |           |           |           |           |           |           |        |        |            |            |            |            |                |                |                |                |                |                |          |          |           |          |          |          |            |            |            |            |            |            |            |            | یزدگرد یکم  |            |           |           |             |             |             |             |             |             |             |             |             |             |          |          |  |  |  |  |  |  |  |  |  |  |  |  |  |  |  |  |  |  |
|         |         |         |         |         |         |  |  |           |           |            |            |            |            |            |            |           |           |           |           |           |           |           |           |        |        |            |            |            |            |                |                |                |                |                |                |          |          |           |          |          |          |            |            |            |            |            |            |            |            |             |            |           |           |             |             |             |             |             |             |             |             |             |             |          |          |  |  |  |  |  |  |  |  |  |  |  |  |  |  |  |  |  |  |
|         |         |         |         |         |         |  |  |           |           |            |            |            |            |            |            |           |           |           |           |           |           |           |           |        |        |            |            |            |            |                |                |                |                |                |                |          |          |           |          |          |          |            |            |            |            |            |            |            |            |             |            |           |           |             |             |             |             |             |             |             |             |             |             |          |          |  |  |  |  |  |  |  |  |  |  |  |  |  |  |  |  |  |  |
|         |         |         |         |         |         |  |  |           |           |            |            |            |            |            |            |           |           |           |           |           |           |           |           |        |        |            |            |            |            |                |                |                |                |                |                |          |          | خسرو      | خسرو     | خسرو     | خسرو     | خسرو       | خسرو       |            |            | بهرام پنجم | بهرام پنجم | بهرام پنجم | بهرام پنجم | بهرام پنجم  | بهرام پنجم |           |           | شاپور چهارم | شاپور چهارم | شاپور چهارم | شاپور چهارم | شاپور چهارم | شاپور چهارم |             |             |             |             |          |          |  |  |  |  |  |  |  |  |  |  |  |  |  |  |  |  |  |  |
|         |         |         |         |         |         |  |  |           |           |            |            |            |            |            |            |           |           |           |           |           |           |           |           |        |        |            |            |            |            |                |                |                |                |                |                |          |          | خسرو      | خسرو     | خسرو     | خسرو     | خسرو       | خسرو       |            |            | بهرام پنجم | بهرام پنجم | بهرام پنجم | بهرام پنجم | بهرام پنجم  | بهرام پنجم |           |           | شاپور چهارم | شاپور چهارم | شاپور چهارم | شاپور چهارم | شاپور چهارم | شاپور چهارم |             |             |             |             |          |          |  |  |  |  |  |  |  |  |  |  |  |  |  |  |  |  |  |  |
|         |         |         |         |         |         |  |  |           |           |            |            |            |            |            |            |           |           |           |           |           |           |           |           |        |        |            |            |            |            |                |                |                |                |                |                |          |          |           |          |          |          |            |            |            |            | یزدگرد دوم | یزدگرد دوم | یزدگرد دوم | یزدگرد دوم | یزدگرد دوم  | یزدگرد دوم |           |           | دینک        | دینک        | دینک        | دینک        | دینک        | دینک        |             |             |             |             |          |          |  |  |  |  |  |  |  |  |  |  |  |  |  |  |  |  |  |  |
|         |         |         |         |         |         |  |  |           |           |            |            |            |            |            |            |           |           |           |           |           |           |           |           |        |        |            |            |            |            |                |                |                |                |                |                |          |          |           |          |          |          |            |            |            |            | یزدگرد دوم | یزدگرد دوم | یزدگرد دوم | یزدگرد دوم | یزدگرد دوم  | یزدگرد دوم |           |           | دینک        | دینک        | دینک        | دینک        | دینک        | دینک        |             |             |             |             |          |          |  |  |  |  |  |  |  |  |  |  |  |  |  |  |  |  |  |  |
|         |         |         |         |         |         |  |  |           |           |            |            |            |            |            |            |           |           |           |           |           |           |           |           |        |        |            |            |            |            |                |                |                |                |                |                |          |          |           |          |          |          |            |            |            |            |            |            |            |            |             |            |           |           |             |             |             |             |             |             |             |             |             |             |          |          |  |  |  |  |  |  |  |  |  |  |  |  |  |  |  |  |  |  |
|         |         |         |         |         |         |  |  |           |           |            |            |            |            |            |            |           |           |           |           |           |           |           |           |        |        |            |            |            |            |                |                |                |                |                |                |          |          |           |          |          |          | پیروز      | پیروز      | پیروز      | پیروز      | پیروز      | پیروز      |            |            | هرمز سوم    | هرمز سوم   | هرمز سوم  | هرمز سوم  | هرمز سوم    | هرمز سوم    |             |             |             |             |             |             |             |             |          |          |  |  |  |  |  |  |  |  |  |  |  |  |  |  |  |  |  |  |
|         |         |         |         |         |         |  |  |           |           |            |            |            |            |            |            |           |           |           |           |           |           |           |           |        |        |            |            |            |            |                |                |                |                |                |                |          |          |           |          |          |          | پیروز      | پیروز      | پیروز      | پیروز      | پیروز      | پیروز      |            |            | هرمز سوم    | هرمز سوم   | هرمز سوم  | هرمز سوم  | هرمز سوم    | هرمز سوم    |             |             |             |             |             |             |             |             |          |          |  |  |  |  |  |  |  |  |  |  |  |  |  |  |  |  |  |  |
|         |         |         |         |         |         |  |  |           |           |            |            |            |            |            |            |           |           |           |           |           |           |           |           |        |        |            |            |            |            |                |                |                |                |                |                |          |          |           |          |          |          |            |            |            |            |            |            |            |            |             |            |           |           |             |             |             |             |             |             |             |             |             |             |          |          |  |  |  |  |  |  |  |  |  |  |  |  |  |  |  |  |  |  |
|         |         |         |         |         |         |  |  |           |           |            |            |            |            |            |            |           |           |           |           |           |           |           |           | جاماسب | جاماسب | جاماسب     | جاماسب     | جاماسب     | جاماسب     |                |                |                |                | زریر           | زریر           | زریر     | زریر     | زریر      | زریر     |          |          | قباد یکم   | قباد یکم   | قباد یکم   | قباد یکم   | قباد یکم   | قباد یکم   |            |            |             |            |           |           | بلاش        | بلاش        | بلاش        | بلاش        | بلاش        | بلاش        |             |             |             |             |          |          |  |  |  |  |  |  |  |  |  |  |  |  |  |  |  |  |  |  |
|         |         |         |         |         |         |  |  |           |           |            |            |            |            |            |            |           |           |           |           |           |           |           |           | جاماسب | جاماسب | جاماسب     | جاماسب     | جاماسب     | جاماسب     |                |                |                |                | زریر           | زریر           | زریر     | زریر     | زریر      | زریر     |          |          | قباد یکم   | قباد یکم   | قباد یکم   | قباد یکم   | قباد یکم   | قباد یکم   |            |            |             |            |           |           | بلاش        | بلاش        | بلاش        | بلاش        | بلاش        | بلاش        |             |             |             |             |          |          |  |  |  |  |  |  |  |  |  |  |  |  |  |  |  |  |  |  |
|         |         |         |         |         |         |  |  |           |           |            |            |            |            |            |            |           |           |           |           |           |           |           |           |        |        |            |            |            |            |                |                |                |                |                |                |          |          |           |          |          |          |            |            |            |            |            |            |            |            |             |            |           |           |             |             |             |             |             |             |             |             |             |             |          |          |  |  |  |  |  |  |  |  |  |  |  |  |  |  |  |  |  |  |
|         |         |         |         |         |         |  |  |           |           |            |            |            |            |            |            |           |           |           |           |           |           |           |           |        |        |            |            |            |            |                |                |                |                |                |                |          |          | کاووس     | کاووس    | کاووس    | کاووس    | کاووس      | کاووس      |            |            | خسرو یکم   | خسرو یکم   | خسرو یکم   | خسرو یکم   | خسرو یکم    | خسرو یکم   |           |           |             |             |             |             |             |             |             |             |             |             |          |          |  |  |  |  |  |  |  |  |  |  |  |  |  |  |  |  |  |  |
|         |         |         |         |         |         |  |  |           |           |            |            |            |            |            |            |           |           |           |           |           |           |           |           |        |        |            |            |            |            |                |                |                |                |                |                |          |          | کاووس     | کاووس    | کاووس    | کاووس    | کاووس      | کاووس      |            |            | خسرو یکم   | خسرو یکم   | خسرو یکم   | خسرو یکم   | خسرو یکم    | خسرو یکم   |           |           |             |             |             |             |             |             |             |             |             |             |          |          |  |  |  |  |  |  |  |  |  |  |  |  |  |  |  |  |  |  |
|         |         |         |         |         |         |  |  |           |           |            |            |            |            |            |            |           |           |           |           |           |           |           |           |        |        |            |            |            |            |                |                |                |                |                |                |          |          |           |          |          |          |            |            |            |            | هرمز چهارم |            |            |            |             |            |           |           |             |             |             |             |             |             |             |             |             |             |          |          |  |  |  |  |  |  |  |  |  |  |  |  |  |  |  |  |  |  |
|         |         |         |         |         |         |  |  |           |           |            |            |            |            |            |            |           |           |           |           |           |           |           |           |        |        |            |            |            |            |                |                |                |                |                |                |          |          |           |          |          |          |            |            |            |            |            |            |            |            |             |            |           |           |             |             |             |             |             |             |             |             |             |             |          |          |  |  |  |  |  |  |  |  |  |  |  |  |  |  |  |  |  |  |
|         |         |         |         |         |         |  |  |           |           |            |            |            |            |            |            |           |           |           |           |           |           |           |           |        |        |            |            |            |            |                |                |                |                |                |                |          |          |           |          |          |          |            |            |            |            | خسرو دوم   |            |            |            |             |            |           |           |             |             |             |             |             |             |             |             |             |             |          |          |  |  |  |  |  |  |  |  |  |  |  |  |  |  |  |  |  |  |
|         |         |         |         |         |         |  |  |           |           |            |            |            |            |            |            |           |           |           |           |           |           |           |           |        |        |            |            |            |            |                |                |                |                |                |                |          |          |           |          |          |          |            |            |            |            |            |            |            |            |             |            |           |           |             |             |             |             |             |             |             |             |             |             |          |          |  |  |  |  |  |  |  |  |  |  |  |  |  |  |  |  |  |  |
|         |         |         |         |         |         |  |  |           |           |            |            |            |            |            |            |           |           |           |           |           |           |           |           |        |        |            |            |            |            |                |                |                |                |                |                |          |          |           |          |          |          |            |            |            |            |            |            |            |            |             |            |           |           |             |             |             |             |             |             |             |             |             |             |          |          |  |  |  |  |  |  |  |  |  |  |  |  |  |  |  |  |  |  |
|         |         |         |         |         |         |  |  |           |           |            |            |            |            |            |            |           |           |           |           |           |           |           |           |        |        | شهریار     | شهریار     | شهریار     | شهریار     | شهریار         | شهریار         |                |                | قباد دوم       | قباد دوم       | قباد دوم | قباد دوم | قباد دوم  | قباد دوم |          |          | مردانشاه   | مردانشاه   | مردانشاه   | مردانشاه   | مردانشاه   | مردانشاه   |            |            |             |            | پوراندخت  | پوراندخت  | پوراندخت    | پوراندخت    | پوراندخت    | پوراندخت    |             |             | آزرمی‌دخت    | آزرمی‌دخت    | آزرمی‌دخت    | آزرمی‌دخت    | آزرمی‌دخت | آزرمی‌دخت |  |  |  |  |  |  |  |  |  |  |  |  |  |  |  |  |  |  |
|         |         |         |         |         |         |  |  |           |           |            |            |            |            |            |            |           |           |           |           |           |           |           |           |        |        | شهریار     | شهریار     | شهریار     | شهریار     | شهریار         | شهریار         |                |                | قباد دوم       | قباد دوم       | قباد دوم | قباد دوم | قباد دوم  | قباد دوم |          |          | مردانشاه   | مردانشاه   | مردانشاه   | مردانشاه   | مردانشاه   | مردانشاه   |            |            |             |            | پوراندخت  | پوراندخت  | پوراندخت    | پوراندخت    | پوراندخت    | پوراندخت    |             |             | آزرمی‌دخت    | آزرمی‌دخت    | آزرمی‌دخت    | آزرمی‌دخت    | آزرمی‌دخت | آزرمی‌دخت |  |  |  |  |  |  |  |  |  |  |  |  |  |  |  |  |  |  |
|         |         |         |         |         |         |  |  |           |           |            |            |            |            |            |            |           |           |           |           |           |           |           |           |        |        |            |            |            |            |                |                |                |                |                |                |          |          |           |          |          |          |            |            |            |            |            |            |            |            |             |            |           |           |             |             |             |             |             |             |             |             |             |             |          |          |  |  |  |  |  |  |  |  |  |  |  |  |  |  |  |  |  |  |
|         |         |         |         |         |         |  |  |           |           | خسرو چهارم | خسرو چهارم | خسرو چهارم | خسرو چهارم | خسرو چهارم | خسرو چهارم |           |           | هرمز پنجم | هرمز پنجم | هرمز پنجم | هرمز پنجم | هرمز پنجم | هرمز پنجم |        |        | یزدگرد سوم | یزدگرد سوم | یزدگرد سوم | یزدگرد سوم | یزدگرد سوم     | یزدگرد سوم     |                |                | خسرو           | خسرو           | خسرو     | خسرو     | خسرو      | خسرو     |          |          | اردشیر سوم | اردشیر سوم | اردشیر سوم | اردشیر سوم | اردشیر سوم | اردشیر سوم |            |            | پیروز دوم   | پیروز دوم  | پیروز دوم | پیروز دوم | پیروز دوم   | پیروز دوم   |             |             | فرخ‌زاد خسرو | فرخ‌زاد خسرو | فرخ‌زاد خسرو | فرخ‌زاد خسرو | فرخ‌زاد خسرو | فرخ‌زاد خسرو |          |          |  |  |  |  |  |  |  |  |  |  |  |  |  |  |  |  |  |  |